# Liste der Straßen und Plätze in Berlin-Niederschönhausen

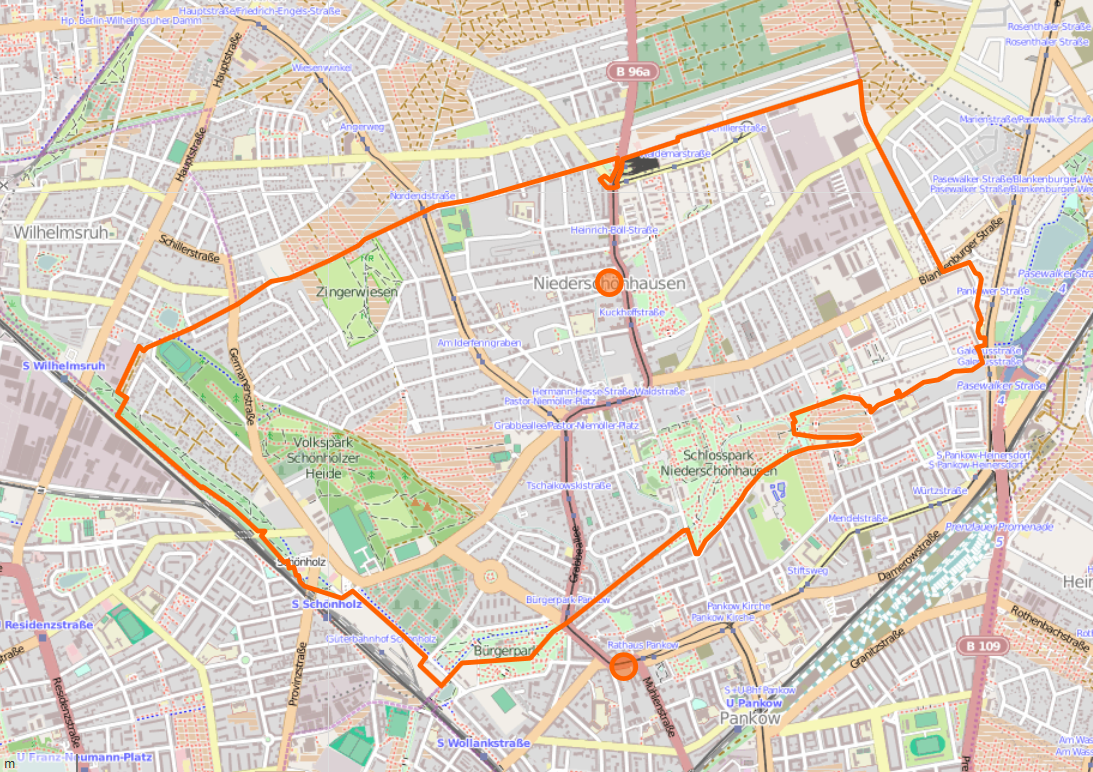
Übersichtsplan von Berlin-Niederschönhausen
(aus: OpenStreetMap)

Die Liste der Straßen und Plätze in Berlin-Niederschönhausen beschreibt das Straßensystem im Berliner Ortsteil Niederschönhausen mit den entsprechenden historischen Bezügen. Gleichzeitig ist diese Zusammenstellung ein Teil der Listen aller Berliner Straßen und Plätze.

## Überblick

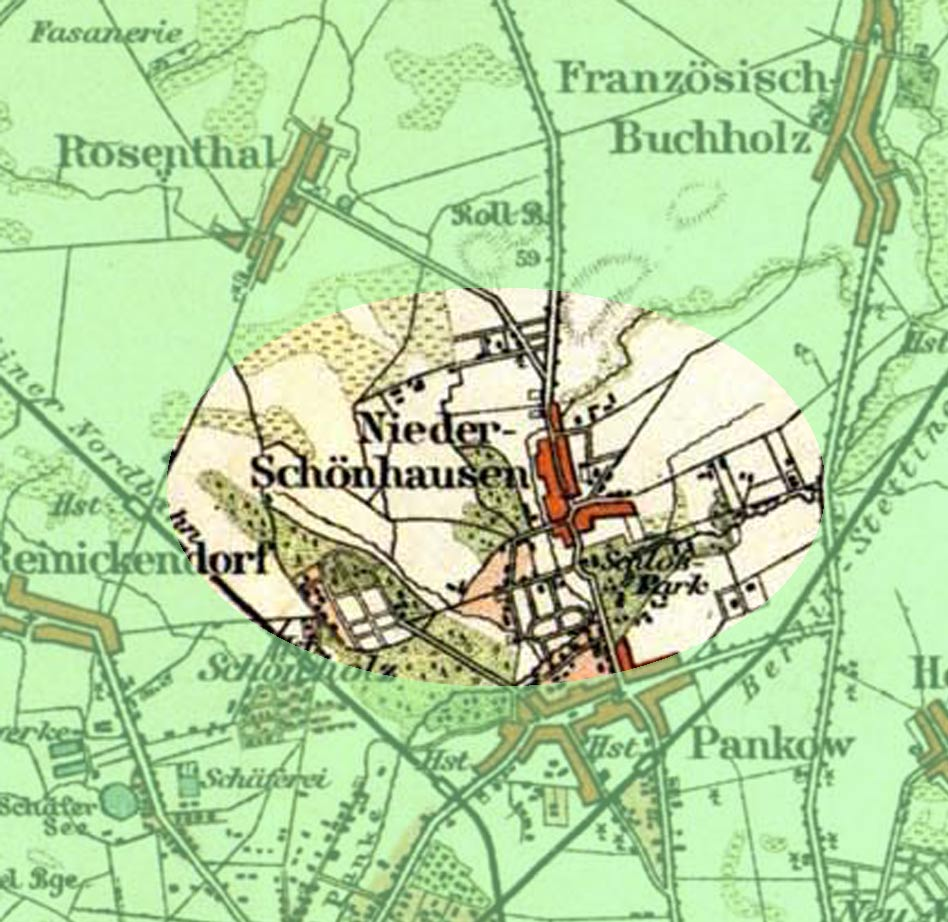
Situation des Straßensystems in Niederschönhausen, 1894

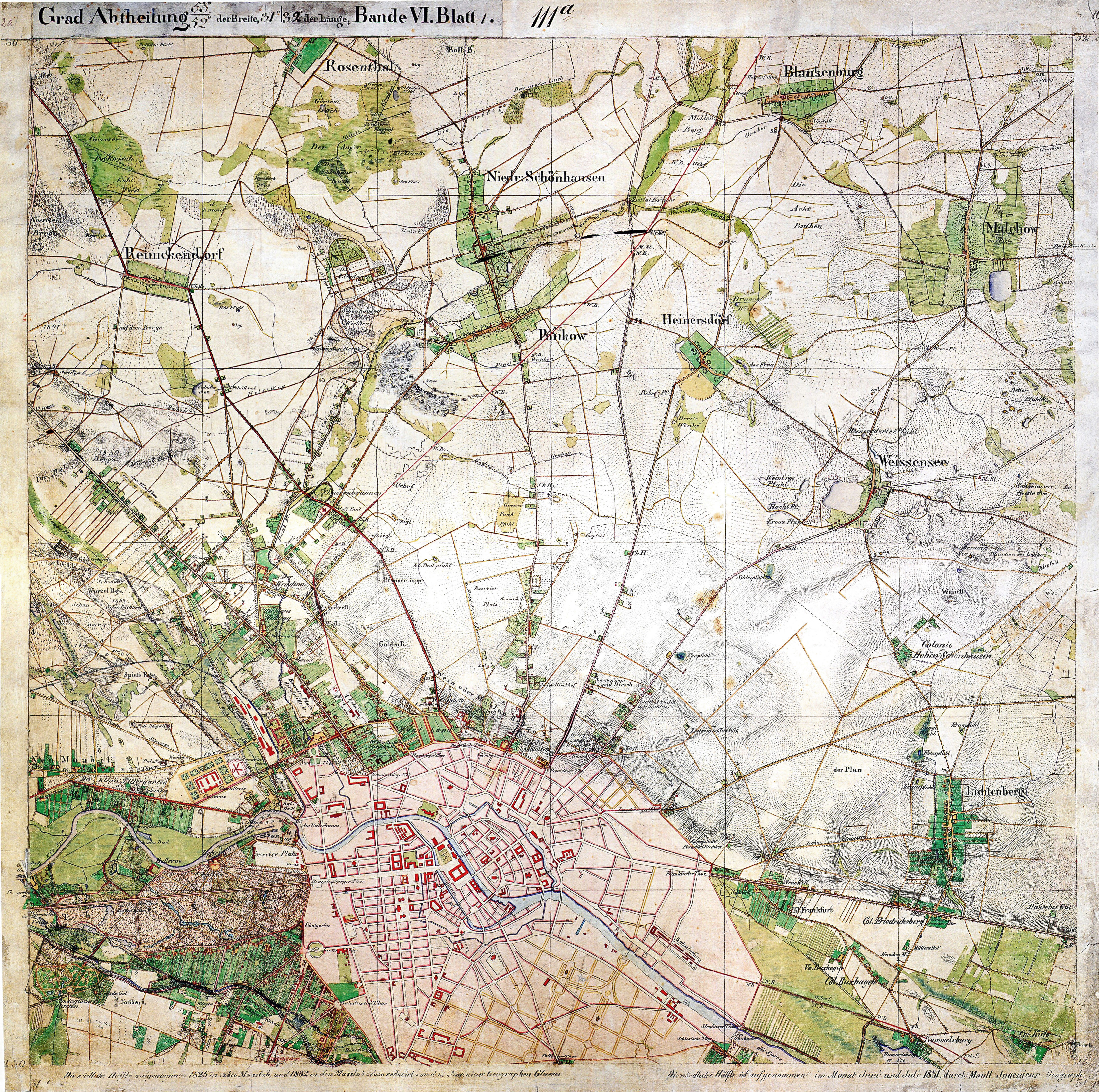
Die Straßen um Niederschönhausen auf dem Urmesstischblatt, 1840

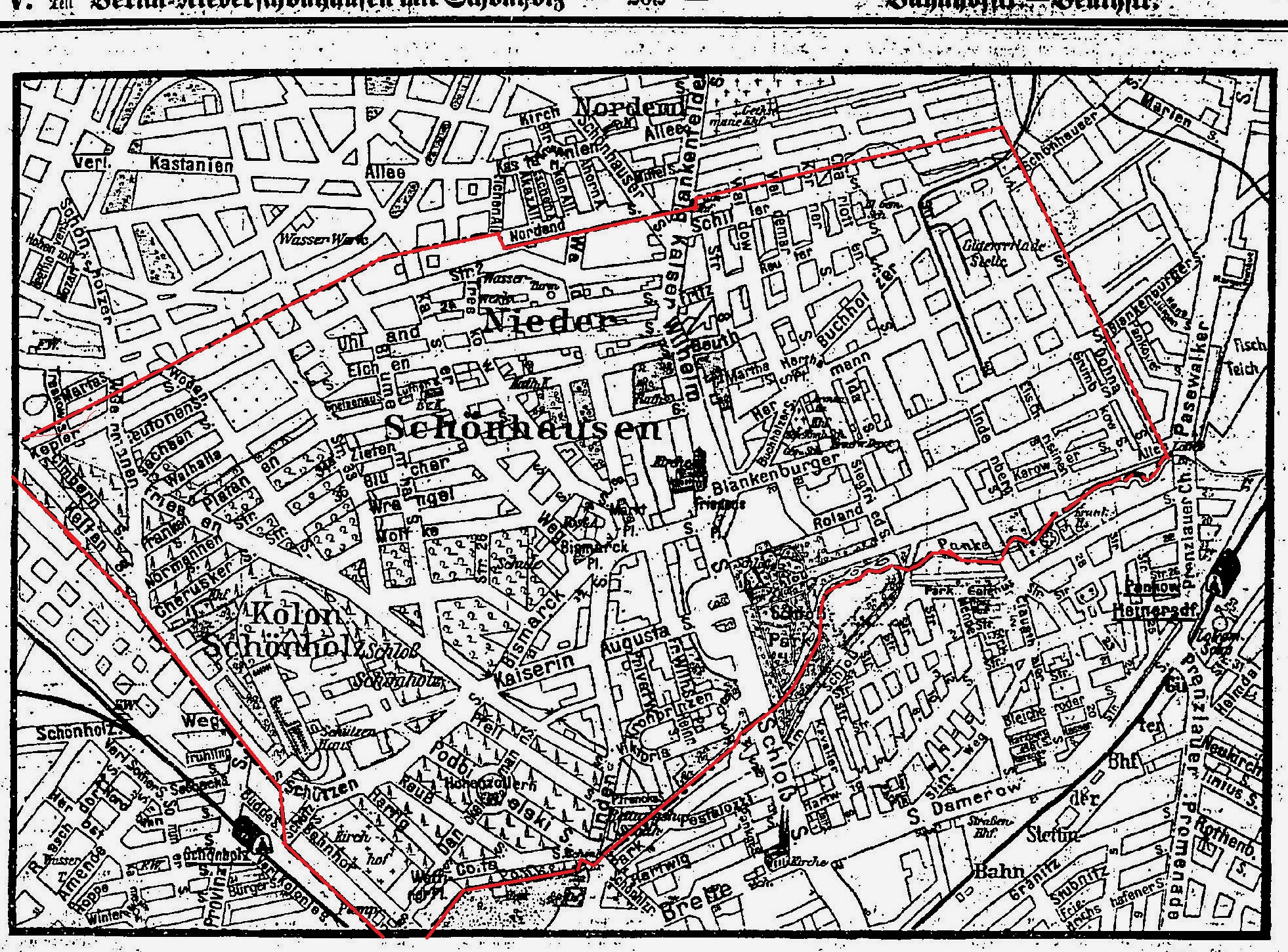
Straßensystem des Vorortes Niederschönhausen um 1915

### Statistisches
Der Ortsteil Niederschönhausen hat laut amtlichem Straßenverzeichnis 118 gewidmete Straßen. Das öffentliche Straßennetz ist – ohne gewidmete Wege in Kolonien (KGA) und Privatstraßen – 59,3 Kilometer lang. Der Ortsteil hat mit 9,8 % einen großen Anteil am Straßennetz im Bezirk Pankow mit seinen 13 Ortsteilen und einer Gesamtlänge aller Straßen im Bezirk von 604,7 Kilometern, womit er in der deutschen Hauptstadt den dritten Platz nach Steglitz-Zehlendorf (635,4 km) und Treptow-Köpenick (628,1 km) belegt. Niederschönhausen hat 33.324 Einwohner (Stand: 31. Dezember 2024) und umfasst den Postleitzahlenbereich 13156.

### Entstehung des Straßensystems

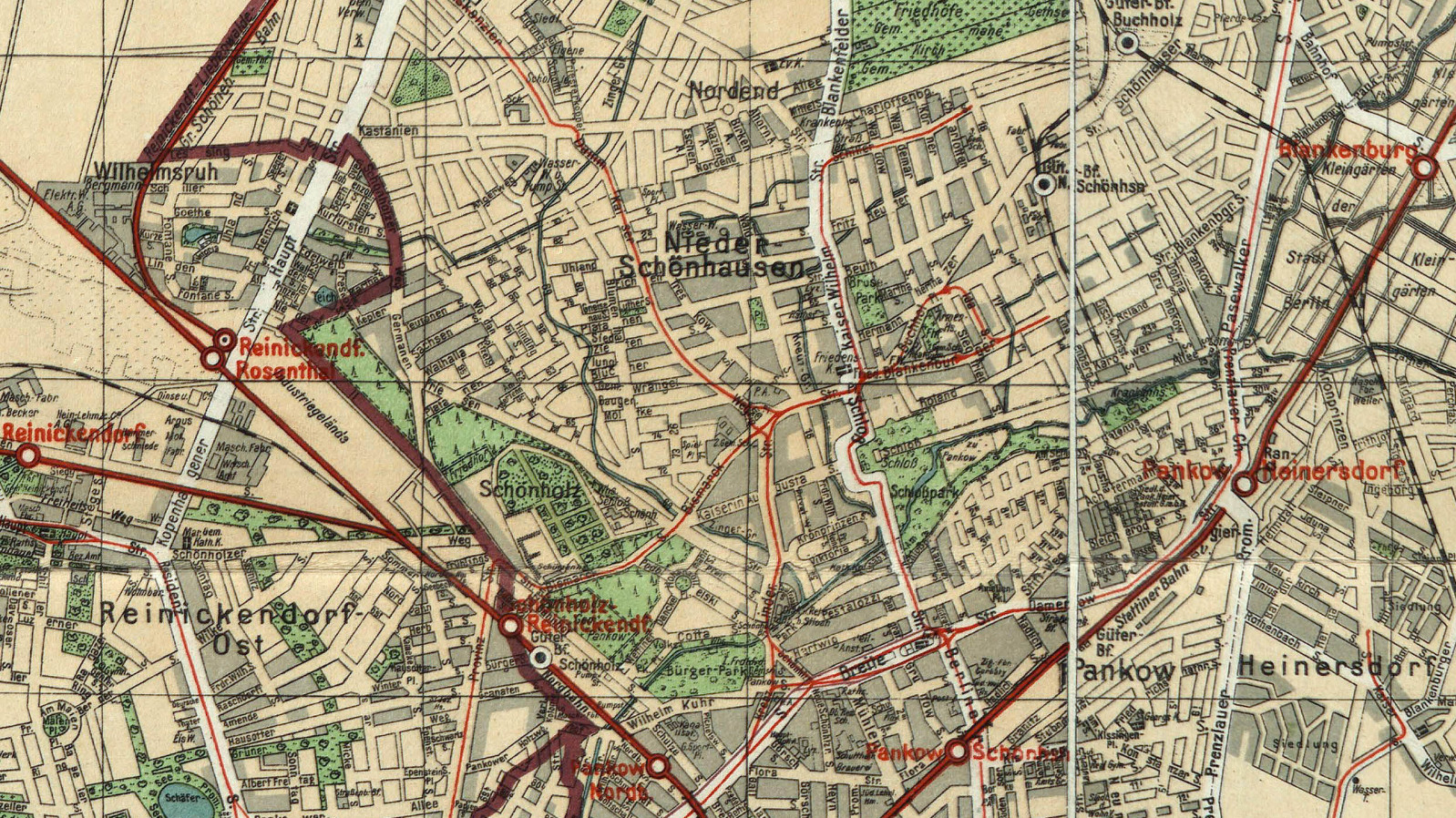
Straßensystem von Niederschönhausen nach Silvaplan 1925

Schon 1830 erwähnt wird die Actien-Chaussee die „vor dem Schönhauser Thore nach Pankow und Schönhausen“ geht.
Der Siedlungskern von Niederschönhausen liegt nördlich vom Schloss Schönhausen entlang der heutigen Dietzgenstraße und von da nach Osten entlang der Blankenburger und auch der Buchholzer Straße, nach Westen im Zuge der heutigen Hermann-Hesse-Straße zur Straße vor Schönholz hin. Durch die Nähe zum Schloss entwickelte sich frühzeitig auch das westlicher gelegene Villenviertel um den heutigen Majakowskiring. Als 1950 die Regierung der DDR Wohnsitze für die Politikerfamilien suchte, fand sich hier ein geeignetes Areal. Die vorhandenen Gebäude hatte nach 1945 die Rote Armee für sich beansprucht, räumte sie jedoch zugunsten der neuen Regierung. Das Schloss wurde Sitz des DDR-Präsidenten Wilhelm Pieck. Die nunmehr hier angesiedelten Familien befanden sich in einer Sonderzone, die bald „Städtchen Pankow“ genannt wurde. Konrad Adenauer sprach in der Folge, wohl auch aufgrund seines Dialekts, von den Herren „aus Pankoff“.
Die weitere Ansiedlung Berliner Bürger in der bis 1920 selbstständigen Landgemeinde Niederschönhausen nördlich Pankow führte zur Errichtung von Siedlungshäusern in zwei Richtungen: nach Nordwesten entlang vom Kaiserweg (seit 1951: Friedrich-Engels-Straße) bis an Rosenthal heran sowie dem Waldgebiet der Schönhauser Fichten und der Kolonie Schönholz (verblieben ist die Schönholzer Heide) im Verlauf der geplanten Friesenstraße nach Wilhelmsruh. Die umgebenden Straßen erhielten Namen der germanischen Mythologie. Die Kolonie Schönholz (seit dem 21. Jahrhundert eine Ortslage) mit der Klemke- und der Provinzstraße, die nach Wittenau (damals: Dalldorf) hineinreichen und die an den Vorort Reinickendorf grenzten, führten wohl dazu, dass die Germanenstraße Hauptverbindung und die Friesenstraße zur Nebenstraße wurde. Die Besiedlung nach Rosenthal lief nach dem Ersten Weltkrieg und der Inflation langsamer als geplant. Die Lutherstraße wurde 1906 angelegt und benannt aber erst ab 1931 setzte eine Bebauung ein. Den Übergang von Stadtstraßen nordwärts zu unbefestigten Fahrwegen in Richtung Rosenthaler Grenze zeigen beispielhaft die Treskow- und die Blumenthalstraße. Anfang des 20. Jahrhunderts war nordwestlich vom Bürgerpark das „Forstviertel“ im Gebiet der „Schönhauser Fichten“ geplant, was auf die Namensgebung der Straßen Einfluss hatte. Die Planungen kamen jedoch nicht zur Ausführung, sodass Straßen westlich der Wahnschaffestraße nicht angelegt und die schon vergebenen Namen zu Beginn der 1930er Jahre aufgehoben wurden. Stattdessen wurde 1940 der Friedhof Pankow III um diese Flächen erweitert, um Begräbnisplätze für Opfer von alliierten Luftangriffen zu schaffen.
In die vorhandenen Villen um die Straße 201 (ab 12. Oktober 2014: Beatrice-Zweig-Straße) zogen nach 1950 in Ost-Berlin lebende Kunstschaffende ein, es entstand die Künstlersiedlung ‚Erich Weinert‘. Die im Umfeld noch vorhandenen Straßennamen nach dem Königreich Preußen erhielten auf Beschluss des Magistrats von Groß-Berlin Bezeichnungen nach Antifaschisten und Persönlichkeiten der deutschen Arbeiterbewegung. Nach dem Wegzug der Politiker wurde in den 1970er Jahren das Gebiet westlich vom Schloss im Majakowskiring für andere öffentliche DDR-Nutzungen frei. Nach der politischen Wende erfolgte die Freigabe der Wohnhäuser für „Jedermann“, und in die Villen zogen Privatpersonen oder private Unternehmen.
Einige Straßennamen wie der Rosenthaler Grenzweg oder die Nordendstraße verweisen auf die Zugehörigkeiten in der Ortslage Nordend, die von der Kolonie Rosenthal (später Ortsteil Wilhelmsruh) aus gegründet wurde und auch noch zu Zeiten von Groß-Berlin zeit- und teilweise zum Verwaltungsbezirk Reinickendorf gehörte.

### Lage der Straßen
Übergeordnete Straße im Ortsteil ist die Bundesstraße 96a, die auf dem Straßenzug Grabbeallee–Pastor-Niemöller-Platz–Hermann-Hesse-Straße–Ossietzkyplatz-Dietzgenstraße den Ortsteil in Nordsüdrichtung durchzieht. Der Zusatz als „B 96a“ im Bundesstraßensystem beruht darauf, dass die Fernstraße 96 durch Reinickendorf lief, jedoch durch den Mauerbau in Ost-Berlin eine Umgehung nötig wurde. Weitere Straßen der Kategorie II im Berliner Straßensystem (übergeordnete Straßen) sind die Friedrich-Engels-Straße vom Pastor-Niemöller-Platz nach Nordwest mit Zugang zum Märkischen Viertel, die in den 2010er Jahren umfangreich saniert wurde. Nach Südwest vom Pastor-Niemöller-Platz führt die Hermann-Hesse-Straße zur Straße vor Schönholz und nach West in die Klemkestraße zum Nachbarortsteil Reinickendorf. Die nach Süd abzweigende Provinzstraße und die Straße vor Schönholz mit der Germanenstraße nach Rosenthal hat nur noch regionale Bedeutung (Klasse III). Eine weitere Klasse-II-Hauptstraße innerhalb des Ortsteils ist die Heinrich-Mann-Straße über den Heinrich-Mann-Platz sowie die von der B 96a am Ossietzkyplatz nach Französisch Buchholz führende Blankenburger Straße. Letztere wird von der Buchholzer Straße über den Herthaplatz ergänzt (Klasse IV). Auf die vorgesehene Nord-Verbindung zwischen den Bezirken Reinickendorf und Pankow wurde wegen Anwohnerprotesten und dem geringeren als erwarteten Verkehrsaufkommen verzichtet. Für die langfristige Planung wird „im bestehenden Netz im Rahmen der Flächenvorsorge des FNP eine später möglicherweise erforderliche Netzverbindung offengehalten“.

### Ortsteilbegrenzende Straßen

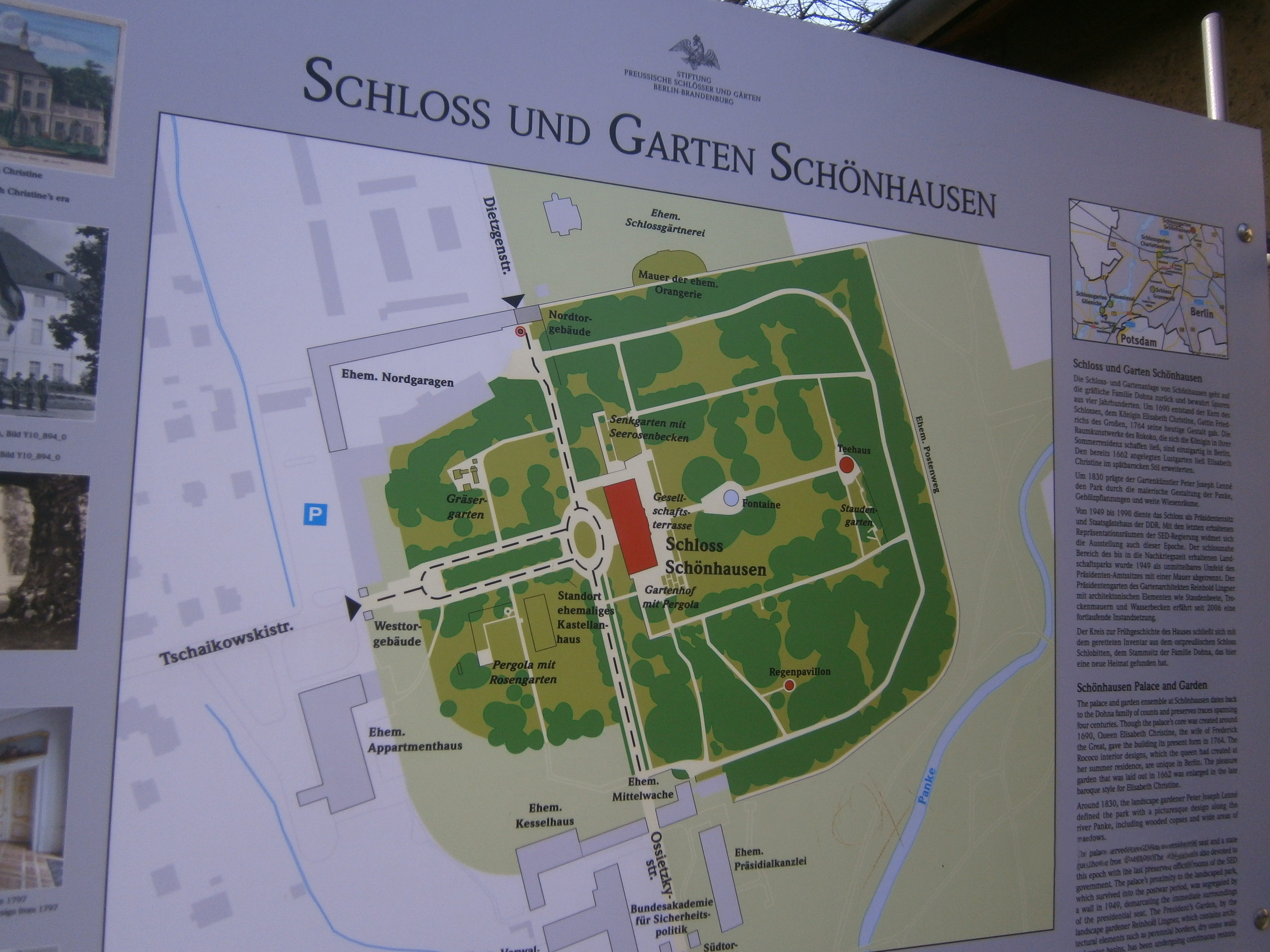
Lageplan vom Schloss, vom Südende der Dietzgenstraße und dem Nordende der Ossietzkystraße

Den Ortsteil begrenzende Straßen sind im Norden nach Rosenthal (Ortslage Nordend) hin die Trasse Nordendstraße/Rosenthaler Grenzweg, deren Straßenland zum Ortsteil gehört. Während die Ortsteilgrenze am Nordrand des BVG-Betriebshofs zwischen diesen Straßen durchgehend liegt, ist die Dietzgenstraße einschließlich Kreuzung Schönhauser/Schillerstraße nach Nordend zugeordnet. Am östlichen Ende des Rosenthaler Grenzwegs knickt die Grenze zu Französisch Buchholz südwärts zwischen Gewerbegelände und Gartenanlagen ab und kreuzt eine ehemalige Trasse. Dabei trennt sie die Buchholzer Straße von der außerhalb liegenden Schönhauser Straße. Hinter den östlichen Grundstücken der Grumbkowstraße, die Wartenbergstraße kreuzend, östlich der Straße 199 nach Südwest laufend, kreuzt sie noch die Blankenburger Straße. Südlich von dieser wird die Abgrenzung vom Nachbarortsteil komplex, da die hier liegenden Wohnblöcke Blankenburger Straße 122–134b (gerade) zusammen mit dem bebauten Grundstück 136, Pankower Straße 17–25 und 3–11 sowie der angrenzende Häuserblock der Schloßstraße aus den 1970er Jahren einschließlich der Zufahrtsstraßen bis an die Hans-Jürgen-Straße heran zum Ortsteil gehören. Die bebauten Grundstücke (insbesondere die 2013 erbauten Wohnneubauten) mit der Zuordnung zur Pasewalker Straße liegen entlang der östlichen Ortsteilgrenze. Etwa 40 Meter entlang der Westseite der Pasewalker Straße und 40 Meter der Nordseite der Schloßallee verläuft die Grenze, bevor sie die Schloßallee kreuzend zwischen Grundstück 25 und 25a im Wesentlichen am Nordufer der Panke bis an die Schlossparkbrücke III den Ortsteil von Pankow trennt. Die Pankeschule mit ihren Grundstückgrenzen befindet sich innerhalb des Ortsteils. Der Nordrand von Galenusstraße und Am Schloßpark sowie der Ostrand der Ossietzkystraße bis an die Schlossparkbrücke, deren Straßenland jeweils außerhalb Niederschönhausens liegen, bilden den weiteren Grenzverlauf. Westwärts bilden die Panke und ab Zufluss des Kreuzgrabens am Pankenordufer die Grenze. An der Schönholzer Brücke liegt nordwärts die Grabbeallee im Ortsteil, die Schönholzer Straße in Pankow. Im Bürgerpark trennt der Panke-Lauf den Ortsteil von Pankow und 55 Meter südlich der Brücke am Bürgerpark liegen die Grundstücke 15–18 im Ortsteil. Hier stand bis 1990 auch die stadtteilende Berliner Mauer. Mit dem Straßenland im Ortsteil grenzen Am Bürgerpark und Schützenstraße den Ortsteil ab, und die geradlinige Fortführung bis zur Überquerung der Provinzstraße setzt die Grenze zu Reinickendorf am Nordrand des Bahngeländes fort, wodurch die Klemkestraße östlich der Bahnbrücke gekreuzt wird. In der Verlängerung der Straße 78 wird Wilhelmsruh erreicht. Die Gartenanlage verbleibt im Ortsteil, das Gewerbegebiet liegt außerhalb, am Nordrand des Sportgeländes nordöstlich vom Gelände des Ehrenmals liegt die weitere Ortsteilgrenze südlich vom Grüngelände des Wilhelmsruher Sees in der Achse des Siegrfried-Baruch-Wegs, sie kreuzt die Heegermühler Straße, und deren Ost-West-Ast mit Straßenland und Grundstücken bis zur Wotanstraße liegt im Ortsteil. Zwischendurch wird die (ausschließlich) im Ortsteil liegende Germanenstraße gekreuzt – deren Fortsetzung in Wilhelmsruh ist der Schönholzer Weg. Östlich der Germanenstraße ist dann wiederum Rosenthal der Nachbarortsteil. Die Ortsteilbegrenzung erreicht wiederum die Nordendstraße, deren Straßenland am nördlichen Ortsteilrand liegt, womit sich die hier beschriebene Umrundung des Ortsteils schließt.

## Übersicht der Straßen und Plätze
Die nachfolgende Tabelle gibt eine Übersicht über die vorhandenen Straßen und Plätze im Ortsteil sowie einige dazugehörige Informationen.
- Name/Lage: aktuelle Bezeichnung der Straße oder des Platzes. Über den Link Lage kann die Straße oder der Platz auf verschiedenen Kartendiensten angezeigt werden. Die Geoposition gibt die Lage der ungefähren Mitte der Straßenlänge an.
- Im amtlichen Straßenverzeichnis nicht aufgeführte Verkehrswege sind mit * gekennzeichnet.
- Ehemalige oder nicht mehr gültige Straßennamen sind kursiv gesetzt. Für bedeutende ehemalige Straßen oder historische Straßennamen ist gegebenenfalls eine gesonderte Liste vorhanden.
- Länge/Maße in Metern:
Die in der Übersicht enthaltenen Längenangaben sind  gerundete Übersichtswerte, die in Google Earth mit dem dortigen Maßstab ermittelt wurden. Sie dienen Vergleichszwecken und werden, sofern amtliche Werte bekannt sind, ausgetauscht und gesondert gekennzeichnet.
Bei Plätzen sind die Maße in der Form a × b für rechteckige Anlagen und für (ungefähr) dreieckige Anlagen als a × b × c mit a als längster Seite angegeben.
Sofern die Straße auch in benachbarte Ortsteile weiterführt, gibt der Zusatz ‚im Ortsteil‘ an, wie lang der Straßenabschnitt innerhalb des Ortsteils dieses Artikels ist.
- Namensherkunft: Ursprung oder Bezug des Namens.
- Anmerkungen: weitere Informationen über anliegende Baudenkmale oder Institutionen, die Geschichte der Straße und historische Bezeichnungen.
- Bild: Foto der Straße oder eines anliegenden Objektes.

| Name/Lage                          | Länge/Maße (in Metern)                  | Namensherkunft | Datum der Benennung | Anmerkungen | Bild |
| ---------------------------------- | --------------------------------------- | --- | ------------------- | --- | --- |
| Altenberger Weg (Lage)             | 0340                                    | Altenberg, Stadt im Erzgebirge | 16. Mai 1938        | Der Altenberger Weg liegt in Verlängerung der Straße 97 zwischen Wald- und Dietzgenstraße. Er wurde 1926 angelegt und zunächst Altenbergstraße genannt, und 1938 in Altenberger Weg umbenannt. Da am selben Tag (16. Mai 1938) zahlreiche Umbenennungen aus antisemitischen Motiven stattfanden und dabei mehrere Änderungen, wie bei der Auerbachstraße in Grunewald und der Auerbachstraße in Lichtenrade, durch Anhängen von „er“ in eine Bezeichnung nach einem Ort erfolgten, ist auch im Fall der Altenbergstraße eine ursprüngliche Benennung nach einer als jüdisch denunzierten Person, etwa dem Autor Peter Altenberg, anzunehmen, die zudem auch besser in die Umgebung, in der keine Orts-, sondern nur Schriftstellernamen auftauchen, passen würde. 1938 sind für die Altenbergstraße zwischen Wald- und Kaiser-Wilhelm-Straße 14 bebaute und zehn unbebaute Grundstücke (bis Nr. 23) verzeichnet, für 1939 sind die Grundstücke bis 30 nummeriert. Im Jahr 2013 weist das amtliche Verzeichnis 31 Parzellen für den Altenberger Weg aus. | Altenberger Weg nach Ost von Ecke Waldstraße |
| Am Bürgerpark (Lage)               | 0720                                    | südlich anliegender Bürgerpark | 6. Nov. 1994        | Die Straße verläuft südlich von Bürgerpark und Friedhof III zwischen Wilhelm-Kuhr- und Schützenstraße, wobei die Grenze des Ortsteils zu Gesundbrunnen an der Südseite der Straße liegt. Das Straßenland gehört zum Ortsteil. 1905 wurde die Straße im Zusammenhang mit dem südlich der Straße errichteten Bahnhof Schönholz an der Berliner Nordbahn als Bahnhofstraße angelegt. Auf dieser Straße verlief von 1961 bis 1989 ein Teilstück der Berliner Mauer. Im östlichen Abschnitt führt die Straße über die Panke. Der Gebäudekomplex des Friedhofs Pankow III mit Feierhalle, Friedhofsverwaltung und Wartehalle ist als Baudenkmal ausgewiesen. Die bis Anfang der 1960er Jahre vorhandene Einfriedung mit Eingangstor wurde bei der Einrichtung der Grenzanlagen nach 1961 beräumt. Gleichzeitig wurden dahinterliegende „grenznahe“ Gräber ins Innere des Friedhofs verlegt, sodass heute ein breiter nicht mehr pietätsbefangener Grünstreifen auf der Nordseite der Straße besteht. Auf diesem Friedhof befindet sich die Grabstätte des Pankower Erfinders Reinhold Burger, die unter Denkmalschutz gestellt ist. Im Adressbuch 1907 (gleiche Einträge bestehen noch 1943) findet sich die Bahnhofstraße zwischen Gemarkung Reinickendorf und Gemarkung Pankow, die Grundstücke 1–14 gehören zu Reinickendorf. Nr. 15 ist als Pumpstation der Stadt Berlin, Nr. 24 als III. Friedhof der Gemeinde Pankow aufgeführt, dazu kommen einige (üblicherweise) als Baustelle genannte unbebaute Grundstücke. Südlich zwischen Panke und Wilhelm-Kuhr-Straße ist der Steinmetzplatz der Stadt Berlin und nördlich die Städtische Gärtnerei, zu beiden Seiten der Wahnschaffestraße die Parkanlagen (heute Bürgerpark und Friedhof). | Am Bürgerpark in Höhe Friedhofseingang Blickrichtung: Ost |
| Am Iderfenngraben (Lage)           | 1050                                    | Iderfenngraben am Westende der Straße | 3. Jan. 1951        | Die Straße liegt im östlichen Abschnitt auf der 1904 als Zietenstraße angelegte und in einer westlichen Verlängerung als Normannenstraße benannte Straße. Letztere sollte durch die Grünfläche der Schönholzer Heide zur Germanenstraße führen, auf Bürgerprotest wurde auf diesen Abschnitt verzichtet und sie wurde teilweise in die Zietenstraße einbezogen, diese erhielt 1951 im Zusammenhang einer (antiroyalen) Umbenennungsaktion des Magistrats von Groß-Berlin ihren jetzigen Namen. Sie liegt zwischen der Friesen- und Treskowstraße und kreuzt den Iderfenngraben und den Zingergraben. Als Baudenkmale sind das Landhaus Nr. 10 von 1895, die Gesamtanlage der Mietshausgruppe von Haus Nr. 12 mit Einfriedung um 1910 und die Friedrich-Engels-Straße Nr. 40 ausgewiesen. 1907 sind im Adressbuch für die Zietenstraße vier Wohnhäuser aufgeführt, und zwar zwischen Treskowstraße und Kaiserweg Schleux’sches und Deutsches Haus, auf der Gegenseite Andree’sches und Neitzel’sches Haus. Die verlängernde Normannenstraße ist 1907 eingezeichnet und benannt, aber noch unbebaut und führt bis zur Germanenstraße, sie ist 1933 noch als unbebaut aufgeführt und 1934 wohl schon in die Zietenstraße einbezogen. Im LOR-Verzeichnis von 2013 (allerdings zwischen Treskow- und Friesenstraße) Am Iderfenngraben 1–99 (ungerade) und 4–98 (gerade). | Am Iderfenngraben nach Osten von Ecke Friesenstraße aus |
| Am Orangeriepark (Lage)            | 0260                                    | Bauprojektname nahe der Orangerie Schönhausen                                                                                               | 19. Sep. 2011       | Die ruhige Wohnstraße liegt am Schlossgarten Schönhausen nördlich vom Schloss Schönhausen und ist ein privater Erschließungsweg zwischen der Blankenburger Straße 18a und der Dietzgenstraße 6–10. Mit der Nähe des vorher etwas unscheinbare gewordenen Schlossgartens gehört die Wohnanlage mit Eigentumswohnungen auf den Grundstücken 1–14 zu den besseren Wohnlagen. Dieses Projekt eines Hamburger Immobilienunternehmens um das Schloss Niederschönhausen wurde im Jahr 2011 mit 16 Wohnungen und sechs Penthäusern angelegt, und der vom Hofgärtner Lenné konzipierte Park der Orangerie ist das Zentrum der Anlage. „Die Primelofts Hamburg GmbH hat die Benennung in Vollmacht des derzeitigen Eigentümers beantragt [und] wird das Baufeld erwerben. […] Für eine eindeutige und ausreichende Orientierung in der Örtlichkeit ist es i. S. des § 5 Abs. 1 Satz 2 des Berliner Straßengesetzes notwendig, die Erschließungsstraße eigenständig zu benennen. Die neu zu bildenden Grundstücke sollen über diese Erschließungsstraße nummeriert werden. Das Bauvorhaben wird durch die Primelofts Hamburg GmbH als ‚Orangeriepark Pankow – Wohnen am Schlosspark Schönhausen‘ bezeichnet. Daher soll die Privatstraße den Namen ‚Am Orangeriepark‘ erhalten.“ | Am Orangeriepark die Baustraße von Dietzgenstraße nach Ost · Zustand im Oktober 2017 |
| Am Konsulat (Lage)                 | 0180                                    | Bauprojekt auf dem Gebiet von Konsulaten in DDR-Zeit                                                                                        | 15. Jan. 2002       | Die Straße verläuft zwischen der Kuckhoffstraße entlang des Kreuzgrabens und im Bogen nach Westen zur Waldstraße. Die E.D.R. Eastern Development and Real Estate GmbH hatte das 12.500 Quadratmeter große Grundstück in der Ecke Wald-/Kuckhoffstraße für das Bauprojekt „Wohnen am Konsulat“ mit 24 Doppel- und Reihen- sowie vier Mehrfamilienhäusern erworben. Auf dem Areal standen zuvor vier ausländische Vertretungen – darunter Ghana und Bolivien – und das Nachbargrundstück belegt die ägyptische Botschaft. Die kleine Privatstraße besteht aus neueren Stadtvillen in dichter Bebauung. Die Straße selbst ist mit Türen verschlossen und darf nur von den Eigentümern oder mit deren Genehmigung betreten werden. Auf dem Gelände befanden sich zu DDR-Zeiten mehrere ausländische Vertretungen und Residenzen in Plattenbauweise (Dänemark, Iran, Mali, Nicaragua, Schweden, Somalia, Spanien, USA und Venezuela waren hier vertreten). Muster dieser standardisierten diplomatischen Gebäude stehen noch in der Waldstraße. | Am Konsulat von der Kuckhoffstraße ab |
| Am Schloßpark (Lage)               | 0800 (im Ortsteil)                      | Park am Schloss Schönhausen | nach 1800           | Nur die an den Schlosspark grenzende nördliche und unbebaute Straßenseite gehört zum Ortsteil, das Straßenland liegt in Pankow. Als Gartendenkmal ist der Schlosspark, der aus den Jahren nach 1664 stammt, in die Denkmalliste eingetragen. Er wird begrenzt von der Straße Am Schloßpark, Dietzgenstraße 2–6, Ossietzkystraße 44/45 und der Schloßallee/Tschaikowskystraße 3 und ist mehrmals (zuletzt nach 1960) umgebaut worden. Er ist als „Schlosspark Niederschönhausen“ mit der Parkanlage und der Einfriedung in der Denkmalliste aufgenommen. „Im Winter lässt sich von der Straße Am Schlosspark aus durch die kahlen Äste der Bäume und Büsche hindurch das Schloss Schönhausen erspähen.“ | Am Schloßpark ab Kavalierstraße nach Ost · Am Schloßpark ab Mendelstraße westwärts |
| An den Zingerwiesen (Lage)         | 0270                                    | LSG Zingerwiesen ist anliegend | 1. März 2003        | Die Straße liegt entlang des Landschaftsschutzgebietes Zingerwiesen am östlichen Ende der Walhallastraße nach beiden Seiten, ist jedoch nur auf dem westlichen Abschnitt mit Siedlungshäusern bebaut. Bei den Zingerwiesen handelt es sich ursprünglich um einen Flachsee, der allmählich verlandete und sich zu einem Niedermoor mit einer Torfmächtigkeit bis zu 1,8 Metern entwickelt hat, das im südöstlichsten Pankower Schutzgebiet durch den Zingergraben entwässert wird. Im Bereich der Zingerwiesen wurde der Zingergraben im Jahr 2000 saniert. | Blick auf der Straße vom Südende nach Norden |
| Beatrice-Zweig-Straße (Lage)       | 0210                                    | Beatrice Zweig (1892–1971), Malerin und Ehefrau des Schriftstellers Arnold Zweig                                                            | 15. Okt. 2014       | Die um 1950 angelegte Straße 201 gehörte ab 1950 zum Straßennetz der Künstlersiedlung „Erich Weinert“, die mittlerweile unter Denkmalschutz steht. Sie verläuft östlich parallel zur Hermann-Hesse-Straße zwischen der Heinrich-Mann- und der Homeyer-Straße. | Beatrice-Zweig-Straße |
| Beuthstraße (Lage)                 | 0770                                    | Wilhelm Beuth (1781–1853), Vater der preußischen Gewerbeordnung                                                                             | 1899                | Zuerst war die Straße der nicht amtliche bezeichnete Feldweg nach Buchholz. Mit dem Bebauungsplan hieß sie Straße 8. Sie liegt zwischen der Dietzgen- und Buchholzer Straße. An der Beuthstraße gibt es einen Spielplatz, die vorher brachliegende 3600 m² große Fläche am Kreuzgraben wurde mit Rasen besät, Bäumen bepflanzt sowie mit Spielgeräten und Sitzgelegenheiten für etwa 192.000 Euro errichtet. | Beuthstraße von Ecke Kreuzgraben nach Westen, rechts im Bild der Brosepark |
| Blankenburger Straße (Lage)        | 1700 (im Ortsteil)                      | Blankenburg, Nachbarort | nach 1871           | Die Blankenburger Straße liegt zwischen der Dietzgenstraße und der Pasewalker Straße und gehört ab einem Stück östlich der Grumbkowstraße zu Französisch-Buchholz. Dieser alte Verbindungsweg von Niederschönhausen nach Blankenburg ist schon im Ur-Messtischblatt von 1835 eingezeichnet. Als Baudenkmal sind das zwischen 1901 und 1925 errichtete Ensemble der Mietshäuser 40–46 (gerade) sowie einige Einzelgebäude aufgenommen. Auf der Nordseite der Straße befindet sich vorwiegend Gewerbegebiet, an der Südseite entlang ist Wohngebiet. Die am Ostende der Straße im Ortsteil erbauten Wohnblöcke führten zu Änderungen der hier liegenden Ortsteilgrenze zu Französisch Buchholz, beim Bau in den 1970er Jahren wurden die Hausblöcke nicht unbedingt an Straßen entlang errichtet. So endet das Straßenland weiter westlich als die zum Ortsteil gehörende Zufahrtsstraße parallel zum Straßenverlauf, die bis zur Hans-Jürgen-Straße führt, wobei die Grenzziehung zwischen den Ortsteilen hier zwischen Straßenland und paralleler Hauszufahrt liegt. Zwischen Dietzgen- und Pasewalker Straße wurde 2006 die Straße erneuert, neue Fahrbahnen, Geh- und Fahrradwege wurden gebaut und Bäume für den Alleeeindruck gepflanzt | |
| Blumenthalstraße (Lage)            | 1020                                    | Leonhard Graf von Blumenthal (1810–1900), preußischer Militär                                                                               | 1906                | Die Straße wurde 1899 angelegt und hieß zuerst Straße 27. Sie liegt zwischen der Nordend- und der Wilhelm-Wolff-Straße und westwärts parallel zur Friedrich-Engels-Straße. Laut Adressbuch 1929 befanden sich auf den meisten Grundstücken noch Baustellen. Im Adressbuch von 1933 ist der Nordteil noch weitestgehend unbebaut und am Südende ist Feldmark am Straßenende notiert. | Blumenthalstraße Ecke Nordendstraße nach Süden |
| Boris-Pasternak-Weg (Lage)         | 0240                                    | Boris Pasternak (1890–1960), russischer Schriftsteller („Doktor Schiwago“)                                                                  | 14. März 1999       | Zwischen Tschaikowskistraße und Majakowski-Ring im ehemaligen „Städtchen Pankow“ liegt die Straße, die vorher als Straße 106 bezeichnet war. An der feierlichen öffentlichen Benennung nahm Pasternaks Sohn Jewgeni teil. „Aber der Majakowskiring mit seinen Querstraßen ist keine verstaubte Wohngegend der ewig Gestrigen …“ Im Adressbuch 1932 ist die Straße 106 schon mit zwei Wohngrundstücken aufgeführt und hat den Vermerk „Bisher Privatweg [genannt]“. 1943 stehen auf den Grundstücken 1–19 (ungerade) zwei und auf 2–20 (gerade) vier Wohnhäuser, auf 15, 17, 2a, 4a, 4b, und das Grundstück 8–14 gehört dem Malermeister A.J. Scheffler. Diese Grundstücke bestehen noch, wobei 8–8e, 10, 10a, 12, 12a, 12b sowie 14a und 14b geteilt sind und eine Wohnanlage in der Tiefe zu den Grundstücken der Stillen Straße bildet. Auf 7/9 befindet sich die Freie Schule Pankow, 16 ist unbebaut und 18–20 eine Kita. | Boris-Pasternak-Straße nach Norden ab Majakowskiring |
| Buchholzer Straße (Lage)           | 1170 (im Ortsteil)                      | Buchholz ist der östliche Nachbarort. | nach 1902           | Vom Ende des 19. Jahrhunderts bis um 1902 wurde sie als Straße nach Französisch-Buchholz geführt. Die Straße liegt zwischen der Blankenburger Straße (von der sie schräg abgeht) und der Ortsteilsgrenze zu Französisch Buchholz, die etwas östlich der Grumbkowstraße verläuft. Der Verlauf der Straße setzt sich schräg über den Herthaplatz fort, die Verkehrsführung verläuft an dessen Süd- und Ostseite. Im Nachbarortsteil schließt sie an die Schönhauser Straße an. An der Buchholzer Straße liegt der Friedhof Pankow VII, auf dem mehrere Grabmale denkmalgeschützt sind. In der Buchholzer Straße 3 befindet sich die Pankower Realschule. | Buchholzer Straße: über den Herthaplatz hinweg nach Osten in die Straße |
| Buddestraße (Lage)                 | 0180                                    | Hermann von Budde (1851–1906), General und Minister                                                                                         | 1903                | Die Buddestraße liegt (80 Meter nordöstlich der Ortsteilgrenze) ungefähr in Verlängerung der Straße Am Bürgerpark (vormals: Bahnhofstraße) zwischen Schützen- und Provinzstraße. Durch die Lage entlang der vormaligen Berliner Mauer, die eine Tiefe von 100 Metern hatte, wurde sie als Postenweg genutzt und ist kaum noch als „Straße“ zu erkennen. In den 2010er Jahren sind die zugehörigen Weg- und Flächenbegrenzungen jedoch noch bemerkbar. Bis 1938 gehörte die Straße zu Reinickendorf. Das Grundstück am Ostende der Straße liegt bereits auf dem Gelände des vormaligen Güterbahnhofs Schönholz und gehört zum Bezirk Reinickendorf, entsprechend befindet sich hier der Streifen von Pflastersteinen, der den vormaligen Lauf der Berliner Mauer markiert. Das Adressbuch von 1943 verzeichnet die Buddestraße (Post Bln.-Reinickendorf O.) zwischen Provinzstraße und Einfahrt zum Güterbahnhof Schönholz, das Grundstück 1/2 gehörte zur Provinzstraße 64/65, die Nummern 3, 4, 5 waren unbebaut und als Baustelle vermerkt, in 6 hatte ein Ingenieur seinen Sitz, auf der gegenüberliegenden Seite 7–10 bestand der Lagerplatz einer Holzhandlung. Das seit der Wende wieder frei zugängliche Gelände wird inzwischen auf der Nordostseite der Straße von einem Discounter als Verkaufshalle genutzt. Bei einer erneuten Grenzbegradigung im Jahr 1988 kam ein Gebiet südwestlich der Buddestraße, zu dem Teile der an der Buddestraße liegenden Grundstücke gehören, zu West-Berlin. In diesem Bereich konnten 2018 Mauerreste als Teil der nach 1961 errichteten ursprünglichen Berliner Mauer identifiziert werden. | Buddestraße Ecke Discounter Blickrichtung Ost |
| Büchnerweg (Lage)                  | 0260                                    | Georg Büchner (1813–1837), Publizist | 26. Juli 1927       | Die Straße hieß vor der Benennung Straße 57 und liegt zwischen Nordendstraße und Altenberger Weg. Für das Jahr 1929 ist diese Straße mit Baustellen auf den Grundstücken 1–10 zwischen Altenberg- und Nordendstraße und auf der gegenüberliegenden Straßenseite mit den Grundstücken 11–20 eingetragen. 1943 sind die Grundstücke 7 und 9 mit Einparteiennäusern bebaut. | Büchnerweg nach Süd von Ecke Nordendstraße |
| Charlottenstraße (Lage)            | 0800 (im Ortsteil)                      | Sophie Charlotte (1668–1705), Königin in Preußen                                                                                            | 1899                | Die Straße reicht über die Grenze zur Ortslage Nordend von Rosenthal bis Straße 52b, nach Süden endet sie an der Wackenbergstraße. Im Jahre 1906 ist sie mit drei bebauten Grundstücken und mehreren Baustellen verzeichnet. Auf der Übersichtskarte der Vororte im Adressbuch 1910 ist auch die Grenzstraße zu Nordend auf Niederschönhauser Gebiet östlich der Blankenfelder Straße mit Charlottenstraße bezeichnet. In der Charlottenstraße 19 befindet sich die Grundschule im Hasengrund. | Charlottenstraße Ecke Wackenbergstraße nach Nord |
| Cottastraße (Lage)                 | 0470                                    | Heinrich von Cotta (1763–1844), Forstwissenschaftler                                                                                        | vor 1907            | Sie liegt entlang der nördlichen Grenze des Bürgerparks zwischen Leonhard-Frank- und Heinrich-Mann-Straße. Die Straße wurde zu einem um 1900 in der Schönholzer Heide (Schönhauser Fichten) projektierten, allerdings nicht ausgeführten „Forstviertel“ angelegt, woraus sich auch die Namenswahl begründet. Für 1910 ist sie als Querstraße der Podbielskistraße im Adressbuch aufgeführt, aber noch unbebaut. | |
| Dechertstraße (Lage)               | 0240                                    | Dechert, Grundbesitzer in Niederschönhausen                                                                                                 | 9. Nov. 1926        | Die Straße wurde vorher als Straße 23a bezeichnet und liegt zwischen Elisabeth-Christinen- und Karower Straße im Siedlungskarree zur Grumbkow- und Rolandstraße. Im Adressbuch von 1929 ist sie von der Christinen-Elisabeth- zur Grumbkowstraße durchgehend angegeben, auf der Nordseite nahezu mit Bauten vollendet, auf der Südseite 12–20 mit Baustellen. Diese ruhige Wohnstraße mit Einfamilienhäusern liegt im Osten des Ortsteils zwar grün aber vom öffentlichen Verkehr etwas abgelöst. Die Dechertstraße endet für Autos als Sackgasse, Fußgänger und Radfahrer kommen zur Karower Straße durch. | |
| Dehmelstraße (Lage)                | 0200                                    | Richard Dehmel (1863–1920), Schriftsteller                                                                                                  | 31. Mai 1951        | Die Straße liegt zwischen Uhland- und Blumenthalstraße, wobei sie zunächst ab 1909 nach dem preußischen Heeresreformer von Gneisenau als Gneisenaustraße benannt war. Auf dem Übersichtsplan von 1910 ist diese Straße am westlichen Ende noch nicht festgelegt und umgebende Straßen noch nicht bezeichnet. | Dehmelstraße ab Ecke Zollbrücker zur Uhlandstraße |
| Dietzgenstraße (Lage)              | 1200 (im Ortsteil)                      | Josef Dietzgen (1828–1888), materialistischer Philosoph, sozialistischer Theoretiker                                                        | 12. Apr. 1951       | Bis zum Beginn der 1890er Jahre als Dorfstraße bezeichnet, wurde sie in Kaiser-Wilhelm-Straße umbenannt und erhielt bei der 1951er Umbenennungsaktion des Magistrats von Groß-Berlin ihren neuen Namen. Die Straße liegt zwischen der Grenze zu Rosenthal am Abzweig von Schiller- und Schönhauser Straße und dem Eingang zum Schlossgarten von Schloss Schönhausen. Die B 96a verläuft teilweise auf der Dietzgenstraße, biegt allerdings am Ossietzkyplatz westwärts in die Hermann-Hesse-Straße mit der Schlossumfahrung ab. Das Straßenland gehört ab Schillerstraße zum Nachbarortsteil, die beiden nach Norden anliegenden Grundstücke zu Niederschönhausen. So befindet sich auch das als Baudenkmal ausgewiesene Straßenbahndepot aus dem Jahr 1900 (umgebaut 1924 und 1950) an der Ecke Schillerstraße im Ortsteil. Weitere Baudenkmale sind die 1869–1871 erbaute Evangelische Friedenskirche mit Freiflächen und Gemeindehaus am Ossietzkyplatz (Lage), für die König Friedrich Wilhelm IV. persönlich die Grundrissskizze entworfen haben soll. Auch die von Carl Fenten erbaute Porsche-Oberschule aus dem Jahr 1913 auf dem Grundstück Nr. 47, das Gebäudeensemble von Brose- und Holländerhaus Dietzgenstraße 42–56 und Beuth- und Platanenstraße, sind Baudenkmale. Für das Haus Dietzgenstraße 56 / Beuthstraße 51 wird Karl Friedrich Schinkel für den Bau vor 1825 (umgebaut: 1870) angenommen wird. Das heutige Max-Delbrück-Gymnasium (ehemals: Friedrich-List-Gymnasium) an der Ecke Kuckhoffstraße wurde 1908–1910 als Schule und Rathaus errichtet und die Orangerie des Schlosses Niederschönhausen (Nr. 6) ist ebenfalls als Baudenkmal eingetragen. In der Dietzgenstraße 31 befindet sich die Botschaft der Mongolei. Die breite Ausfallstraße von Pankow nach Schildow ist mit neuen und historischen Mehrfamilienhäusern bebaut, die nach Norden in Einfamilienhäuser und später in Kleingärten übergehen. Die Straße beginnt am Eingang vom Schönhausener Schlossgarten, bis zur Hermann-Hesse-Straße säumen viele neue Stadthäuser den Straßenrand, dann wird die Straße zur innerstädtischen Wohnstraße und geht im Ortsteil Rosenthal vom Straßenbahndepot Niederschönhausen bis zum Nordgraben in eine Vorstadtstraße über. In diesem Bereich liegt auch der Friedhof Nordend. | Dietzgenstraße vom Südende der Straße (Schlosseingang) nach Nord · ax-Delbrück-Gymnasium, Dietzgenstraße |
| Eichenstraße (Lage)                | 0830                                    | Eiche, Gattung der Buchengewächse | vor 1902            | Die Straße wurde 1899 angelegt und 1902 ist sie benannt, dabei hat die Namenswahl Bezug zur kreuzenden Waldstraße. Die Straße liegt zwischen Friedrich-Engels- und Dietzgenstraße und verläuft parallel zur Platanenstraße, 1910 ist sie noch bis an die Blumenthalstraße geführt. Im Jahr 1903 noch mit Neubau und Baustellen, sind 1906 von den 70 Grundstücken noch 27 als Baustellen vermerkt. Für die Häuser 19 und 20 ist der Gastwirt H. Ulrich aus der Germanenstraße 30 der Eigentümer. | Eichenstraße von Waldstraße nach Ost |
| Eisenblätterstraße (Lage)          | 0320                                    | Charlotte Eisenblätter (1903–1944), Widerstandskämpferin gegen das NS-Regime                                                                | 31. Mai 1951        | Sie liegt zwischen Germanen- und Wodanstraße und wurde um 1905 als Teutonenstraße angelegt. Die Umbenennung 1951 erfolgte mit weiteren Straßen des Ortsteils auf Beschluss des Ost-Berliner Magistrats. Als Teutonenstraße ist sie im Adressbuch 1910 zwischen Straße 35 und Germanenstraße mit dem Vermerk „geh. z. Postbezirk Wilhelmsruh“ aufgenommen, bebaut ist sie bei 20 fortlaufend nummerierten Grundstücken auf Grundstück 13, auf der gegenüberliegenden Straßenseite 16, 17, 19, 20 mit Mehrparteienhäusern, allerdings folgen zur Straße 35 (seit um 1910 Wodanstraße) hin noch Baustellen. Die fortlaufende Nummerierung ist mittlerweile durch eine andere Bezeichnung der Grundstücke ersetzt: die nördlichen Grundstücke 4–28 (gerade) liegen zwischen den Eckgrundstücken Wodanstraße 79 und Germanenstraße 21, die südlichen Grundstücke 1–31 liegen in gleicher Richtung, wobei Eisenblätterstraße 1 und Wodanstraße 37–75 eine Einheit bilden. In der Pflasterstraße mit unbefestigten Gehwegen und Straßenbäumen ist eine 30er-Zone eingerichtet, in der Bebauung wechseln Mehr- und Einfamilienhäuser ab, neben wenigen vorhandenen Altbauten gibt es etliche neue Wohngebäude. | Eisenblätterstraße nach Westen von der Wodanstraße |
| Elisabeth-Christinen-Straße (Lage) | 0370                                    | Elisabeth Christine (1715–1797), Königin von Preußen                                                                                        | 1909                | Die Straße liegt zwischen Schloßallee und Blankenburger Straße und wird nach Norden von der Straße 39 ins Gewerbegebiet fortgesetzt. Vor der Benennung wurde sie als Straße 20 des Bebauungsplanes geführt, im Übersichtsplan des Adressbuchs von 1910 ist diese und die umliegenden Straßen schon eingezeichnet, aber noch nicht benannt. Der Ausbau mit Mehrfamilienhäusern war auch 1930 noch nicht abgeschlossen. Königin Elisabeth Christine ließ die Maulbeeranlage in der damaligen Schönholz anlegen. Sie lebte im Schloss Schönhausen: „Einige Räume wurden wieder so hergestellt, wie sie im 18. Jahrhundert aussahen, als Königin Elisabeth Christine, die Gattin Friedrich des Großen, auf Schloss Schönhausen ihre Sommer verbrachte. So wurde beispielsweise eine Tür, die 1964 geschaffen wurde, zugemauert, damit dort die originale Tapete aus der Zeit der Königin wieder angebracht werden kann.“ | Christinen-Elisabeth-Straße nordwärts der Karower Straße |
| Etzelstraße (Lage)                 | 0100                                    | Etzel, sagenhafter König der Hunnen | 16. Jan. 1925       | Die als Straße 94 des Bebauungsplans projektierte Straße ist als Sackgasse eine Zufahrtsstraße der anliegenden Siedlungshäuser südlich der Walhallastraße. Bereits nach Adressbuch 1933 als Sackgasse sind 16 Grundstücke mit Häusern bebaut, bis auf nicht nummerierte Grundstücke zur Platanenstraße. Die Etzelstraße ist durch die bebauten Grundstücke der Platanenstraße an diese nicht angeschlossen. | Etzelstraße nach Südost ab Ecke Walhallastraße |
| Feldsteg (Lage)                    | 0060                                    | Feld, aus althochdeutsch offenes, nicht bewaldetes Land                                                                                     | nach 1938           | Die unbefestigte Straße gehört zur Siedlung „Kleingartenkolonie Schönholz“ zwischen Sowjetischem Ehrenmal und S-Bahn (Kolonie Schönholz) und liegt südlich quer zum Mittelsteg und endet am „Birkenwäldchen am ehemaligen Todesstreifen“, da die Mauer hier vor der Bahnlinie stand. Um 1941 trug der Steg amtlich die Bezeichnung Straße 82. Im 1941er und 1943er Adressbuch ist unter Feldsteg auf Straße 82 verwiesen, unter diesem Stichwort ist die Bemerkung „Nichtsmtl. Bezeichn. Feldsteg“ und „Post Bln.=reinickendorf O.“ angegeben. Als Lage ist Mittelsteg bis Nordbahn mit den Grundstücken 1–7 und 8–14 verzeichnet, die außer der Parzelle 12 mit Siedlungshäusern bebaut sind. Die Grundstücke, die bis 100 Meter östlich vom Bahndamm lagen, wurden in den 1960er Jahren durch die Grenzanlagen der Berliner Mauer aufgehoben. Der Bahndamm am Bahnverlauf der Nordbahn bildet spätestens seit der Neugliederung der Verwaltungsbezirke von 1938 die Ortsteilgrenze zu Reinickendorf, dadurch befand sich auf diesem Streifen die als Staatsgrenze ausgeführte Grenze zwischen dem West-Berliner Reinickendorf und dem Ost-Berliner Pankow in einer Breite von 100 Metern. Der Mauerweg und eine Grundfläche des „Birkenwäldchens auf dem ehemaligen Todesstreifen“ markieren die Geschichte. | Feldsteg Ecke Mittelsteg Blickrichtung Süd |
| Frickastraße (Lage)                | 0150                                    | Fricka, Gemahlin des Wodan | 9. Nov. 1926        | Die unbefestigte Straße ist als Straße 88 nach Bebauungsplan trassiert und passend zur westlich parallel gelegenen Wodanstraße im Siedlungsgebiet östlich der Germanenstraße benannt worden. Sie zweigt am östlichen Ende der Straße 90 nordwärts in das Siedlungsgebiet und ist Zufahrtsstraße für die Grundstücke zwischen Wodanstraße und Nordendstraße, zu der es keine Verbindung gibt. 1927 ist sie noch nicht im Adressbuch vermerkt und 1933 im Gegensatz zu bebauten umliegenden Straßen erst mit zwei bebauten Grundstücken verzeichnet. Nach Osten war die Bebaubarkeit durch das Zingergrabenfeuchtgebiet (seit dem Ende des 20. Jahrhunderts: LSG ‚Zingerwiesen‘) begrenzt, als der Zingergraben noch Rieselfeldableiter und nicht durch den Nordgraben unterteilt war. Die Frickastraße ist mit Siedlungshäusern neuerer Bauart bebaut und im Osten und am Nordende durch die Kleingartenanlage ‚Am Anger‘ begrenzt (vormals: KGA ‚Hessen‘). Diese KGA liegt zum großen Teil in Rosenthal, reicht über den Tempelgraben und die Nordendstraße nach Niederschönhausen hinein. | Frickastraße von der Straße 90 nach Nord |
| Friedensteg (Lage)                 | 0140                                    | Frieden, konfliktfreies Zusammenleben in der Kolonie                                                                                        | nach 1938           | Die unbefestigte Straße gehört zur Siedlung (Kleingartenkolonie ‚Schönholz‘) zwischen Sowjetischem Ehrenmal und S-Bahn, an der entlang die Mauer stand. Die unbefestigte Straße liegt südlich zwischen Genossenschaftssteg und dem „Birkenwäldchen auf dem ehemaligen Todesstreifen“. Um 1941 trug der Weg zeitweilig die Bezeichnung Straße 80. Die Grundstücke, die bis 100 Meter östlich vom Bahndamm lagen, wurden in den 1960er Jahren durch die Grenzanlagen der Berliner Mauer aufgehoben. Der Bahndamm am Bahnverlauf der Nordbahn bildet spätestens seit der Neugliederung der Verwaltungsbezirke von 1938 die Ortsteilgrenze zu Reinickendorf, dadurch befand sich auf diesem Streifen die als Staatsgrenze ausgeführte Grenze zwischen dem West-Berliner Reinickendorf und dem Ost-Berliner Pankow in einer Breite von 100 Metern. Er ist inzwischen Teil des Mauerwegs und eine Grundfläche des „Birkenwäldchens auf dem ehemaligen Todesstreifen“. Im Adressbuch 1941 (noch nicht 1940) ist der Friedensteg vollständig aufgeführt, jedoch mit dem Vermerk „Amtl. Benennung Straße 80“ und „Post Bln.=Reinickendorf O.“ Die Lage ist mit den bebauten Grundstücken 1–3 und gegenüber Parzellen zwischen Straße 33 und Mittelsteg, und weiter mit Grundstück 4 (Parzelle) und 5, 6 mit Wohnhäusern und auf der gegenüberliegenden Seite 7–10 (fortlaufend) zwischen Mittel- und Bahnsteg. | Friedensteg Ecke Mittelsteg Blickrichtung Nord |
| Friedrich-Engels-Straße (Lage)     | 2260 (im Ortsteil)                      | Friedrich Engels (1820–1895), materialistischer Philosoph gemeinsam mit Karl Marx                                                           | 24. Mai 1951        | Die Straße liegt zwischen Pastor-Niemöller-Platz und der Nordendstraße im Ortsteil und führt weiter nach Rosenthal bis zur Hauptstraße und geht dort in den Wilhelmsruher Damm im Märkischen Viertel über, woraus sich ihre Verkehrsbedeutung als Hauptverkehrsstraße im übergeordneten Straßensystem ergibt. Durch die Vorgeschichte und ihre Randlage in den 1950er Jahren bis nach der Wende 1990 war die Straße wenig entwickelt, sodass in den 2010er Jahren eine Straßensanierung nötig wird. Der Name dieser Straßenverbindung von Pankow nach Nordwest war ab 1899 Kaiserweg, und der nördliche Abschnitt mit der Weiterführung in Rosenthal hieß seit 1916 Reichskanzlerdamm. Auf Grund dieser Bezeichnung wurde sie bei der 1951er Umbenennung durch den Magistrat beachtet und umbenannt. Auf der Straße fährt die Straßenbahn M1 zur Quickborner Straße nahe dem Märkischen Viertel. Das Bauensemble in der Friedrich-Engels-Straße 49–71, einschließlich der anliegenden Häuser der Blumenthal-, Luther- und Uhlandstraße ist denkmalgeschützt. In die Denkmalsliste aufgenommen ist das Ensemble der Landhäuser von 1901 Nr. 5 und Nr. 7 sowie die Gesamtanlage der um 1910 errichteten Mietshausgruppe mit der Einfriedung: Haus Nr. 40 / Am Iderfenngraben 12. Im Haus 35 liegt die Zentrale der Internetfirma alibaba.com. | Friedrich-Engels-Straße Blick vom Pastor-Niemöller-Platz · Friedrich-Engels-Straße südlich der Nordendstraße |
| Friesenstraße (Lage)               | 1310                                    | Friesen, germanische Volksgruppe | um 1906             | Zwischen der Germanen- und der Hermann-Hesse-Straße gelegen bildet sie die nördliche Begrenzung der Schönholzer Heide. Der östliche Straßenteil ab Kuckhoffstraße ist ein gleichnamig benannter Fußweg entlang der KGA „Zingertal“ und „Alte Baumschule“. Der Volkspark Schönholzer Heide am südlichen Straßenrand ist als Gartendenkmal ausgezeichnet. Im Adressbuch 1930 sind die Grundstücke 1–10 zwischen Bismarck- und Platanenstraße mit der „Siedlung Niederschönhausen e.G.m.b.H.“ als Eigentümer genannt, bis zur Walhallastraße bestehen Baustellen und die andere Straßenseite ist mit „Forst“ bezeichnet. Die Friesenstraße ist 1907 als durchgehende Straße zwischen Lindenstraße (seit 1936 Grabbeallee) und Germanenstraße eingezeichnet. 1910 ist sie als unbebaut von der Lindenstraße abgehend notiert. 1925 ist der Verlauf Am Iderfenngraben und Platanenstraße angegeben, die Grundstücke im Eigentum der Stadt Berlin werden von der „Siedlung Niederschönhausen e.G.m.b.H.“ verwaltet. 1935 ist die Friesenstraße zwischen Linden- und Platanenstraße (über Dankelmann- und Bismarckstraße) links mit Baustellen und rechts zwischen Kaiserin-Augusta-Straße (Bismarckstraße, Am Iderfenngraben, Platanen-, Walhallastraße) und Germanenstraße angegeben. Die Grundstücke 62–80 zwischen Am Iderfenngraben und Platanenstraße gehören der „Siedlung Niederschönhausen e.G.m.b.H.“ Für 1938 ist dann wieder der Verlauf zwischen Grabbeallee (ab Ecke Grundstück 21, linke Seite auch mit Neubauten) und über die Platanenstraße bis Germanenstraße aufgeführt. Der Verlauf ist jeweils südlich am Zingergraben entlang. Der Abschnitt zwischen Grabbeallee 21 und Bismarckstraße wurde 1938 als Hohmeyerstraße ausgegliedert. | Friesenstraße nach Westen ab Hermann-Hesse-Straße. Der Straßenverlauf durch die Schönholzer Heide ist nicht bebaut · Friesenstraße nach Osten von Germanenstraße aus · Friesenstraße ostwärts von Ecke Am Iderfenngraben aus in den Weg am Volkspark entlang |
| Fritz-Erpenbeck-Ring (Lage)        | 0260                                    | Fritz Erpenbeck (1897–1975), Schriftsteller                                                                                                 | 7. Apr. 1982        | Die Straße ist vor der Benennung als Straße 100 geführt und führt nach der Planung von 1910 in der Verlängerung der Zietenstraße über die Treskowstraße hinweg zur Waldstraße. Der heutige Verlauf geht als bogenförmige Einbahnstraße von der Waldstraße zur Kuckhoffstraße und erschließt damit die Grundstücke mit Siedlungshäusern im Karree zur Platanenstraße. Siehe dazu auch die Erinnerungen von Renate Bronnen an diese Straße. | Fritz-Erpenbeck-Ring westlich der Waldstraße nach Westen |
| Fritz-Reuter-Straße (Lage)         | 0500                                    | Fritz Reuter (1810–1874), Schriftsteller der niederdeutschen Sprache                                                                        | um 1906             | Zwischen Waldowstraße und Straße 18 liegt die Straße, jedoch ist sie zwischen Waldemar- und Waldowstraße nur unvollständig als Verkehrsstraße ausgebaut, da an ihrer Nordseite der Grünzug des Kreuzgrabens liegt. Parallel verläuft sie zwischen Beuth- und Schillerstraße. Sie verläuft südlich parallel zur Schillerstraße und im Übersichtsplan von 1910 ist sie von der Dietzgenstraße (damals: Kaiser-Wilhelm-Straße) bis zu einer nicht realisierten Straße zwei Parallelstraßen östlich der Charlottenstraße eingezeichnet. Nach Adressbuch 1942 sind erst zwei Mehrfamilienhäuser (15, 24) und drei Ein-/Zweifamilienhäuser (16, 18, 27) in der Straße angelegt, die Mehrheit ist als Baustelle ausgewiesen. Inzwischen sind die Parzellen zwischen Waldow- und bis zur Charlottenstraße fortlaufend nummeriert und meist. Die Grundstücke 20 und 21 mit 21a–21h dahinter erhielten erst im 21. Jahrhundert Eigenheime. Die Eckgrundstücke gehören zu den Querstraßen und 7 und 29–33, sie sind im Grünzug Kreuzgraben unbebaut. In der gepflasterten Straße stehen westlich vorwiegend Mehrfamilienhäuser, nach Osten hin eher Siedlungshäuser. | Eine Anfahrt von der Waldowstraße abgehend |
| Frühlingstraße (Lage)              | 0120                                    | Frühling, Jahreszeit | vor 1896            | Die Straße gehörte bis 1938 zu Reinickendorf und wird südlich der Bahnlinie in diesem Ortsteil durch Straßen mit Namen der anderen Jahreszeiten ergänzt. Es ist eine Stichstraße von der Provinzstraße nach Südwest, und sie erschließt den Raum bis an die Berliner Nordbahn, insbesondere schließt sie an den Mauerweg. Somit endete sie zwischen 1961 und 1990 vor der Grenzanlage, die sich nordöstlich der Bahnanlagen befand. Im Adressbuch 1941 sind noch zwischen Nordbahn und Provinzstraße die Grundstücke 1–8 (fortlaufend) und gegenüberliegend 8–16 (fortlaufend) aufgeführt, vorwiegend mit Ein- und Mehrparteienhäusern bebaut. Auf Nr. 1 liegt eine ungenutzte Parzelle an der Nordbahn, das gegenüberliegende Grundstück 16 gehört der St. Georgen-Kirche, 6/7 ist ein Gartengelände von der Provinzstraße 75, 76 her. Nur das Eckgrundstück Provinzstraße 74/Frühlingstraße 8 wurde bebaut, die südlichen Grundstücke 2–5 lagen im Bereich der Berliner Mauer und befinden sich teilweise hinter zwei blockierenden Mauerpollern zum Berliner Mauerweg hin auf einem verwilderten Busch- und Baumstück, das als „Birkenwäldchen am ehemaligen Todesstreifen“ ausgebildet werden soll. Auf der Nordseite folgen dem Eckgrundstück Provinzstraße 73 westlicher die Grundstücke 11–14, die gewerblich genutzt sind. Der Zustand in den 2010er Jahren mag der mangelnden Eigentumserklärung nach dem Ende der Mauerzeit geschuldet sein. Zu Grundstück 6/7 und 15/16 finden sich keine Hinweise auf der Karte von Berlin 1:5000 | Frühlingstraße Blickrichtung Ost vom Ende der befestigten Straße her |
| Galenusstraße (Lage)               | 0180 (im Ortsteil, teilweise einseitig) | Claudius Galenus (129 oder 131–um 199, 201 oder 216), griechischer Mediziner                                                                | um 1906             | Im westlichen Abschnitt zwischen Mendel- und Klaustaler Straße gehört die nördliche Straßenseite am vormaligen Kinderheim (seit 1991 Pankeschule) der Galenusstraße 64 zum Ortsteil. Das Straßenland sowie der gesamte östliche Straßenabschnitt der Galenusstraße liegt in Pankow. Westlich der Mendelstraße legt die Straße Am Schlosspark. Die nördlich liegende „KGA Schüßler“ des Niederschönhauser Zipfels um die Schule herum gehört ebenfalls zu Pankow. Der Straßenname ordnet die Straße dem „Mediziner-Viertel“ um das vormalige Krankenhaus Pankow zu. Im Adressbuch 1943 sind auf der rechten, nördlichen Straßenseite das Krankenhaus und Baustellen für Pankow notiert. | Galenusstraße: Panke-Schule auf Nr. 64 gehört zum Ortsteil |
| Genossenschaftssteg (Lage)         | 0430                                    | Genossenschaft mit gemeinschaftlichem Geschäftsbetrieb                                                                                      | nach 1961           | Mit der Anlage der Kolonie nach 1935 wurde dieser unbefestigte Zugangsweg nichtamtlich als Genossenschaftsweg benannt. Nach 1961 wurde die Benennung an die umliegenden „Stege“ angepasst. Es ist der Hauptweg durch die Siedlung („Kleingartenkolonie Schönholz“) zwischen Sowjetischem Ehrenmal und der S-Bahntrasse (Berliner Nordbahn), und er liegt parallel zu Wald- und Mittelsteg. An der unbefestigte Straße liegen kleine Einfamilienhäuser und Gärten. Zwischen 1961 und bis zur Wende 1990 lag die Kolonie etwas abgelegen in der Nähe der Berliner Mauer, und es wurden wohl einige Verläufe und Grundstückslagen zwischen 1950 und 1990 beeinflusst. | Genossenschaftssteg Ecke Kreuzsteg Blickrichtung Ost |
| Germanenstraße (Lage)              | 0860                                    | Germanen, Anzahl von ehemaligen Stämmen in Mittel- und Nordeuropa                                                                           | 1903                | Sie liegt zwischen der Einmündung von Wald-/Vereinssteg der Kolonie Schönholz in Verlängerung der Straße vor Schönholz und der Ortsteilgrenze zu Wilhelmsruh. Sie beeinflusste die Namensgebung mit Bezug auf Germanisches im östlich von ihr gelegenen Straßensystem. Feierhalle (um 1910) und Leichenhalle (um 1895) auf dem aufgehobenen Friedhof Pankow V (Schönholz) sind als Baudenkmal geschützt, der an der Straße liegende Volkspark Schönholzer Heide als Gartendenkmal. | Germanenstraße Ecke Klemkestraße Blickrichtung Nord · Germanenstraße nach Nord ab Ecke Walhallastraße |
| Grabbeallee (Lage)                 | 1000                                    | Christian Dietrich Grabbe (1801–1836), Dichter des Vormärz                                                                                  | 10. Sep. 1936       | Seit 1900 Lindenstraße genannt, erfolgte die jetzige Namensgebung anlässlich des 100. Todestages von Grabbe im Jahr 1936. Zwischen Schönholzer Straße und Pastor-Niemöller-Platz bildet sie die Umfahrung des Schlosses Schönhausen und ist Teil der Bundesstraße 96a. Die Straßenbahn M1 hat hier ihre Trasse nach Nordend. Mehrere Gebäude an dieser Straße sind als Baudenkmal aufgenommen: die Landhäuser Nr. 35, Nr. 39, Nr. 43, Nr. 63 sowie Nr. 67. Hinzu kommt das Evangelische Kinderheim Siloah in der Grabbeallee 2–10 mit dem Gründungsbau von 1885 und Erweiterungen aus den 1910er und 1920er Jahren sowie die gesamte Wohnanlage Grabbeallee 14–26 (gerade) und Paul-Franke-Straße 1–12 von 1908 nach Entwürfen von Paul Mebes für den Beamten-Wohnungs-Verein. In der Grabbeallee 43 befindet sich die Botschaft der Republik Togo und Grabbeallee 47 die Botschaft der Republik Kongo. | Grabbeallee nach Nord ab Tschaikowskistraße |
| Grumbkowstraße (Lage)              | 1080                                    | Joachim Ernst von Grumbkow (1637–1690), Politiker und Militär, Besitzer des Herrenhauses Schönhausen.                                       | 1909                | Sie wurde zuerst als Straße 21 bezeichnet. Sie verläuft von der Schloßallee nordwärts bis zur Buchholzer Straße. Im Adressbuch von 1933 sind auf den 85 (mit Nummern in Orientierungsnummerierung angegebenen) Grundstücken der Grumbkowstraße noch Gärten, Sommerhäuser und unbebaute Grundstücke neben 15 Einfamilienhäusern verzeichnet. Im LOR-Verzeichnis von 2013 sind die Grundstücke Grumbkowstraße 1–86 (fortlaufend) in Hufeisennummerierung verzeichnet, wobei im Südteil eher Neubaublöcke, im Norden auf der Ostseite der Straße Einfamilien- und Siedlungshäuser und an der Westseite Gewerbebauten liegen. | Grumbkowstraße Blick nach Nord · Grumbkowstraße nordwärts der Ecke Karower Straße |
| Güllweg (Lage)                     | 0330                                    | Friedrich Wilhelm Güll (1812–1879), Dichter von Kinderliedern                                                                               | 19. Feb. 1938       | Bis zur Vergabe des Namens war die Bezeichnung Straße 16, die sich an der Trassierung nach dem Bebauungsplan orientierte. Die Straße liegt zwischen Tschaikowski- und Hermann-Hesse-Straße und verläuft parallel zwischen Grabbeallee (im Osten) und Zum Kreuzgraben (im Westen). Die Straße mit einer Kleinpflasterdecke teils einspurig, teils zweispurig mit Gehwegen ist als 30er-Zone ausgewiesen und von beiden Seiten als Sackgasse beschildert, zur Verhinderung von Durchgangsverkehr – bei Stau auf der B 96a – wurden Sperrpfosten gesetzt. 1939 ist die linke Seite unbebaut (1–27, ungerade), rechts stehen auf 2–28 neun Wohn- und ein Sommerhaus (10), insbesondere sind an der Privatstraße (Richtung Bismarckstraße) 10b, 10c, 12c, 12d bebaut und 10a, 10d, 12a, 12b unbebaut. | Güllweg nach Norden ab Tschaikowskystraße |
| Heegermühler Weg (Lage)            | 0270 (im Ortsteil)                      | Heegermühle, vormaliger Name von Finow | 18. Jan. 1936       | Die Keplerstraße (um 1904 benannt) und der östliche Teil der Treskowstraße (vor 1902 benannt) wurden 1936 zur Heegermühler Straße vereinigt, obwohl der Ort seit dem 15. Oktober 1928 bereits den Namen Finow trug. Die Straße liegt zwischen Edelweißstraße und Wodanstraße. Allerdings befindet sich der größere Teil westlich der Germanenstraße im Ortsteil Wilhelmsruh. | Heegermühler Weg nach West ab Ecke Germanenstraße |
| Heinrich-Böll-Straße (Lage)        | 0460                                    | Heinrich Böll (1917–1985), Schriftsteller                                                                                                   | 5. Mai 1997         | Zwischen Schillerstraße und Kreuzgraben und im rechten Winkel zur Dietzgenstraße hin gelegen, umschließt sie die Neubauten auf der Fläche der vormaligen KGA ‚Dorfpfuhl‘. Als Zufahrt und Zugang zu den Wohnhäusern gibt es kurze querliegende Stichstraßen. Über die Dietzgenstraße setzt sich der Verkehrsweg als Uhlandstraße fort. „An der Heinrich-Böll-Straße 61 in Niederschönhausen gibt es […] einen Secondhandladen für Kinderbekleidung, Spielzeug, Bücher und antike Sachen […] der Björn-Schulz-Stiftung“. Der östliche Abschnitt der Straße hieß vor der Umbenennung ebenfalls Kreuzgraben verlief aber zusammen mit dem nach Westen gerichteten Abschnitt durch unbebautes Gelände. Der Straßenname nimmt die umgebenden Straßennamen, wie Schiller- und Körner- oder die gegenüberliegende Uhlandstraße auf. | Heinrich-Böll-Straße nach Nord von der Straßenecke Nord-Süd und Ost-West |
| Heinrich-Mann-Platz (Lage)         | 0120 (rund)                             | Heinrich Mann (1871–1950), Schriftsteller                                                                                                   | 12. Apr. 1951       | Der Platz wurde vor 1908 als Hohenzollernplatz eingerichtet und 1937 in Seckendorffplatz umbenannt. 1951 erfolgte auf Initiative des Magistrats von Groß-Berlin eine Umbenennung nach dem bekannten Schriftsteller. Der Stadtplatz ist ein runder mit Bäumen bestandener Platz an der Kreuzung von Leonhard-Frank- und Heinrich-Mann-Straße. Der Platz mit seiner Lage im Straßenzug der Heinrich-Mann-Straße gehört zum übergeordneten Hauptstraßennetz Berlins. | Heinrich-Mann-Platz Blick nach Nordwest über den Platz hinweg |
| Heinrich-Mann-Straße (Lage)        | 0700                                    | Heinrich Mann (1871–1950), Schriftsteller                                                                                                   | 12. Apr. 1951       | Die Straße wurde vor 1907 als Podbielskistraße im Gebiet der Schönhauser Fichten eingerichtet und 1937 in Seckendorffstraße umbenannt. 1951 erhielt sie auf Initiative des Magistrats von Groß-Berlin den jetzigen Namen. Zwischen Hermann-Hesse- und Schönholzer Straße gelegen, wird sie vom Heinrich-Mann-Platz unterbrochen. Die „Erich-Weinert-Siedlung“ ist mit Gärten und Gedenkmauer mit dem für Erich Weinert von 1950/1951 erbauten Haus 42 im Ensemble als Baudenkmal aufgenommen. Bemerkenswert ist die hier beheimatete Bundesakademie der Evangelischen Kirchen Deutschlands (unteres Bild). Durch seine Lage als Zubringer zur Bundesstraße 96a ist die Heinrich-Mann-Straße eine übergeordnete Hauptstraße (Kategorie II) im Berliner Straßennetz. Bis zur Wende befand sich in dieser Straße die Botschaft der Volksrepublik China in der Deutschen Demokratischen Republik. | |
| Hermann-Hesse-Straße (Lage)        | 1610                                    | Hermann Hesse (1877–1962), Dichter und Schriftsteller                                                                                       | 1. Juni 1992        | Beim Anlegen der Straße nach 1899 als Bismarckstraße benannt, erhielt sie 1951 den Namen Kurt-Fischer-Straße nach dem Innenminister von Sachsen (1945–1950) Kurt Fischer. 1992 erfolgte die erneute Umbenennung zum derzeitigen Straßennamen. Zwischen der Straße vor Schönholz und dem Pastor-Niemöller-Platz gelegen, verläuft die Hermann-Hesse-Straße im westlichen Teil südlich der Schönholzer Heide und nördlich vom Friedhof Pankow III. In der Hermann-Hesse-Straße 4–6 befand sich bis 2010 das Eisenwaren- und Werkzeuggeschäft von Günter Menge. „Menge war ein Exot, ein Geschäftsmann, bei dem es Werkzeuge zu kaufen gab, die Bauarbeiter und Hobbybastler in anderen Läden des Landes oft vergeblich suchten.“ Baudenkmale sind ein Wohn- und Geschäftshaus von 1905/1906 (Haus 20 / Waldstraße 88/89) sowie Erich-Weinert-Siedlung mit Gärten und Gedenkmauer für Erich Weinert von 1950/1951 mit den Häusern 77–87 (ungerade). Das Schützenhaus auf Grundstück 82 von 1883 (Baubeginn) ist ebenfalls auf der Baudenkmalliste enthalten. Der nördlich an der Straße anliegende Volkspark Schönholzer Heide ist als Gartendenkmal aufgenommen. 810 Meter der Hermann-Hesse-Straße gehören im Berliner Straßennetz zur Kategorie II als übergeordnete Hauptstraße, der Abschnitt zur Heinrich-Mann-Straße zum regionalen Hauptstraßennetz. | Konrad-Zuse-Schule · Hermann-Hesse-Straße Blick nach Süden |
| Herthaplatz (Lage)                 | 0110 × 60                               | Hertha, Nerthus als Mutter der Erde bei Tacitus                                                                                             | 1899                | Er liegt im Zuge der Wackenberg- (Ost-West) und der Buchholzer Straße (SW–NO) und wird von der Waldemar- /Siegfriedstraße einerseits und der Waldowstraße andererseits begrenzt. Es ist ein rechteckiger begrünter Schmuckplatz mit Spielplatz und Wiese, um den Mehrfamilienhäuser stehen, Alt- und Neubauten. In der Südwestecke des Platzes liegt der Friedhof Pankow IV. Zum Herthaplatz gehören seine Grundstücke 1–11, wobei 5 und 8 nicht existieren. An der Südostseite liegen der Friedhof und 1 (ein Hintergrundstück zum Friedhof), 1a, 2, 3. Die Ostseite (es fehlen 4 und 5) gehört zur Wackenbergstraße (30, 31, 31a). Die Nordseite wird von 6, 7, 9 begrenzt (die 8 ist wohl in der 9 aufgegangen) und 10 und 11 liegen an der Westseite des Platzes. Die Lage als Verbindung zwischen Wackenberg- und Buchholzer Straße führt dazu, dass 160 Meter im Nordwesten des Platzes zum ergänzenden Hauptstraßensystem (Kategorie IV) gehören, während der südöstliche Straßenzug nicht kategorisiert eine Bezirksstraße ist. Der Herthaplatz ist im Adressbuch 1910 bereits mit den Grundstücken 1 (Friedhofsverwaltung, Gemeinde Niederschönhausen), zwei Mehrparteienhäusern (6, 9) und unbebauten Grundstücken 2–5, 7 und 8 aufgenommen. | Herthaplatz nach West über den Platz · Herthaplatz auf die Nordseite |
| Homeyerstraße (Lage)               | 0530                                    | Karl Gustav Homeyer (1795–1874), Rechtshistoriker                                                                                           | 19. Feb. 1938       | Als Friesenstraße durch das Gebiet der Schönholzer Heide (Schönhauser Fichten) vorgesehen, nach 1935 wurde sie als Straße 7 aus dieser Trasse ausgegliedert und 1938 benannt. 1943 gehörten die Grundstücke 1–11 zur Grabbeallee 21, und im Haus 30 wohnte der Bezirks-Bürgermeister K. Bombach. Die Homeyerstraße liegt südlich des Zingergrabens zwischen Grabbeallee und Hermann-Hesse-Straße und wurde ab 1950 zur Künstlersiedlung „Erich Weinert“ umgestaltet. Die Homeyerstraße gehört zur Erich-Weinert-Siedlung, die mit Gärten und Gedenkmauer für Erich Weinert von 1950/1951 und den Häusern 31, 37 und 39 als Baudenkmal erfasst ist. Ein weiteres Baudenkmal ist das Arnold-Zweig-Archiv im Einfamilienhaus Nummer 13, erbaut um 1939. 1943 ist die Hohmeyerstraße auf elf Grundstücken bebaut, im Haus 29 sitzt der Reichsverband d. deutschen Brauerei- und Kellereiart. Großhandels e. V. Bis zur Wende befand sich in dieser Straße die Botschaft der Vereinigten Mexikanischen Staaten in der DDR. | Hohmeyerstraße Ecke Leonhard-Frank-Straße Blickrichtung Ost · Homeyerstraße nach Osten ab Hermann-Hesse-Straße |
| Hundingstraße (Lage)               | 0150                                    | Hunding, Gestalt der nordgermanischen Heldendichtung                                                                                        | 16. Jan. 1925       | Die Hundingstraße liegt zwischen der Walhalla- und Platanenstraße, östlich parallel zur Wodanstraße. Die Straße wurde vor ihrer Benennung als Straße 93 nach der Bezeichnung im Bebauungsplan aufgelistet. Im Adressbuch 1926 ist die Hundingstraße zwischen Walhalla- und Platanenstraße in fortlaufender Nummerierung auf der Westseite Grundstücke 1–8 mit Einfamilienhäusern bebaut und auf der Ostseite Ecke Walhallastraße mit einem Haus. Die heutigen Grundstücke sind immer noch fortlaufend westlich 1–8 und östlich 9–13 komplett bebaut, an der Platanenstraße mündet die Straße zwischen den Eckgrundstücken 47 und 48. | Hundingstraße nach Süd ab Walhallastraße. · Hundingstraße Nordblick ab Platanenstraße. |
| Idastraße (Lage)                   | 0300                                    | Ida, wurde durch die Mittelalterromantik um 1900 beliebt                                                                                    | 1898                | Der Straßenname ist an Idise (Schlachtenjungfrau im Merseburger Zauberspruch) oder Iduna (Göttin der ewigen Jugend) angelehnt. Zwischen der Wackenberg- und der Blankenburger Straße gelegen, verläuft sie parallel zur Klothilde- und Siegfriedstraße. Die BVG-Netzleitstelle in der Nummer 20, ein BEWAG-Bau von Hans Heinrich Müller aus dem Jahr 1928, steht in der Denkmalsliste. Die Idastraße gehört zu den ersten Erweiterungen im Vorort mit den benachbarten Straßen nach Vornamen. Im Adressbuch von 1903 ist auf Grundstück 23 das Wohnhaus des Kassenboten P. Fiedler mit seinen Mietern – dem Lehrer E. Barth und dem Straßenbahnschaffner E. Luck – eingetragen. Vormals befand sich hier eine Gleisschleife der Linie 46, der Asphaltbelag statt des Gleises ist auf dem nebenstehenden Bild zwischen dem Straßenpflaster noch gut zu erkennen. | Idastraße: das Asphaltband in der Straßenmitte ersetzen das vormals hier liegende Straßenbahngleis |
| Karlinekenweg (Lage)               | 0280                                    | Karlineke, Figur eines Berliner Gassenhauers                                                                                                | 16. Nov. 2016       | Die Bebauung zwischen der Wackenberg-, Grumbkow- und Blankenburger Straße erforderte eine private Erschließungsstraße. Die Antragstellerin (Projektentwickler), die Hanseatische Immobilien Treuhand GmbH + Co., schlug den bestätigten Namen vor. Die Straße liegt von der Wackenbergstraße nach Süden und endet in zwei Stichen nahe der Grumkowstraße mit einem Fußgängerdurchgang. Die Grundstücke an der Westseite sind mit 5–51 adressiert, an der Ostseite liegen 42–52 (gerade). Die an den umgebenden Straßen anliegenden Grundstücke sind zu diesen adressiert. Die PLZ ist 13156, die Straße liegt im Planungsraum Herthaplatz (03020210). | Karlinekenweg |
| Karower Straße (Lage)              | 0480 (im Ortsteil)                      | Karow, nordöstlicher Nachbarort | vor 1910            | Die Benennung der Straße nach dem benachbarten Vorort Berlins orientiert sich wohl an der parallel laufenden Blankenburger Straße (und der nördlichen Buchholzer Straße). Im Adressbuch 1912 ist auf der Karte die Karowstraße als verlängerte Rolandstraße verzeichnet. Die Straße liegt zwischen Lindenberger Weg, über die Elisabeth-Christinen- und der Grumbkowstraße, diese kreuzend endet sie im Ortsteil Französisch Buchholz. Der anfängliche Name Karowstraße entspricht der um 1900 üblichen Straßennamensregelung. Im Adressbuch von 1912 ist die Straße zwischen Straße 19 und Elisabeth-Christinen-Straße über die Grumbkowstraße hinweg eingetragen. Die Grundstücke sind bereits nummeriert, auf 20, 21, 23 stehen an der Grumbkowstraße Neubauten, westlicher auf 24 und 30–32b stehen fünf Wohnhäuser. | Karower Straße ostwärts Ecke Lindenberger Straße |
| Kleine Homeyerstraße (Lage)        | 0310                                    | Karl Gustav Homeyer (1795–1874), Rechtshistoriker                                                                                           | nach 1961           | Die U-förmige Straße verläuft von und zur Homeyerstraße und erschließt die Häuser bis zum Zingergraben. Die Benennung der Zugangsstraße für die Hintergrundstücke erfolgte in Anlehnung an die Homeyerstraße. Sie lag ab 1950 nahe der Künstlersiedlung „Erich Weinert“. | Kleine Hohmeyerstraße Ecke Leonhard-Frank-Straße Blickrichtung Nord |
| Klemkestraße (Lage)                | 0250 (im Ortsteil)                      | Fritz Klemke (1902–1932), beim SA-Überfall 1932 auf die Kolonie Felseneck wurde er ermordet.                                                | 31. Juli 1947       | Am 1. November 1993 wurde die Klemkestraße im Ortsteil umnummeriert. Die Klemkestraße führt von der Straße vor Schönholz nach Westen durch die S-Bahn-Strecke der Berliner Nordbahn nach Reinickendorf. Die Straße war von der Berliner Mauer zwischen 1961 und 1989 unterbrochen. Um 1900 bis etwa 1904 als Schönholzer Straße bezeichnet, wurde sie bis 1937 als Schönholzer Weg eingestuft. Seit 20. Mai 1937 bis 1947 als Felseneckstraße, nach der von der SA überfallenen Reinickendorfer „Arbeiter-Kolonie Felseneck“. 1947 erfolgte die Umbenennung nach dem bei diesem SA-Überfall ermordeten Fritz Klemke. | Klemkestraße Ecke Straße vor Schönholz Blickrichtung Süd |
| Klothildestraße (Lage)             | 0600                                    | Klothilde, Burgundentochter, zweite Frau von Chlodwig I.                                                                                    | 9. Nov. 1926        | Sie liegt zwischen Wackenbergstraße und der Schlossallee und parallel zu den westlicheren Siegfried- und Idastraße. Als Straße 17 nach der Nummer im Bebauungsplan trassiert und angelegt wurde sie 1926 benannt. Im Adressbuch 1927 ist sie allerdings noch nicht aufgeführt, 1928 ist die Lage mit Schloßallee, über die Privatstraße zur Blankenburger Straße angegeben. Auf zwei unnummerierten Grundstücken liegen das Kurz’sche Haus eines Oberkreissekretärs und das Fäthe’sche Haus eines Lehrers an einer Straßenecke zur Schloßallee. 1930 heißt die Privatstraße dann Rolandstraße, und es sind ein Neubau und das Hoffmeister’sche Haus eines Bäckers auf der gleichen Straßenseite hinzugekommen. Diese Häuser haben die Nummer 20, 19, 14. 1936 ist die Klothildestraße bis zur Hermannstraße (seit 1937 Wackenbergstraße) verlängert, jedoch ist die Anbindung als Straße an die Schloßallee entfallen, es geht aber ein Stumpf über die Rolandstraße (wie heute) hinaus. In fortlaufender Nummerierung sind elf Grundstücke (19, 20, 35, 37, 44) jetzt auch auf der anderen Straßenseite (1a, 3, 9, 14, 17, 18) bebaut. Südöstlich der Ecke Rolandstraße stehen die Schulsporthalle der Elisabeth-Christinen-Grundschule und eine Kita (21), gegenüber die zwei- und dreigeschossigen Wohnhäuser (16–20) und ein Garagenkomplex. Nordwärts zur Blankenburger Straße folgen östlich quergestellte posteigene Wohnhäuser (zwei Sechshausblöcke, 26a–31b), die Blöcke an den Querstraßen sind für diese adressiert, hier gegenüber liegt das ältere Wohnhaus (14) und weitere zwei (15, 15a) Wohnhäuser, auf 12 und 13 Garagen und ein Supermarkt. Zur Wackenbergstraße folgen dann Ein- und Mehrparteienhäuser, teils neuester Bauart, in lockerer Bebauung mit Straßenbäumen auf teils unbefestigten Gehwegen. | Klothildestraße Wackenbergstraße nach Süd · Klothildestraße nordwärts Ecke Rolandstraße |
| Köberlesteig (Lage)                | 0120                                    | Georg Köberle (1819–1898), Schriftsteller und Theaterdirektor                                                                               | 19. Feb. 1938       | Vorher wurde der Steig als Straße 54 bezeichnet. Er ist eine südliche Stichstraße vom Majakowskiring ab nach Süden und endet vor der Panke in einem kleinen Wendeplatz. Sie gehörte zum „Städtchen Pankow“. „Aber der Majakowskiring mit seinen Querstraßen ist keine verstaubte Wohngegend der ewig Gestrigen …“ Im Adressbuch 1943 als Sackgasse zwischen Victoriastraße und Panke mit drei bebauten Grundstücken notiert. Die östlichen Grundstücke 1 und 5 gehören zum Eckgrundstück Majakowskiring, 7 (7a) und 9 (9a) sind ebenso wie 13 zu 15 geteilt, gegenüber ist 2, 2a geteilt und auf 14 noch mit 16 diese sind bebaut. | Köberlesteig ab Majakowskiring |
| Körnerstraße (Lage)                | 0580                                    | Karl Theodor Körner (1791–1813), patriotischer Schriftsteller                                                                               | 1903                | Gepflasterte Straße zwischen Rosenthaler Grenzweg und Beuthstraße gelegen, mit Ein- und Mehrfamilienhäusern bebaut. Die Schiller-, Fritz-Reuter- und Beuthstraße sind von Nord nach Süd die Querstraßen | Körnerstraße am Nordende nach Süd von Ecke Rosenthaler Grenzweg aus |
| Kreuzgraben (Lage)                 | 0230                                    | Kreuzgraben, benachbartes Fließ zur Panke                                                                                                   | 9. Nov. 1926        | Vor seiner Benennung im Nord-Süd-gerichteten Teil der Straße 8. Als Sackgasse von der Beuthstraße und mit einer Fußgängerbrücke über den Kreuzgraben bis an die Heinrich-Böll-Straße zugänglich. Im Adressbuch 1943 ist der Kreuzgraben noch zwischen Beuth- und Schillerstraße verzeichnet, im Südabschnitt gelistet mit Wohnhäusern, Baustellen und Parzellen, ist für den nördlichen Abschnitt 11–47 (ungerade) und 8–48 (gerade) zur Schillerstraße anschließend Ackerland angegeben. Der nördliche Abschnitt schloss in den Nachkriegsjahren an die Kolonie Dorfpfuhl und als diese Freifläche Ende der 2000er Jahre bebaut wurde, wurde dieser Abschnitt zur Heinrich-Böll-Straße zugeordnet. Da dieser Abschnitt nicht umbenannt wurde, ist anzunehmen, dass er bereits vorher aus dem Straßenzug Kreuzgraben ausgegliedert wurde. | Kreuzgraben von Ecke Beuthstraße die westliche Straßenseite |
| Kreuzsteg (Lage)                   | 0140                                    | Kreuzt den Hauptweg | nach 1938           | Bis um 1941 hatte er auch noch die Bezeichnung Straße 81 (als vierter Weg von der Straße 78 her). Die unbefestigte Straße mit kleinen Einfamilienhäusern und Gärten gehört zur Siedlung (Kolonie Schönholz) zwischen Sowjetischem Ehrenmal und S-Bahn und liegt parallel zum Friedenssteg zwischen Genossenschaftssteg und Bahndamm. 1941 erstmals im Adressbuch genannt. Im Adressbuch 1943 sind für den Kreuzsteg noch „Amtliche Bezeichnung Straße 81“ und „Post Bln.=Reinickendorf O.“ angegeben. Der Weg führt von Straße 33 zum Bahnsteg mit neun Wohnhäusern, einem Sommerhaus (4) und Baustellen (1b, 3), jedoch auch noch Parzellen (6, 11) auf elf nummerierten Grundstücken. Die Grundstücke die bis 100 Meter östlich vom Bahndamm lagen wurden in den 1960er Jahren durch die Grenzanlagen der Berliner Mauer aufgehoben. Der Bahndamm am Bahnverlauf der Nordbahn bildet spätestens seit der Neugliederung der Verwaltungsbezirke von 1938 die Ortsteilgrenze zu Reinickendorf, dadurch befand sich auf diesem Streifen die als Staatsgrenze ausgeführte Grenze zwischen dem West-Berliner Reinickendorf und dem Ost-Berliner Pankow in einer Breite von 100 Metern, auf dem nun der Mauerweg verläuft und eine Grundfläche des „Birkenwäldchens auf dem ehemaligen Todesstreifen“. | Kreuzsteg / Ecke Mittelsteg |
| Kuckhoffstraße (Lage)              | 1510                                    | Adam Kuckhoff (1887–1943), Schriftsteller und Widerstandskämpfer gegen das NS-Regime                                                        | 31. Mai 1951        | Von 1899 Blücherstraße bis zur Umbenennungsinitiative des Magistrats von Groß-Berlin im Jahr 1951. Zwischen der Friesenstraße (am Volkspark Schönholz) und der Dietzgenstraße gelegen, kreuzt sie die Friedrich-Engels-Straße. In der Kuckhoffstraße liegt ein Standort des Gymnasiums, das seit 95 Jahren den „Friedrich-List-Gymnasium“ trug und bei der Fusion mit der „Max-Born-Oberschule“ in der Lessingstraße seinen Namen wechselte. | Kuckhoffstraße an der Treskowstraße nach Osten |
| Leonhard-Frank-Straße (Lage)       | 0710                                    | Leonhard Frank (1882–1961), Schriftsteller und Dramatiker                                                                                   | 4. Sep. 1962        | Bereits vor 1908 in Vorbereitung des geplanten Forstviertels (Schönhauser Fichten) als Danckelmannstraße (Danckelmann, Forstwissenschaftler) eingerichtet und 1937 als Wahnschaffestraße (Felix Wahnschaffe, Geologe) umbenannt, erfolgte 1962 die erneute Namensgebung zum 80. Geburtstag des Schriftstellers Frank (ein Jahr nach seinem Tod). Durch die Erweiterung von Friedhof Pankow III in den 1930er Jahren wurde sie zu dessen Randstraße. Sie gehörte ab den 1950er Jahren zur Künstlersiedlung „Erich Weinert“. Zwischen der Straße Am Bürgerpark und der Homeyerstraße gelegen wird die Leonhard-Frank-Straße vom Heinrich-Mann-Platz unterbrochen. Der um 1930 angelegte Hausgarten Leonhard-Frank-Straße 31 ist als Gartendenkmal eingetragen. | |
| Lindenberger Straße (Lage)         | 0350                                    | Lindenberg, Ort nördlich von Pankow | vor 1914            | Vorher als Straße 19 bezeichnet, wird sie erstmals im Berliner Adressbuch 1914 benannt. Zwischen der Schlossallee nahe der Panke und der Blankenburger Straße gelegen, quert sie die Rolandstraße. Die ruhige Wohnstraße ist mit Plattenbauten vom WBS-Typ bebaut, sie hat einen direkten Zugang zur Schloßallee und zum Schlosspark Schönhausen. An der Ecke zur Rolandstraße gab es die Elisabeth-Christinen-Grundschule, die im Jahr 2018 zur Buchholzer Straße 3 umgezogen ist und dort verbleiben soll. Das längere Jahre leer stehende Schulhaus, ein DDR-Plattenbau, wird nun mit einem Kostenaufwand von mehreren Millionen Euro aus dem Berliner Bildungshaushalt generalsaniert und voraussichtlich im Jahr 2026 mit dem Einzug einer neuen Schulgemeinschaft wiedereröffnet werden. Es soll Platz für rund 430 Schulkinder bieten, eine offene Ganztagsbetreuung ermöglichen und barrierefrei zugängig sein. Zur künstlerischen Ausgestaltung hatte das Bezirksamt Pankow im Jahr 2024 einen Einladungswettbewerb zum Thema In Between (locker übersetzt: „in Zwischenzeiten“) durchgeführt, in dem die großflächige, über mehrere Etagen reichende, Sichtbeton-Wand im Treppenhaus zu gestalten war. Der erste Preis ging an die Künstlerin Katja Pudor, deren Entwurf den Titel „count the clouds.name them“ trägt (dt.: „Zähle die Wolken und gib ihnen Namen“) und gemäß den Vorgaben ein „weithin sichtbares Signal auch in den Außenraum setzt und die Schulgemeinschaft ebenso wie die Öffentlichkeit gleichermaßen anspricht“. Er wird nun zur Realisierung empfohlen. | Lindenberger Straße nordwärts Ecke Schloßallee |
| Louis-Schmidt-Straße (Lage)        | 0130                                    | Louis Schmidt (1836–1914), Politiker und Schmiedemeister                                                                                    | 20. Mai 2016        | Dieser Verkehrsweg, nach dem B-Plan bis zum April 2016 Straße 101, liegt zwischen der Friedrich-Engels- und Treskowstraße, vor der Straße 97. Nummeriert sind die Grundstücke 2–10 (gerade, Südseite) des unbefestigten Fahrwegs (30er-Zone), an der Nordseite befinden sich Tennisplätze. Die Straße heißt seit dem Anlegen vom Kaiserweg (→ Friedrich-Engels-Straße) seit etwa 1926 Straße 101. Ende der 1930er Jahre endete sie im Osten an der Kolonie Elsenbruch und die projektierte Trasse einer Straße 97 sollte sie fortsetzen. Zu diesem Zeitpunkt war das südliche Gelände parzelliert und unbebaut, nördlich liegen die Borussia-Tennis-Plätze. Um 1950 waren die Grundstücke nummeriert und teilweise bebaut. Auf Antrag des Bezirksamtes vom 15. September 2015 wurde vorgeschlagen die Nummern-Straße in Louis-Schmidt-Straße zu benennen, zumal es eine weitere Straße 101 im Bezirk gibt. 1943 ist die Straße 101 zwischen Kaiserweg und Verlängerte Treskowstraße mit einem vergebenen Wohngrundstück Nummer 8 aufgeführt. Der als Namensgeber vorgeschlagene Louis Schmidt war ab 1890 stellvertretender Bürgermeister und bekleidete das Amt eines Gemeindeschöffen. In Anbetracht seiner Verdienste beschloss die Gemeinde Pankow, schon zu seinen Lebzeiten eine Straße im Westen der Gemeinde nach ihm zu benennen und verlieh ihr den Namen Schmidtstraße. 1938 wurde die Schmidtstraße in Kattegattstraße umbenannt und gehört wegen der Bezirksreform von 1938 seither zum Bezirk Wedding. | L.-Schmidt-Straße (eh. Straße 101) von der Friedrich-Engels-Straße nach Ost · L.-Schmidt-Straße (eh. Straße 101) von der Treskowstraße nach West |
| Lutherstraße (Lage)                | 0170                                    | Martin Luther (1483–1546), Reformator und Theologe                                                                                          | 1906                | Im Bebauungsplan war sie als Straße 30a geführt. Sie lag und liegt als vierspurige Straße mit Kleinpflaster, zwei Gehwegen und Straßenbäumen zwischen Friedrich-Engels- und Blumenthalstraße. Im Adressbuch 1907 noch nicht erwähnt ist sie das erste Mal 1908 noch unbebaut notiert. Bis 1929 ist die Lutherstraße im Adressbuch aufgeführt aber bleibt unbebaut, erst 1930 ist ein Neubau verzeichnet und 1931 sind im Adressbuch die Grundstücke 1–4 auf der linken Seite vom Kaiserweg her verzeichnet. Durch die Pankower Heimstätten G.m.b.H. wurden sieben dreigeschossige Sechsparteienhäuser (auch Haus 1a, 2a, 3a) errichtet. Diese Bebauung bildet mit den fünf Hausblöcken an Friedrich-Engels-, Uhland- und Blumenthalstraße eine Wohnanlage, an der Friedrich-Engels-Straße zwei Blöcke dreigeschossig, an den anderen zweigeschossig einen Innenhof mit Parkanlage. Diese Anlage wurde 1930 von Paul Krebs entworfen und auf der Denkmalliste als Ensemble geführt. Auf der Südseite, die 1943 noch unbebaut ist, kam nach 1990 die Bebauung auf 5 und 6 hinzu. Die Kita am Ostende der Straße gehört von der Adresse zur Friedrich-Engels-Straße 45–47. | Lutherstraße von Blumenthalstraße nach Osten |
| Majakowskiring (Lage)              | 0970                                    | Wladimir Majakowski (1893–1930), russischer Dichter                                                                                         | 4. Mai 1950         | Die Ringstraße westlich vom Schloss Schönhausen wurde um 1880 als Villensiedlung angelegt und in den 1950er Jahren war sie der zentrale Straßenzug im sogenannten „Städtchen Pankow“ (gorodok). Der Ring wurde 1950 aus dem nördlichen Teil der vor 1900 benannten Viktoriastraße und dem südlichen Halbring der vor 1900 benannten Kronprinzenstraße gebildet. „Zu DDR-Zeiten war die Straße bei Johannes R. Becher, dem Ehepaar Ulbricht und den Honeckers beliebt, sie alle lebten in dem Viertel ganz in der Nähe des Schlosses Schönhausen.“ „Zwischen 1970 und 1980 verwandelten sich die Villen dann in Gästehäuser, Residenzen und Botschaftsgebäude.“ Als Baudenkmal ist die 1900 erbaute Villa Majakowskiring 2 mit ihrem Umbau von 1981 durch den Ministerrat der DDR, eingetragen. Auch das 1950 und 1975 umgebaute Einfamilienhaus von 1917 (Majakowskiring 29), das Einfamilienhaus von 1939 im Majakowskiring 34, und das Wohnhaus von Otto Grotewohl im Haus 48 sind Baudenkmale. Die ruhige Wohnstraße besitzt großzügige Villenbebauung. Die Wohnhäuser in der Nähe von Schloss Schönhausen konnten leicht abgeschottet werden, weshalb sie 1945 von den sowjetischen Militärkräften beschlagnahmt wurden. Nachdem der Verlagerung der Militärverwaltung zog die DDR-Staatsspitze mit ihrem Gefolge ein, ehe diese in eine Neubausiedlung in den Wald bei Wandlitz zog. Danach wurden die Villen bis zur Wende von Botschaften genutzt. Jetzt wohnt hier gehobener Mittelstand, teilweise mit Gewerbenutzung. Im Haus Nr. 47 ist ein Institut der Polnischen Akademie der Wissenschaften untergebracht. | Majakowskiring 2 · Majakowskiring Blick nach Westen in den nördlichen Ringteil |
| Marthastraße (Lage)                | 0120                                    | Martha, Schwester der Maria von Bethanien und des Lazarus                                                                                   | 1898                | Die Straße führt von der Waldowstraße zum Brosepark. Diese kurze Wohnstraße mit Kopfsteinpflaster endet für Autos am Brosepark. Für Fußgänger und Radfahrer gibt es einen Zugang zum Park. Die Straße ist mit zwei und dreigeschossigen Mehrfamilienhäusern bebaut. Der Kreuzbund Berlin hat in der Straße seine Geschäftsstelle. Schon 1901 ist die Marthastraße im Adressbuch mit nummerierten Grundstücken von der Waldowstraße abgehend aufgenommen. Die Grundstücke 1, 11, 13 sind mit Wohnhäusern bebaut, das Haus nummer 13 gehört dem Deutschen Hilfs=Frauen=Verein, wird von dem Prediger C. Fangauf verwaltet und vom pensionierten Beamten E. Richter bewohnt. Bis 1943 wurde der Brosepark erweitert, Grundstück 7 sowie (mit dem Parkeingang dazwischen) 8 und 9 gehören zum Park, das Grundstück 5 ist laut Adressbuch noch unbebaut. Später wurde nur auf der Parzelle 5 ein Sommerhaus errichtet. Eine der vier Marthastraßen in Berlin liegt zwischen Heegermühler Weg und Schönholzer Weg / Germanenstraße. Nach den Angaben in der Adressdatenbank auf der Grenze zwischen Niederschönhausen und Wilhelmsruh, nördliche Grundstück 1–7 in Wilhelmsruh und die südlichen 8–19 im Ortsteil. Die Karte von Berlin 1:5000 der bezirklichen Vermessungsämter legt die Grenze südlich der Grundstücke 8–19 in direkter Fortsetzung vom Siegfried-Baruch-Weg, sodass diese Marthastraße ausschließlich für Wilhelmsruh zugeordnet ist. | Marthastraße von der Waldowstraße nach West |
| Mittelsteg (Lage)                  | 0670                                    | Mittelweg der Kolonie Schönholz | nach 1938           | Die unbefestigte Straße gehört zur Siedlung (Kolonie Schönholz) zwischen Sowjetischem Ehrenmal und S-Bahn und liegt südlich parallel zu der Zugangsstraße Waldsteg. Im Adressbuch 1941 erstmals genannt ist vermerkt „Nichtamtliche Bezeichnung“ und „Post Bln.=Reinickendorf O.“, der Verlauf mit Vereinssteg, Straße 83, Straße 82, Kreuzsteg, Friedensteg, Laubenkolonie. Für 1943 sind die durchnummerierten Grundstücke 1–32 und 33–55 sind mit 32 Einparteienhäusern, 14 Sommerhäusern und Baustellen (6, 16, 21, 24, 31, 47, 52) und eine Grünfläche Ecke Kreuzsteg (42, 43) aufgenommen. Im 21. Jahrhundert umfasst der Mittelsteg die Grundstücke 1–56 (fortlaufend), wobei 21 fehlt und mehrere geteilt sind, 32 auch 32a und 32e. | Mittelsteg Ecke Vereinssteg Blickrichtung Ost |
| Neuer Steg (Lage)                  | 0200                                    | der „jüngste“ Querweg der Kolonie Schönholz                                                                                                 | nach 1938           | Vormals Straße 83 in regulärer Nummerierung der Querwege der Kolonie Schönholz von West nach Ost. Die unbefestigte Straße gehört zur Siedlung zwischen dem Sowjetischen Ehrenmal und der S-Bahn und liegt quer zum Mittel- und Waldsteg, vom Waldsteg ist jedoch die Einfahrt durch gesetzte Steinsäulen unterbunden. Im Adressbuch 1939 noch nicht aber für 1940 ist die Straße 83 im Adressbuch (erstmals) vermerkt zwischen Waldsteg und Nordbahn, zur Nordbahn hin sind die Grundstücke 1–20 (fortlaufend) mit 17 Wohnhäusern und drei Sommerhäusern bebaut, auf der gegenüberliegenden rechten Seite sind die Grundstücke 22, 23, 24 bebaut, davon die 22 zur Nordbahn mit einem Mehrparteienhaus. Auch für 1943 ist noch „s. Straße 83“ unter dem Stichwort „Neuer Steg“ vermerkt. Straße 83 liegt zwischen Waldsteg, über Mittelsteg und Bahnsteg/Nordbahn. Auf den fortlaufend nummerierten Grundstücken 1–16 (zur Bahn hin) und 17–24 sind nahezu alle mit Wohn- und Sommerhäusern bebaut. Die Grundstücke die bis 100 Meter östlich vom Bahndamm lagen wurden in den 1960er Jahren durch die Grenzanlagen der Berliner Mauer aufgehoben. Der Bahndamm am Bahnverlauf der Nordbahn bildet spätestens seit der Neugliederung der Verwaltungsbezirke von 1938 die Ortsteilgrenze zu Reinickendorf, dadurch befand sich auf diesem Streifen die als Staatsgrenze ausgeführte Grenze zwischen dem West-Berliner Reinickendorf und dem Ost-Berliner Pankow in einer Breite von 100 Metern, auf dem nun der Mauerweg verläuft und eine Grundfläche des „Birkenwäldchens auf dem ehemaligen Todesstreifen“. | Neuer Steg Ecke Waldsteg Blickrichtung Süd |
| Nordendstraße (Lage)               | 1700                                    | Nordend, Ortsteil von Niederschönhausen | vor 1910            | Sie liegt zwischen Schönhauser Straße und Wodanstraße / Ecke Heegermühler Weg. Bereits vor 1900 bis um 1910 als Rosenthaler Grenzweg bezeichnet, verläuft die Straße teilweise an der nördlichen Ortsteilgrenze zu Rosenthal, teilweise bildet sie diese und liegt zwischen dem Schönholzer Weg im Westen und der Schönhauser Straße im Osten. Die Reihenhausgruppe Nr. 74–76a aus den Jahren 1925–1930 ist ein gelistetes Baudenkmal (siehe Bild). In der Nordendstraße 14 befindet sich die Botschaft der Republik Kasachstan. Die Nordenstraße ist westlich der Friedrich-Engels-Straße eine ausgebaute Straße mit Asphaltdecke und zwei Gehwegen, teilweise jedoch sind dies Randstreifen mit Parkfunktion, auf beiden Seiten stehen Straßenbäume. Nach Westen hin wird der Straßenzustand trotz Asphaltdecke schlechter. Die nördlichen Grundstücke mit den Siedlungshäusern liegen in Rosenthal, Südseite und Straßenland zu Niederschönhausen. Östlich der Friedrich-Engels-Straße ist die Straße vierspurig breit mit zwei asphaltierten Fahr und auf beiden Seiten unbefestigte Randstreifen, westlich der Blumenthalstraße ist es ein schmalerer unbefestigter Fahrweg mit Sanddecke, auf 2,8 t eingeschränkt und Geschwindigkeitsbeschränkung streckenweise auf 10 km/h. Nördlich liegt die KGA ‚Am Anger‘ in Rosenthal, südlich in Niederschönhausen Siedlungshäuser (an der Zingergrabenbrücke), das LSG Zingerwiesen und Kleingärten. Die Grenze zum Nachbarortsteil liegt im Tempelgraben der am Nordrand der Straße verläuft, teilweise führen Stege in die Gartengrundstücke hinüber. Die Hufeisennummerierung der Nordendstraße führt dazu, dass die Grundstücke 6–31t (von Ost nach West) zu Rosenthal und 32–82 (von West nach Ost) im Ortsteil liegen. Am unbefestigten Westende der Straße ist eine Durchfahrt zur Germanenstraße am nördlichen Rand der Grundstücke des Heegermühler Wegs nicht angelegt worden und durch Bebauung mit der Wohnanlage aus Rosenthal nicht mehr möglich. Am Ostende zur Dietzgenstraße führt lediglich ein Fußweg im Norden der Grünfläche zwischen Dietzgen- und Schönhauser Straße an der südlichen Mauer des Grundstücks Mittelstraße 6, so führt die Trasse an der Ortsteilgrenze zum Nordrand des Straßenbahnhofs Nordend bis an den (heutigen) Rosenthaler Grenzweg. Auf der Karte 1915 verbindet die Nordendstraße von der Schönhauser Straße her die Straßen Ahorn-, Birken-, Eschen-, Akazien- und Eichenallee in Nordend (zu Rosenthal gehörend) und auch das Straßenland gehörte damals zum Nachbarortsteil. | Nordendstraße vom Tempelgraben begleitet · Nordendstraße Blick nach West >> rechts Rosenthal, links LSG Zingergraben |
| Ossietzkyplatz (Lage)              | 0060 × 30                               | Carl von Ossietzky (1889–1938), Publizist und Opfer des NS-Regimes                                                                          | 25. Mai 1948        | Der Platz liegt am Zusammentreffen von Dietzgenstraße, Blankenburger Straße und Hermann-Hesse-Straße. Bis 1871 hieß er Kirchplatz und von 1871 bis 1948 Friedensplatz an der Friedenskirche. In den Adressbüchern ist er nicht durchgehend verzeichnet, wohl auf Grund dessen, dass er ohne Grundstücke keine postalische Adresse ist. Zwar liegt er in der verlängerten Ossietzkystraße, dennoch war die Straße offensichtlich nie am Schloss vorbei nach Norden benannt gewesen. 1871 erhielt der Platz den Namen Friedensplatz nach der dort befindlichen Friedenskirche, deren Fertigstellung mit dem Ende des Deutsch-Französischen Krieges 1870/71 zusammengefallen war. | Ossietzkyplatz von der Hermann-Hesse-Straße |
| Ossietzkystraße (Lage)             | 0340 (im Ortsteil)                      | Carl von Ossietzky (1889–1938), Publizist und Opfer des NS-Regimes                                                                          | 25. Mai 1948        | Nach 1791 noch (von Pankow aus gesehen) als Dorfstraße nach Niederschönhausen, wurde sie seit dem Ende des 19. Jahrhunderts Schloßstraße genannt. Seit 1948 setzt sie die Dietzgenstraße vor dem Schloss Schönhausen nach Süden fort und verläuft ab der Pankebrücke im Ortsteil Pankow. Als Baudenkmal ist das Schloss in Niederschönhausen von 1662 nach Entwurf Eosander von Göthe und Johann Friedrich Nilsson, zuletzt umgebaut 1935–1936, 1950 als Präsidentensitz von Wilhelm Pieck genutzt und später Gästehaus der DDR-Regierung, dazu gehören mehrere Einzelobjekte der Ossietzkystraße 44/45 von 1949 bis 1983. | Ossietzkystraße von der Ortsteilgrenze Pankows an der Pankebrücke nach Norden |
| Pankower Straße (Lage)             | 0100 (im Ortsteil)                      | Pankow, Nachbarort | 1862                | Vorher lag ein Teilstück der Straße 51 des Bebauungsplans im Bereich der Straße. Die Pankower Straße verlängert ab der Grumbkow- die Rolandstraße in den Ortsteil Französisch Buchholz hinein bis zur Pasewalker Straße. Das im Ortsteil liegende Wohngebiet zwischen Blankenburger, Grumbkowstraße, Schlossallee und westlich der (in Französisch Buchholz liegenden) Pasewalker Straße wurde in den 1970er Jahren errichtet, zu einem Zeitpunkt als Wohnblöcke auf bebaubaren Flächen errichtet wurden und nicht unbedingt an Straßenläufen orientiert. So führen mehrere Zufahrtsstraßen unter diesem Straßennamen zu den Hauseingängen und auch die östliche Grenze des Ortsteils ist im Verlauf an diese Gebietsaufteilung angepasst. Bei dieser Gelegenheit wurde wohl auch die Dohnastraße überbaut und entwidmet. | |
| Pastor-Niemöller-Platz (Lage)      | 0120 × 80 (oval)                        | Martin Niemöller (1892–1984), Theologe, Widerstandskämpfer gegen das NS-Regime                                                              | 1. Juni 1992        | Seit 1899 Bismarckplatz, nach Reichskanzler Bismarck benannt, erfolgte 1951 die Umbenennung in Kurt-Fischer-Platz nach dem Chef der Volkspolizei Kurt Fischer (1949–1950). 1992 wurde der Platz nach Pastor Niemöller benannt. Er verbindet die Grabbeallee (Teil der B 96a) mit der westlich abbiegenden Friedrich-Engels-Straße, die Hermann-Hesse-Straße verläuft beidseits des Platzes und ist mit ihrem nördlichen Abschnitt dann Teil der B 96a. Das Hausensemble Pastor-Niemöller-Platz 2 / Hermann-Hesse-Straße 26 aus dem Jahr 1908 ist ein Baudenkmal. | Pastor-Niemöller-Platz von der Grabbeellee nach Nordwest zur Friedrich-Engel-Straße hin |
| Paul-Francke-Straße (Lage)         | 0260                                    | Paul Francke, Vorsitzender des Beamten-Wohnungs-Vereins Berlin                                                                              | 1909                | Der Beamten-Wohnungs-Verein hatte hier um 1900 Wohnhäuser errichtet. Die Straße führt U-förmig von und zur Grabbeallee und erschließt die Häuser, die hier nördlich der Panke stehen. Die gesamte Wohnanlage Grabbeallee 14–26 (gerade) und Paul-Franke-Straße 1–12 von 1908 nach Entwürfen von Paul Mebes für den Beamten-Wohnungs-Verein errichtet ist als Denkmalsensemble aufgenommen. Die Straße ist auf der Karte im Adressbuch 1907 schon genannt. Im Adressbuch 1910 sind dann die Zwei- bis Vierparteienhäuser auf den Grundstücken 1–14 des „Beamten=Wohnungs=Verein e.G.m.b.H.“ angegeben. Die Schreibweise der Straße hatte sich ab Berliner Adressbuch 1916 in Paul-Franke-Straße geändert. 1984 wurde vom Magistrat diese eingebürgerte Schreibweise beschlossen und die Straße offiziell so zu nennen. Mit Bekanntmachung vom 28. Juli 1993 wurde dieser Beschluss zu Gunsten der Schreibweise mit „ck“ korrigiert: Paul-Francke-Straße. | Paul-Francke-Straße nördlicherer Zugang von der Grabbeallee. |
| Pfarrer-Lenzel-Straße (Lage)       | 0390                                    | Josef Lenzel (1890–1942), Theologe, Widerstandskämpfer gegen das NS-Regime                                                                  | 21. Apr. 1990       | Diese westliche Stichstraße der Waldstraße, vorher als Straße 98 nach dem Bebauungsplan vom Anfang des 20. Jahrhunderts geführt, ist als Sackgasse der Zufahrtsweg zu hier erbauten Siedlungshäusern. An der Straße nach West von der Waldstraße zwischen Uhland- und Nordendstraße liegt auf 1–5 (ungerade) an der Nordseite ein Seniorenheim der Diakonie. Die Betonstraße ist bis zum Wendehammer 170 Meter lang, der weitere Verlauf ist ein Fahrweg, der die Pfarrer-Lenzel-Straße zur Straße 97 zwischen Hausnummer 40 und 41 führt. An der Südseite sind die Grundstücke 2–10 Anfang der 2010er Jahre neu bebaut. Auf 14 steht ein Wohnhaus der 1990er Jahre. Als Pfarrer-Lenzel-Straße wurde der komplette Verlauf der Straße 98 benannt, während die Wohnanlage im Osten bis zur Straße 97 liegt. | Pfarrer-Lenzel-Straße von Waldstraße nach West |
| Pfeilstraße (Lage)                 | 0370                                    | Wilhelm Pfeil (1783–1859), Forstwissenschaftler                                                                                             | nach 1905           | Die Namensgebung nimmt Bezug zu dem um 1900 in der Schönholzer Heide (Schönhauser Fichten) projektierten „Forstviertel“. Zwischen der Leonhard-Frank-Straße und der Grabbeallee, liegt sie nördlich parallel zur Heinrich-Mann-Straße. Die Straße ist im Adressbuch 1908 als unbebaut von der Lindenstraße ab eingetragen. Und auf der Karte von 1907 ist sie schon namentlich eingezeichnet. Jedoch auch noch 1925 ist die Straße unbebaut. Für 1943 ist dann auf Grundstück 1 (Ecke Grabbeallee) ein Schuppen und auf 1a und 2 ein Wohnhaus angezeigt, 3–8 (fortlaufend) liegt der Sportplatz auf der Südseite, bis Wahnschaffestraße folgen acht und auf der Nordseite 16–32 noch 15 Wohnhäuser (mit 24a, 27: existiert nicht; 22, 24, 31: Baustellen). | |
| Platanenstraße (Lage)              | 1780                                    | Platanen, halbimmergrüne Bäume | um 1899             | Ursprünglich hieß diese Straße im 19. Jahrhundert Küsterlandweg. Die heutige Namensgebung hat Bezug zur kreuzenden Waldstraße. Die Platanenstraße liegt zwischen der Friesen- und Dietzgenstraße, nördlicher verläuft parallel die Kuckhoff- und südlicher parallel die Eichenstraße. Dieser Verlauf mit gleichen Namen ist bereits auf der Karte im Adressbuch von 1907 eingezeichnet. Das Grundstück 20/21 mit der katholischen Kirche St. Maria-Magdalena von Felix Sturm ist ein Baudenkmal. Ebenfalls in der Baudenkmalsliste ist das Mietshaus 97 aufgenommen. Die Straße ist im Adressbuch 1910 auf den 70 Grundstücken mit 14 Mehrparteien- und fünf kleineren Siedlungshäusern bebaut. Im Adressbuch 1937 ist die Kirche auf Platanenstraße 20 / Waldstraße 51 mit dem Pfarrer J. Lenzel aufgeführt. Für 1943 ist als Grundstück 20/21 mit dem Zusatz Platanenstraße 22b für die katholische Kirche genannt. | Platanenstraße von der Friesenstraße aus |
| Provinzstraße (Lage)               | 0250 (im Ortsteil)                      | Provinz Brandenburg in Preußen | vor 1877            | Die bereits 1877 auf Karten benannte Straße ist vermutlich durch die Provinz Brandenburg angelegt worden. Sie liegt zwischen der Straße vor Schönholz und der Ortsteilgrenze und setzt sich aus dem Ortsteil nach Reinickendorf fort. Nördlich der Bahnlinie und der Brücke am S-Bahnhof Schönholz kreuzte von 1961 bis 1990 der Mauerstreifen in einer Breite von nahezu 100 Metern die Provinzstraße. So befindet sich noch Anfang der 2010er Jahre an beiden Seiten der Straße Brachfläche. Auf der Westseite entstand Ende der 2000er Jahre eine Lebensmittelkaufhalle. Das Straßenstück in Pankow-Niederschönhausen gehörte bis zur Änderung der Verwaltungsbezirksgrenzen 1938 in voller Länge zu Reinickendorf. Mit der Anpassung der Grenzlage zwischen den Bezirken an die Nordseite der Bahnstrecke kam der nördliche Straßenabschnitt zum Ortsteil und lag somit 1961 in Ost-Berlin. | Provinzstraße Ecke Straße vor Schönholz Blickrichtung Süd |
| Rolandstraße (Lage)                | 1160                                    | Roland (um 736–778), Paladin Karls des Großen                                                                                               | 1902                | Parallel zwischen der Blankenburger Straße und der Schlossallee gelegen beginnt sie nahe am Schlosspark und geht im Osten in die Pankower Straße über. Sie quert Siegfried-, Klothilde-, Elisabeth-Christinen- und Grumbkowstraße. Die ruhige Wohnstraße wird durch Fußwege unterbrochen und dadurch vom Autoverkehr weitgehend entlastet. An der Straße liegen überwiegend Plattenbauten der WBS-Serie. Es gibt mehrere direkte Zugänge zur Schloßallee und zum Schlosspark Schönhausen. An der Ecke zur Lindenberger Straße liegen die Elisabeth-Christinen-Grundschule und die benachbarte Schule an der Strauchwiese mit einem großen Spielplatz. Die Straße ist auf der Karte von 1907 zwischen Dohna- und Siegfriedstraße parallel zwischen Blankenburger Straße und Schloßallee, über die Siegfriedstraße hinaus mit einem Anschluss zur Blankenburger Straße eingezeichnet, das Adressbuch nennt die Rolandstraße mit dem Mietshaus des Rentiers Kleindienst für neun Mietparteien an der Siegfriedstraße. 1925 ist die Straße zwischen Schloßpark, über Siegfriedstraße, Straße 15a, Lindenberger Straße, Straße 17, Elisabeth-Christinen-, Grumbkow- zur Dohnastraße angegeben. Bebaut sind 18/19 mit einem Einfamilienhaus, sowie 20, 101 und 104 (fortlaufend) mit Mehrfamilienhäusern bebaut, bebaut sind die Grundstücke an der Siegfriedstraße, zum Schloßpark hin (Grundstücke über 104) befinden sich Baustellen. | Rolandstraße nach Osten |
| Rosenthaler Grenzweg (Lage)        | 1050                                    | grenzt an Nordend, vormals eine Ortslage von Rosenthal                                                                                      | 1925                | Südlich der Nordendfriedhöfe verläuft er von der Waldemarstraße (hinter dem Straßenbahnhof Nordens) kommend bis zur Ortsteilgrenze zu Französisch Buchholz. Bei der Benennung lag er an der Grenze zwischen der Ortslage Nordend des Ortsteils Rosenthal und Niederschönhausen. Der ursprüngliche (westlicher gelegene) Rosenthaler Grenzweg war 1910 in Nordendstraße umbenannt worden. Daraufhin erhielt diesen Namen die vormalige Charlottenburger Straße, die unterbrochen vom Straßenbahnhof Nordend den weiteren Verlauf der (dann schon so benannten) Nordendstraße über die Blankenfelder Straße kreuzend ebenfalls eine Grenze zwischen den Ortsteilen Rosenthal und Niederschönhausen bildete. Am 15. Juni 1999 wurde der weiterführende bislang nicht benannte Straßenabschnitt der Privatstraße bis zur Kleingartenanlage in den Rosenthaler Grenzweg einbezogen. | Rosenthaler Grenzweg nach Ost von Ecke Charlottenstraße |
| Rousseauweg (Lage)                 | 0150                                    | Jean-Jacques Rousseau (1712–1778), Philosoph und Schriftsteller                                                                             | 4. Juni 2002        | Die Privatstraße erschließt U-förmig eine Einfamilien-Wohnanlage von der Straße Kreuzgraben aus. Diese Wohnanlage mit 16 Siedlungshäusern liegt südlich vom Grünzug am Kreuzgraben, sodass die zuführende Straße Kreuzgraben von der Beuthstraße aus eine Sackgasse ist. | Rousseauweg südliche Zufahrt zum Ring von Kreuzgraben aus |
| Rubinweg (Lage)                    | 0100                                    | Rubin, Edelstein | 11. Juni 2024       | Die private Erschließungsstraße zweigt in südöstlicher Richtung von der Wackenbergstraße ab. | |
| Rudolf-Ditzen-Weg (Lage)           | 0280                                    | Rudolf Ditzen (1893–1947, Pseudonym: Hans Fallada), Schriftsteller                                                                          | 9. Apr. 1994        | Seit 1937 als Eisenmengerweg nach dem Schriftsteller Eisenmenger benannt, der als Wegbereiter des Antisemitismus gilt wurde die Straße 1951 als Majakowskiweg, passend zum Majokowskiring im Pankower Städtchen, benannt. 1994 er nach Ditzen umbenannt. Der Weg teilt den Majakowskiring in der Mitte und verläuft südlich weiter als Zugang für die Häuser nördlich der Panke, dieses Teil war vorher Majakowskiring benannt und wurde mit in den Rudolf-Ditzen-Weg einbezogen. „Bis 1994 hieß die Straße noch Majakowskiweg, da dieser aber oft mit dem Ring verwechselt wurde, nannte man die Straße einfach nach dem bürgerlichen Namen des bekannten Schriftstellers, der hier ab 1945 in der Nummer 19 lebte.“ | Rudolf-Ditzen-Weg nach Norden über den Majakowskiring |
| Rudolf-Majut-Straße (Lage)         | 0280                                    | Rudolf Majut (1887–1981), Sprachforscher, Lyriker                                                                                           | 10. Jan. 2006       | Die Rudolf-Majut-Straße hieß bis zu ihrer Umbenennung Straße 107. Sie liegt zwischen der Kuckhoffstraße neben dem Kreuzgraben und im Bogen zur Dietzgenstraße. „Die Straße 107 in Niederschönhausen wurde nach dem Literaturwissenschaftler, Sprachforscher und Lyriker Rudolf Majut benannt. Das neue Straßenschild [wurde] am 9. Februar um 10 Uhr enthüllt“. Rudolf Majut lehrte in der Schule (inzwischen das ‚Max-Delbrück-Gymnasium‘), die gegenüber der nach ihm benannten Straße liegt. Die kurze Straße ist mit einem Wohnblock der 1920er Jahre bebaut. Auf der südlichen Straßenseite liegt die Residenz des Botschafters der Mongolei. Die Straße endet an der mongolischen Botschaft als Sackgasse mit einem kleinen Spielplatz. „Die Benennung erfolgte auf Antrag des Fördervereins pro-List-Gymnasium e. V. und des Freundeskreis Chronik Pankow e. V., da das Leben und Wirken des Rudolf Majut geehrt werden soll.“ | Rudolf-Majut-Straße nach Nord vom Südende am Kreuzgraben entlang |
| Sachsenstraße (Lage)               | 0360                                    | Sachsen, germanischer Volksstamm | vor 1907            | Zwischen der Germanen- und der Wodanstraße gelegen wird die Sachsenstraße über letztere durch die Straße 90 fortgesetzt. Die Straße wurde erstmals im Berliner Adressbuch 1907 genannt. Von den anfangs projektierten und trassierten, teilweise angelegten Straßen nach germanischen Volksstämmen an der Germanenstraße im Norden des Ortsteils ist die Sachsenstraße als letzte nicht umbenannt verblieben. | Sachsenstraße: von der Ecke Wodanstraße aus |
| Schillerstraße (Lage)              | 0740                                    | Friedrich von Schiller (1759–1805), Dichter und Schriftsteller                                                                              | 1903                | Sie führt von der Dietzgenstraße unterhalb des Straßenbahnhofs Nordend nach Osten bis über die Straße 18, auf ihr verläuft die Straßenbahntrasse der M1 bis zur Endhaltestelle. Die Gesamtanlage der Siedlung der Straßenbahner von Karl Mohr aus den Jahren 1927 bis 1930 in der Schillerstraße 23–37, sowie das anliegende Straßenbahndepot, der stillgelegte Straßenbahn-Betriebshof Niederschönhausen, sind in die Denkmalliste aufgenommen. Im BVG-Depot in der Schillerstraße wurden im Jahr 2003 als Werbeaktion des Landes Berlin 130 Buddy Bären frisch bemalt, bevor sie weltweit versteigert wurden. | Schillerstraße · Schillerstraße nach Ost ab Heinrich-Böll-Straße |
| Schloßallee (Lage)                 | 1360 (im Ortsteil)                      | Allee vom Schloss Schönhausen | 1746                | Die Allee wurde als Verbindungsweg von Schloss Schönhausen zur Chaussee nach Pasewalk, der in die Uckermark führenden Straße, angelegt. Sie liegt zwischen Schlosspark und Pasewalker Straße im Ortsteil Französisch Buchholz, wobei die letzten Meter bereits in jenem Ortsteil liegen. Die Schloßallee führt von der Pasewalker Straße aus direkt auf das Schloss Schönhausen und den Schlossgarten Schönhausen zu, der Zugang zum Schloss führt an der Begrenzungsmauer herum. Der östliche Teil der Straße ist teilweise mit herrschaftlichen Villen vom Beginn des 20. Jahrhunderts bebaut. Der westliche Teil endet als Allee im Schlosspark Schönhausen. | Schloßallee westwärts der Ecke Elisabeth-Christinen-Straße |
| Schönhauser Straße (Lage)          | 0120 (im Ortsteil)                      | Weg nach Schönhausen | vor 1908            | Die Straße ist auf dem Ur-Messtischblatt als Verbindungsweg zwischen Rosenthal und Niederschönhausen verzeichnet. Vor 1921 wurde in die Schönhauser Straße die Rosenthaler Straße – in der Weiterführung auf Niederschönhausener Gebiet – eingebunden. Die Straße liegt zwischen Dietzgen- (gegenüber Schillerstraße) und Nordendstraße im Ortsteil. | Schönhauser Straße ab Mittelstraße nach Süden auf das Niederschönhauser Südende der Straße |
| Schreckenbachstraße (Lage)         | 0240                                    | Paul Schreckenbach (1866–1922), Schriftsteller                                                                                              | 9. Nov. 1926        | Vor 1926 wurde die Schreckenbachstraße als Straße 58 entsprechend der Nummerierung im Bebauungsplan trassiert und unter diesem Namen angelegt. Sie liegt zwischen der Nordendstraße am Rand des Ortsteils und dem Altenberger Weg. | Schreckenbachstraße nach Süd von der Mitte der Straße |
| Schützenstraße (Lage)              | 0120                                    | Schütze | 1904                | Die Straße wurde in Bezug auf das von 1882 bis 1889 gebaute Schützenhaus der Berliner Schützengilde benannt, von dem die Straße nach Süden verläuft. 1890 wurde in Schönholz das X. Bundesschießen veranstaltet. Um 1943 wurde die Straße nichtamtlich als „Am Schießstand“ bezeichnet. Die Straße liegt zwischen der Hermann-Hesse-Straße / Straße vor Schönholz und der Buddestraße/Am Bürgerpark am westlichen Rand des Friedhofs Pankow III. An der Ortsteilsgrenze zu Reinickendorf lag sie zwischen 1961 und 1989 im Grenzstreifen der Berliner Mauer. Bevor der nach Norden führende Abschnitt in die Kurt-Fischer-Straße einbezogen wurde, führte die Schützenstraße am Schießstand und dem Schützenhaus in der Schönholzer Heide zwischen Buddestraße und in einem zweiten Abschnitt die Germanenstraße fortsetzend zur Kreuzung Friesen-/Kaiserin-Augusta-Straße (seit 1950 Tschaikowskistraße Ecke Hermann-Hesse-Straße) an der Brücke über den Zingergraben. Im Adressbuch ist die Straße zwischen Schönholz sowie Bahnhofstraße, über Hartig-, Podbielski- zur Kaiserin-Augusta-Straße und fortgesetzt in der Bismarckstraße. Bebaut sind an der Straße keine Grundstücke, zwischen Bahnhofstraße und Hartigstraße grenzte sie an den Zweiten Städtischen Friedhof, der erst später erweitert wurde, wodurch die Hartigstraße entwidmet wurde. Der anfangs zwischen Schützenhaus und dem Friedhofsrand noch bis zur Friesenstraße reichende Abschnitt der Schützenstraße wurde Ende der 1930er Jahre in die Bismarckstraße einbezogen, im Adressbuch 1940 ist er nur noch bis zur heutigen Hermann-Hesse-Straße angegeben. | Schützenstraße Ecke Buddestraße Blickrichtung Nord |
| Selma- und Paul-Latte-Platz (Lage) | 0060 m × 50 m × 30 m Im Ortsteil        | Paul Latte (1878–1943), Selma Latte (1878–1943)                                                                                             | 13. Apr. 2016       | Die vorher unbenannte platzartige öffentliche Fläche im Bereich der Beuth-, Buchholzer, Charlottenstraße wurde auf Antrag der Mitglieder der Stolpersteingruppe benannt, vom Amt für Weiterbildung und Kultur, Fachbereich Museum/Bezirkliche Geschichtsarbeit wurde der Antrag ausdrücklich befürwortet. Der namenlose Platz liegt in unmittelbarer Nähe des historischen Geländes. So wird an die Tätigkeit der Lattes und an die Opfer eines Lagers im Stadtraum erinnert. Das Hachscharahlager inmitten des Ortsteils wird in das gesellschaftliche Bewusstsein geholt und die Erinnerung oder lediglich dem ländlichen Raum zugeordnete Geschichte wird hervorgehoben. | |
| Siegfried-Baruch-Weg (Lage)        | 0150 Im Ortsteil                        | Siegfried Baruch (1901–1973), Pädagoge | 25. Juli 2007       | Die als Straße 110 des Bebauungsplans angelegte Trasse wurde 2007 benannt. „Die im April [2007] beschlossene Umbenennung der Straße 110 in Wilhelmsruh in Siegfried-Baruch-Weg ist jetzt rechtswirksam, teilt das Bezirksamt Pankow mit. Siegfried Baruch (1901–1973) war unter anderem Lehrer und Erzieher am II. Waisenhaus der Jüdischen Gemeinde in der Berliner Straße.“ Dieser Fußweg liegt zwischen Niederstraße/Waldsteg und Heegermühler Weg. Es liegt hier die Ortsteilgrenze von Niederschönhausen zu Wilhelmsruh. Die Zuordnung nach der Karte von Berlin 1:5000 legt den Weg nach Wilhelmsruh, nach der Datenbank des Regionalen Bezugssystem nennt Niederschönhausen. | Siegfried-Baruch-Weg, 2012 · Siefried-Baruch-Weg ist eine Straße in Berlin-Niederschönhausen. Hier Ecke Waldsteg Blickrichtung Ost |
| Siegfriedstraße (Lage)             | 0580                                    | Siegfried, Held der Nibelungensage | 1902                | Sie liegt zwischen Wackenbergstraße am Herthaplatz und der Schloßallee, dabei kreuzt sie die Blankenburger und die Rolandstraße. In der Lage unweit vom Schlosskomplex wurde sie frühzeitig auch bebaut. Gründerzeitvillen stehen hier immer noch. | Siegfriedstraße nach Süden zwischen Blankenburger und Rolandstraße |
| Skladanowskystraße (Lage)          | 0520                                    | Max Skladanowsky (1863–1939), Filmtechniker                                                                                                 | 31. Mai 1951        | Sie liegt zwischen der Blumenthal- und Treskowstraße und kreuzt die Friedrich-Engels-Straße, parallel zur Wilhelm-Wolff- und die Kuckhoffstraße. Die Straße ist bereits um 1899 angelegt worden und hieß von da an Wrangelstraße, parallel zwischen Moltke- und Blücherstraße wurde nach dem populären preußischen General Papa Wrangel benannt. | |
| Stechowstraße (Lage)               | 0150                                    | Peter Stechow, Erb- und Lehnschulze in Buchholz                                                                                             | 1. Okt. 2000        | Die Straße ist eine unbefestigte südliche Stichstraße der Wackenbergstraße. Vor der Namensvergabe 2000 hieß sie als Seitenstraße ebenfalls Wackenbergstraße und bestand in der Trasse von Straße 13. Sie wurde 2000 als eigenständige Straße eingeführt und erschließt das anliegende Gewerbegebiet. Stechow war von 1700 bis 1757 Schulze im benachbarten Französisch Buchholz. | Stechowstraße ab Wackenbergstraße nach Süd |
| Stille Straße (Lage)               | 0240                                    | Stille, ruhige Straßenlage | 4. Mai 1950         | Vom Ende des 19. Jahrhunderts bis 1950 hieß der Verkehrsweg Friedrich-Wilhelm-Straße nach Kaiser Friedrich III. Sie liegt nördlich vom Majakowskiring zur Tschaikowskistraße. „Aber der Majakowskiring mit seinen Querstraßen ist keine verstaubte Wohngegend der ewig Gestrigen …“ Aufsehen erregte im Jahr 2012 der öffentliche Widerstand einer in dieser Straße (Hausnummer 10) etablierten Seniorenfreizeiteinrichtung. Die zweigeschossige Villa aus dem Baujahr 1927 war renovierungsbedürftig, da aber das Bezirksamt kein Geld dafür zur Verfügung stellte, sollte das Häuschen abgerissen und das Grundstück verkauft werden. Einen anderen Ort boten die Ratsmitarbeiter den Senioren nicht an, es gäbe „genügend andere Treffpunkte in der Gegend“. So organisierten rund 50 Betroffene einen aktiven Widerstand durch Besetzung, worauf ein Schild am Eingangsbereich „Wir bleiben alle – Stille Straße ist überall“ aufmerksam machte. Nach mehreren vergeblichen Bemühungen um finanzielle Unterstützung übernahm der Sozialverband Volkssolidarität (VS) die Organisation des Hauses, doch auch er konnte die für die Sanierung erforderliche Summe nicht aufbringen. Sogar der Bundestagsabgeordnete Klaus Mindrup setzte sich für eine solche Einrichtung ein. Schließlich fand das Bezirksamt ein nahe gelegenes Grundstück einer ehemaligen Autoreparaturwerkstatt (Adresse Tschaikowskistraße 14), das Eigentum des Bundes ist und dieses für den sozialen Wohnungsbau in Berlin verbilligt abgeben könnte. Die Wohnungsbaugesellschaft Gesobau erklärte sich bereit, auf dem Grundstück einen neuen Seniorentreff zu bauen, die VS würde als Betreiber wieder bereitstehen. Im März 2018 war es soweit: nach monatelangen geheimen Verhandlungen kam dieses Projekt zustande, die Gesobau hat den Kaufvertrag unterschrieben. Jetzt folgen die Bauplanungen, die Sicherung der Finanzierung ggf. durch Inanspruchnahme von Fördergeldern. Bis der Neubau fertig ist, renovierten die Senioren in der bisherigen Villa alles selbst und ließen einen Treppenlift einbauen. Diese Arbeiten waren am 7. Oktober 2018 abgeschlossen und die Villa dient nach einer Einweihungsfeier bis zur Fertigstellung des neuen Seniorentreffs in der Tschaikowskistraße wieder als Begegnungsstätte für jung und alt. Die Villa soll nach 2020 weiter genutzt werden. Per Anfang 2018 hatte der Förderverein Stille Straße 10 mehr als 200 Mitglieder, im Haus haben 23 Arbeitsgruppen ihren Treff, darunter Englische Sprache, Gymnastik, Schachspiel, Malerei. | Stille Straße nach Norden von Ecke Majakowskiring |
| Straße 18 (Lage)                   | 0230                                    | Nummer nach B-Plan | nach 1920           | Sie liegt zwischen dem Ostende der Fritz-Reuter- und der Schillerstraße mit der Endschleife der Straßenbahnlinie M1 (1993–2004 Linie 52, davor Linie 46). Die Straße wird in den Berliner Adressbüchern bis 1943 nicht genannt. Mitte der 1950 ist die Straße 18 mit ihren Querstraßen in der heutigen Form angelegt, aber es besteht Brachland und sie ist nicht bebaut. Diese Pflasterstraße mit zwei unbefestigten Gehwegen wurde in den 1950er Jahren auf den Grundstücken 9–37 (ungerade) und 10–30 (gerade) mit Siedlungshäusern bebaut. Am Südende der Straße auf Grundstück 37 wurde 2011 die Schulsporthalle für die Grundschule im Hasengrund der Charlottenstraße 19 erbaut. Die dieser gegenüberliegende Wohnanlage nach Süden hin hat die Grundstückslage Fritz-Reuter-Straße 21–21h, die Straße 18 wurde nicht nach Süden verlängert. | Straße 18: Blick von der Schillerstraße |
| Straße 33 (Lage)                   | 0160 (im Ortsteil)                      | Nummer nach B-Plan (Reinickendorf Ost); | nach 1930           | Die unbefestigte Straße mit einer zweispurig asphaltierten Fahrbahn ohne Gehwege und Straßenkanalisation gehört zur Siedlung zwischen Sowjetischem Ehrenmal und S-Bahn und liegt in versetzter Verlängerung des Genossenschaftssteg (bis an dessen Anschlussabschnitt zum Waldsteg) und setzt sich unverbunden in Wilhelmsruh fort. Als sie in der Laubenkolonie angelegt wurde, gehörte sie noch in der Lage diesseits der Bahnlinie zu Reinickendorf Ost. Die Straße hat einen ursprünglichen Verlauf von der Kopenhagener Straße ab in die Laubenkolonie Schönholz. Zwar besteht an der Kopenhagener Straße in Wilhelmsruh noch eine abgehende Querstraße, die an der Nordseite mit Neubauwohnhäusern bebaut ist, aber die Stichstraße endet am Gewerbegelände der „Berliner Ausbau“ und durch die „KGA Am Bahnhof Wilhelmsruh“ führt kein Durchgang oder freigelassene Grundstücke. Im Ortsteil liegen die mit Einfamilienhäusern und Gartenlauben bebauten Grundstücke 21–37 (ungerade) und 22–36 (gerade). | |
| Straße 39 (Lage)                   | 0130                                    | Nummer nach B-Plan | nach 1930           | Straße 39 ist eine Querstraße der Straße 41 und grenzt nach Süden an den Gewerbekomplex zur Blankenburger Straße. Im Berliner Adressbuch 1937 ist Straße 39 erstmals aufgeführt, zunächst lediglich als Querstraße der Straße 41 verzeichnet. Für 1939 ist die Lage zwischen Straße 13 (seit 2000 Stechowstraße) und Grumbkowstraße notiert, zudem kreuzt sie die (nicht später nicht genannte) Straße 40. Zwischen Straße 18 und Straße 40 liegen die unbebauten Grundstücke 1–11 (ungerade) und 2–12 (gerade), zur Straße 41 liegen unbebaut 13–23 (ungerade), gegenüber sind 25–29 (ungerade) und 32, 34 mit Wohnhäusern bebaut (29 gehört zu Straße 41 Nr. 13, 32 zu Straße 41 Nr. 12). Zwischen Straße 41 und der Grumbkowstraße sind wiederum unbebaute Grundstücke angegeben (31–41 und 36–42). Für 1943 sind die gleichen Angaben enthalten. Die Lage der Straße ist in den 1950er Jahren bereits verkürzt und endet nach Westen an Gewerbebauten, die östliche Lage endet noch an unbebautem Gelände. Die Straße 39 ist eine unbefestigte Zufahrtsstraße westlich von Straße 41 etwa 70 Meter zum Siedlungshaus Nr. 27, gegenüber steht der Gewerbebau Straße 41 Nr. 11. Von der Straße 41 nach Osten führt sie zu den Grundstücken 33, 35 auf der Nord- und 34, 36 an der Südseite und endet hier an der Rückseite des Gewerbebaus an der Grumbkowstraße. | Straße 39 Blick nach West ab Straße 41 |
| Straße 41 (Lage)                   | 0460                                    | Nummer nach B-Plan | nach 1930           | Die Straße 41 liegt zwischen der Wackenberg- und der Blankenburger Straße und kreuzt die Straße 39. Die an der Blankenburger Straße fortführende Straße gehört zu jener. Die östliche Seite ist mit Siedlungshäusern auf den Grundstücken 4–24 (gerade, eingeschlossen 6a, 6b, 8a, 20a) befindet, zwischen 12 und 14 kreuzt die Straße 39, die Eckgrundstücke gehören zu Wackenbergstraße 92 und Blankenburger Straße 107. Auf der Ostseite befindet sich südlich von Straße 39 der Gewerbekomplex auf Nr. 11 (wobei 1–7 dazu gehören), nördlich liegen die Wohngrundstücke 13–23 mit Siedlungshäusern und das Eckgrundstück gehört zur Wackenbergstraße. Im Adressbuch 1937 ist sie erstmals aufgeführt. Zur Blankenburger Straße gehören die Eckgrundstücke (103/105 und 107), südlich von Straße 39 folgen links vier und rechts drei Wohnhäuser bis Hermannstraße (seit 1937 Wackenbergstraße), die Grundstücke sind 1937 noch nicht nummeriert. Für 1942 sind die Grundstücke von 1–25 (ungerade) angegeben und rechts 2–26. Grundstück 1 gehört zu Blankenburger Straße 103/105 und 26 zu Wackenbergstraße 96. Bebaut sind 13–17 (ungerade, südlich von Straße 39) und 2–26 (gerade), Grundstück 20 existierte 1942 noch nicht, ist aber später (Nrn. 20 und 20a) bebaut worden. Zwischen Blankenburger Straße und Straße 39 sind 3–11 unbebaut, und zur Wackenbergstraße hin noch 19 und 21. Auf der Ostseite (gerade Grundstücke) ist 6 unbebaut (1943 als Baustelle, 1939 als Laubengrundstück geführt), auf der Westseite ist 1943 Nr. 24 noch unbebaut. 1943 ist für Grundstück 20 aufgeführt „existiert nicht“, die heutigen Grundstücke 20 und 20a sind als Gewerbeflächen markiert und liegen hinter den Wohngrundstücken 16–24, sie grenzen an die Gewerbefläche der Grumbkowstraße 65 im Osten, und Wackenbergstraße 100 im Norden. Straße 39 kreuzt zwischen Straße 41 Nrn. 12 und 14 (Ostseite) und westlich zwischen Gewerbegrundstück 11 und Wohngrundstück 13. | Straße 41 nach Süd von der Wackenbergstraße · Straße 41 nach Süd ab Ecke Straße 39 |
| Straße 78 (Lage)                   | 0280                                    | Nummer nach B-Plan (Reinickendorf Ost) | nach 1935           | Die unbefestigte Straße gehört zur Siedlung Schönholz (bis 1938 Reinickendorf) zwischen Sowjetischem Ehrenmal und S-Bahn und bildet die westliche Straße am Übergang zum Ortsteil Wilhelmsruh. Die ungeraden Grundstücke 3–21a liegen im Ortsteil, 2, 4, 8, 10, 12, 24 gehören zu wilhelmsruh. Im Adressbuch des Jahres 1939 und auch 1943 ist die Straße 78 „Post Bln.=Reinickendorf O.“ mit der Lage zwischen Laubengelände und der Straße 33 über die Straße 79 verzeichnet hinweg, auf der linken Seite mit zwei bebauten Grundstücken vor (bahnseitig, zum Laubengelände) und drei bebauten Grundstücken zur Straße 33 hin. Rechts sind zwei Grundstücke vor der Straße 79 und dann folgend sieben Einfamilienhäuser, ein Sommerhaus, Baustellen und vier weitere Wohnhäuser bis Ecke Straße 33 aufgeführt. Die Grundstücke die bis 100 Meter östlich vom Bahndamm lagen wurden in den 1960er Jahren durch die Grenzanlagen der Berliner Mauer aufgehoben. Der Bahndamm am Bahnverlauf der Nordbahn bildet spätestens seit der Neugliederung der Verwaltungsbezirke von 1938 die Ortsteilgrenze zu Reinickendorf, dadurch befand sich auf diesem Streifen die als Staatsgrenze ausgeführte Grenze zwischen dem West-Berliner Reinickendorf und dem Ost-Berliner Pankow in einer Breite von 100 Metern. Hier verläuft inzwischen der Mauerweg und eine Grundfläche des „Birkenwäldchens auf dem ehemaligen Todesstreifen“. | Straße 78 nach Norden vom Südende der Straße (Ecke Wilhelmsruh) aus |
| Straße 79 (Lage)                   | 0200                                    | Nummer nach B-Plan (Reinickendorf Ost) | nach 1935           | Die unbefestigte Straße gehört zur Siedlung zwischen Sowjetischem Ehrenmal und S-Bahn und liegt am westlichen Siedlungsrand zwischen Straße 33 und 78 und quer zum Mittelsteg. 1939 ist die Straße 79 im Adressbuch aufgeführt mit dem Zusatz „Post Bln.=Reinickendorf O.“. Ihre Lage ist zwischen Straße 78 und Straße 33 angegeben, bebaut sind links zehn und rechts neun Grundstücke. Die Grundstücke die bis 100 Meter östlich vom Bahndamm lagen wurden in den 1960er Jahren durch die Grenzanlagen der Berliner Mauer aufgehoben. Der Bahndamm am Bahnverlauf der Nordbahn bildet spätestens seit der Neugliederung der Verwaltungsbezirke von 1938 die Ortsteilgrenze zu Reinickendorf, dadurch befand sich auf diesem Streifen die als Staatsgrenze ausgeführte Grenze zwischen dem West-Berliner Reinickendorf und dem Ost-Berliner Pankow in einer Breite von 100 Metern. Hier verläuft inzwischen der Mauerweg und eine Grundfläche des „Birkenwäldchens auf dem ehemaligen Todesstreifen“. Nach der Karte Berlin (1:5000) ist der am Südende liegende Verlauf des ehemaligen Bahnstegs als Straße 79 fortgeführt, Diesem sind die unbebauten Grundstücke 24–34 (gerade, Südseite) zwischen Straße 78 (Ortsteilgrenze zu Wilhelmsruh) zugeordnet, die hier an der Nordseite liegenden bebauten Grundstücke teilweise zum Mittelsteg. Das im ehemaligen Mauerstreifen ostwärts folgende Gebiet ist nicht parzelliert. | Straße 79 Ecke Mittelsteg Blickrichtung Nord · Straße 79 Blick (Ecke Straße 33) nach Süden |
| Straße 89 (Lage)                   | 0130                                    | Nummer nach B-Plan | nach 1950           | Angegeben ist sie auf verschiedenen Karten als südliche Stichstraße der Nordendstraße und führt so in das LSG Zingerwiesen hinein. Eingetragen ist die Straße 89 parallel östlich der Frickastraße und der KGA Am Anger (vormals: KGA Hessen), die Nordendstraße südlich am Tempelgraben entlang westlich der Blumenthalstraße ebenfalls lediglich ein unbefestigter Fahrweg, der die Ortsteilgrenze bildet. Auf der Karte 1:5000 Berlin der bezirklichen Vermessungsämter ist die Straße in das LSG Zingerwiesen hinein eingetragen ohne genaue Führung und in der RBS-Datenbank und der LOR-Liste des Statistik-Amtes sind die Grundstücke 2, 3, 4, und 5 (fortlaufend) aufgenommen. 1987 ist die Straße 89 aufgeführt. Im Berliner Adressbuch bis 1943 ist sie nicht vermerkt, auf der Karte von 1954 und auf dem Luftbild von 1953 bei Google Earth liegt hier Brachland. Die Lage der Straße 89 ist in Karten an der Nordendstraße 35 nach Süden eingezeichnet, vor Ort findet sich 2013 kein Straßenschild lediglich ein Feldweg zwischen LSG ‚Zingerwiesen‘ und Kleingartenanlage. | Straße 89 nach Süd von der Nordendstraße in die Zingerwiesen |
| Straße 90 (Lage)                   | 0090                                    | Nummer nach B-Plan | nach 1950           | Die Straße 90 liegt als Sackgasse zwischen Wodanstraße (gegenüber der Sachsenstraße) und der Frickastraße nach Osten. Zur Straße gehören die Grundstücke 2–10 (4a) an der Südseite, die erst um 2010 bebaut wurden. Die drei nördlichen Grundstücke gehören zu Wodan- und Frickastraße. Die Sackgasse ist durch das LSG Zingerwiesen (zur Entstehungszeit der Siedlungshäuser) nur ein unbebaubares Feuchtgebiet. Mit den Neubauten An den Zingerwiesen liegt deren Grundstücksgrenze zu Nr. 21 hier. Im Adressbuch von 1940 und 1943 ist eine unbebaute Straße 90 zwischen Eschenallee und Taufsteinweg verzeichnet, die heutige Abajstraße in Rosenthal-Nordend (damals: Niederschönhausen-Nordend). Zwischen Fricka- und Wodanstraße ist die unbebaute Straße 91 aufgeführt.Straße 90. In: Berliner Adreßbuch, 1943. „Straße 90 ← Eschenallee → ← Taufsteinweg → (unbebaut) / Straße 91 ← Frickastraße → ← Wodanstraße → (unbebaut)“. | Straße 90: Sackgasse von der Wodanstraße nach Osten geht. |
| Straße 97 (Lage)                   | 0400                                    | Nummer nach B-Plan | nach 1950           | Sie liegt als unbefestigte Fahrstraße zwischen der Treskowstraße und Waldstraße. Südlich von Straße 97 zur Uhlandstraße befindet sich das Gelände des ehemaligen Wasserwerks. Bis 1943 ist eine Straße 97 den Berliner Adressbüchern nicht aufgenommen. Um 1954 lag östlich des Sportplatzes die verlängerte Treskowstraße und davon abgehend ein nach Osten führenden Weg. Dieser Verlauf ist noch auf der Karte von 1989 enthalten. Zur Straße 97 gehören die Grundstücke 1–18 (fortlaufend auf der Südseite), auf der Nordseite 30, 38, 39, 40, 41 (letztere zur Treskowstraße hin). Dabei biegt die (hier ebenfalls unbefestigte) Treskowstraße direkt nach Osten in die Straße 97, offensichtlich wurde der Sportplatz nach Osten bis an die Grundstücke 38–41 und an die Pfarrer-Lenzel-Straße erweitert. Die Straße geht nach Osten zur Waldstraße nur in Fußwegbreite durch. | Straße 97 vom zweiten Knick ab Waldstraße nach West zum Beginn der befahrbaren Straße |
| Straße 103 (Lage)                  | 0300                                    | Nummer nach B-Plan | nach 1910           | Sie liegt zwischen Wackenberg- und Blankenburger Straße östlich parallel zur Klothildestraße. Im Adressbuch 1932 ist sie zwischen Blankenburger und Hermannstraße (heute: Wackenbergstraße) und mit dem Haase’schen Haus bebaut notiert. Dieses Haus 1943 als Nummer 18 genannt ist mit fünf weiteren und einem Sommerhaus an der Straße 103 ergänzt, 1–11 sind Laubengelände und an der rechten Seite 2–18 sind noch unvergebene Parzellen und zur Wackenbergstraße folgt das Sommerhaus (20) und danach Ackerland. Letzteres (östlich der Straße) bestand noch bis an die 1960er Jahre und wurde später als Gewerbegebiet genutzt. Außerdem auf beiden Straßenseiten Siedlungshäuser. Das Grundstück 20 reicht laut amtlichen Plan über die Straßenbreite, trennt diese jedoch nur als schmalere Durchfahrt. | Straße 103 Engstelle in Höhe Nr. 20 nach Süd |
| Straße 104 (Lage)                  | 0090                                    | Nummer nach B-Plan | nach 1935           | Die Straße 104 (später im Birkenwäldchen) ist in verschiedenen Karten für die Siedlung Schönholz (bis 1938 zu Reinickendorf gehörend) westlich vom Volkspark Schönholz zwischen Sowjetischem Ehrenmal und S-Bahn südlich parallel zum Mittelsteg angegeben. Die Trasse östlich der Straße 79 liegt parallel zur Bahnstrecke der Nordbahn im „Birkenwäldchen auf dem Todesstreifen“ (zwischen Kopenhagener und Klemkestraße), wo sich zwischen 1961 und 1990 der ehemalige Mauerstreifen befand. Im Stadtplan 1961 ist hier eine unbenannte Straße entlang der Grenze zwischen dem französischen und sowjetischen Sektor (West- und Ost-Berlin) eingezeichnet. Die Grundstücksangaben (linke Seite) nach FIS-Broker sind mit als 320–326 an dem Querstück von Straße 79 notiert, gehören nach Augenschein zum Mittelsteg. Das Gelände besteht aus dem Birkenwäldchen mit Waldweg und Zugang von Straße 79. Im Adressbuch 1943 ist Straße 104 jedoch nicht aufgeführt. Andererseits ist der Bahnsteg für diese Trasse genannt. Hier verläuft ansonsten ein Teilstück des Lübarser Wegs. | Trasse von Straße 104 im Birkenwäldchen |
| Straße 199 (Lage)                  | 0170 (im Ortsteil)                      | Nummer nach B-Plan | nach 1930           | Sie führt als abzweigende Straße nordwärts der Blankenburger Straße an der Ortsteilgrenze zu Französisch Buchholz. Im weiteren Verlauf biegt sie nach Ost in den Nachbarortsteil hinein. Der Zufahrtsweg zu den anliegenden Grundstücken ist ein einspuriges Asphaltband mit unbefestigten vom Anlieger gestalteten Randstreifen (Gehwege), sie ist mit Siedlungshäusern bebaut. Nach den Angaben im Datenbanksystem RBS gehören die Grundstücke 1–17 und 29–39a zu Niederschönhausen. Dadurch würde die Ortsteilgrenze auf der Straße liegen, sowohl an den westlichen Grundstücken im Abschnitt von der Blankenburger Straße zum Winkel (vor dem Gewerbegrundstück) und am ostwärtsgerichteten Abschnitt zur Straße 182 weiter eingeschlossen die nördlichen Grundstücke. Anders ist jedoch die Darstellung auf der amtlichen Karte Berlin 1:5000 die von den bezirklichen Vermessungsämtern hergestellt und herausgegeben wird liegen allerdings auch die östlichen Grundstücke 2a–18, wodurch der nordwärtige Abschnitt voll zum Ortsteil gehört und vom ostwärts gerichteten Abschnitt lediglich das Straßenland bis in Höhe 33/34 im Ortsteil liegt, die Grundstücke selbst allerdings nicht. Die Grundstücke 2a–18 | Straße 199 nach Nord von der Blankenburger Straße |
| Straße vor Schönholz (Lage)        | 0630                                    | Schönholz, Ortslage im Westen des Ortsteils                                                                                                 | um 1929             | Die Straßenverbindung war wohl zunächst unbenannt. Die Grundstücke in der bleibenden Nummerierung sind bereits im Adressbuch 1898 unter dem besonderen Abschnitt Schönholz aufgeführt ohne eine zusätzliche Straßenbezeichnung. Ab 1763 siedelten am Rand der königlichen Maulbeerplantage aus Sachsen und Schwaben Leineweber und Tuchmacher für Seide. Diese Kolonie (inzwischen weitestgehend mit dem Volkspark Schönholzer Heide übereinstimmend) erhielt 1791 den Namen Schönholz, hierhin bestand vom Schloss Schönhausen kommend eine Straßenverbindung. Diese Straße liegt zwischen Hermann-Hesse-/Schützenstraße und dem Tuchmacherweg am stillgelegten Friedhof Pankow V. Östlich der Straße liegt das Gartendenkmal des Volksparks Schönholzer Heide. 1943 setzte die Straße vor Schonholz die Germanenstraße (nach Süden) fort und ist mit „Post Bln.=Reinickendorf=Ost“ vermerkt. Daran schließt sich der II. Friedhof d. Gem. Niederschönhausen vor dem Tuchmacherweg an der Ostseite an. Die Grundstücke 1–16 (fortlaufend) folgen bis 17 mit dem Volkspark Schloss Schönholz im Eigentum der Schützengilde. Auf der Westseite befinden sich das Strohschein’sche Haus, im weiteren Laubengelände, zwei Wohnhäuser und Baustellen bis Felseneckstraße ohne Bebauung die Provinzstraße gefolgt vom Altersheim mit der Adresse Provinzstraße 66–71, dann geht sie in die Bismarckstraße über. 1930 bis 1938 ist die Straße vor Schönholz im Adressbuch unter der Ortslage Schönholz getrennt von Niederschönhausen aufgeführt. Die Straße liegt bis zur Bezirksänderung an der Bezirksgrenze zwischen Pankow und Reinickendorf, es sind nur die Bauten (1–17) auf der linken (östlichen) Straßenseite aufgeführt und das Straßenland gehörte zu heutigen Ortsteil. Ab Adressbuch 1939 ist Schönholz nicht mehr getrennt aufgeführt, die Straße vor Schönholz ist im Bestand unverändert. Andererseits ist der Straßenverlauf auf der Karte im Adressbuch von 1915 südöstlich um die Kolonie Schönholz und entlang der Grenze des Vororts Niederschönhausen zu Reinickendorf entlang bis an die Schützenstraße als Germanenstraße geführt, im Adressbuch 1920 ist die Germanenstraße nach Süden von Gemarkung Wilhelmsruh, nach Ost Kepler-, Teutonen-, Sachsen-, Friesen-, Franken-, Normannen-, Cheruskerstraße, Schönholz, Platanenstraße und nach West Kepler-, Cimbern-, Keltenstraße. Der Lauf der Straße vor Schönholz ist unter Schönholz enthalten, aber nicht benannt. Die Germanenstraße geht in Höhe Südrand des Friedhofs in die Straße vor Schönholz über. Zwischen Grundstück 1 und 2a geht der Tuchmacherweg ab. Bis gegenüber der Provinzstraße folgen die Grundstücke bis 16 (fortlaufend) hinter denen der Schießstand liegt. Auf 5 befindet sich eine Discounter-Kaufhalle und daneben eine Tankstelle. In Höhe der Schützenstraße beginnt im Straßenlauf die Hermann-Hesse-Straße. Hier liegt an der Südseite auf Grundstück 20 die Jugendverkehrsschule Pankow. Auf Grundstück 21 befindet sich die Discounter-Kaufhalle, 22 ist eine umzäunte Grünfläche, gefolgt von der Villa auf 23 (Botschaftsvilla der Republik Sambia) bis an die Provinzstraße. Zwischen Provinz- und Klemkestraße stehen die viergeschossigen Mietshäuser auf 25 und 26, und nach der Klemkestraße folgen 26a, 27, 28 mit zwei Siedlungshäusern und einem Gewerbebau. Schließlich liegt die „KGA Straße vor Schönholz“ auf Grundstück 29, von der ein Teil für das Gartencenter auf 30 umgewidmet wurde. | Straße vor Schönholz Ecke Schützenstraße Blickrichtung West |
| Treskowstraße (Lage)               | 0850                                    | Sigismund von Treskow (1864–1945), Landrat des Kreises Niederbarnim, förderte die Erschließung der nördlichen und östlichen Vororte Berlins | nach 1899           | Sie liegt zwischen Waldstraße und Straße 97, parallel zur westlichen Friedrich-Engels-Straße. Die Grundstücke sind in Hufeisennummerierung von der Waldstraße an der Nordseite mit 1 beginnend zur Südecke mit 69 nummeriert, wobei einige wenige unbebaut blieben. Es ist eine vierspurige Asphaltstraße mit Gehwegen und Straßenbäumen, die nördlich der Uhlandstraße in eine unbefestigte, vierspurige Sandstraße ohne Gehwege übergeht. Das Mietshaus Nr. 1 (gemeinsam mit Waldstraße 87) aus dem Jahr 1906,. die Wohnhäuser Nr. 63/64 von 1905/1910 (siehe Bild) und Nr. 65 (1903–1905) sind Baudenkmale Namensgeber war der preußische Landwirtschaftsreformer und Gutsbesitzer Carl von Treskow, der die Erschließung der nördlichen und östlichen Vororte Berlins beförderte. Die Treskowstraße ist von 1903 an im Adressbuch verzeichnet. Bebaut an der Waldstraße mit dem John’schen Haus, zwischen Blücher- und Platanenstraße folgt das Krüger’sche und (gegenüber) das Prohmann’sche Haus, im weiteren Eichen- und Uhlandstraße, lediglich nach Westen gehen die Wrangel- und Moltkestraße ab, an letzterer ist ein Neubau vermerkt. Zehn Jahre später (1913) sind auf Nr. 37 der mit 1–67 nummerierten Wohn- und Mietshäuser (bis 20 Mieter) erbaut. 1923 sind es immer noch 37 bebaute Grundstücke, 1933 sind es 40 und schließlich 1943 46 bebaute Grundstücke wobei seit 20 Jahren sich auf Nr. 12 der Kohlenplatz befindet und 1943 gibt es immerhin noch 24 unbebaute Grundstücke, die abgesehen von 30–36 und 38–42 zwischen Uhland- und Eichenstraße sonst vereinzelt zwischen den Häusern liegen. Vor dem Haus 1 und 59 liegen jeweils zwei Stolpersteine. | Treskowstraße von der Kuckhoffstraße nach Norden |
| Tschaikowskistraße (Lage)          | 0410                                    | Peter Tschaikowski (1840–1893), russischer Komponist                                                                                        | 4. Mai 1950         | Von 1789 als Charlottenburger Weg und vor 1900 in Kaiserin-Augusta-Straße umbenannt, erfolgte die jetzige Namensgebung 1950 im Zusammenhang mit den Namensänderungen im Städtchen Pankow. Sie ist eine Querstraße der Grabbeallee und liegt zwischen Hermann-Hesse-Straße bis zum Kreuzgraben in Richtung zum Schloss Schönhausen. Tschaikowskistraße 1 ist die Postadresse des Schlosses. Mehrere Häuser der Straße stehen teilweise mit ihren Vorgärten und Nebengebäuden auf der Denkmalsliste. Dazu gehören das Ensemble 39–50, sowie einzelne Häuser der Gesamtanlage. In der Straße wurde das „Gästehaus der DDR-Regierung [als] vierstöckige Gebäude 1968 gebaut. Während hohe Staatsgäste wie Fidel Castro, Indira Gandhi, Willy Brandt und Michail Gorbatschow im Schloss Schönhausen übernachteten, zogen die Mitarbeiter und das Sicherheitspersonal ins benachbarte Gästehaus.“ | Tschaikowskystraße ach Osten ab Kreuzgraben · Tschaikowskistraße nach Osten ab Hermann-Hesse-Straße |
| Tuchmacherweg (Lage)               | 0180                                    | Tuchmacher, die hier wegen der Maulbeerplantage angesiedelt wurden                                                                          | 23. Jan. 1931       | Vor 1929 zunächst als Schulweg angelegt und 1931 umbenannt. Sie führt als Stichstraße von der Straße vor Schönholz nach Nordost in die Schönholzer Heide hinein und liegt am südlichen Rand des Friedhofs Pankow V. Im Adressbuch von 1943 ist sie mit dem Vermerk „Post Berlin=Reinickendorf=Ost“ von der Straße vor Schönholz über einen Privatweg in die Schönholzer Heide führend und in Orientierungsnummerierung sind auf der linken Seite (Friedhofsseite) die Grundstücke 1–17 und rechts auf 2–16 (gerade) mit insgesamt sieben Wohnhäusern bebaut. Die Grundstücksnummerierung besteht noch, mehrere der Grundstücke auf der Friedhofsseite (einschließlich 12a) wurden erst in den 2000er Jahren mit Siedlungshäusern neu bebaut. Die Eckgrundstücke 1 und 2a, 2b gehören zur Straße vor Schönholz. | Tuchmacherweg zur Germanenstraße aus der Sackgasse |
| Uhlandstraße (Lage)                | 1310                                    | Johann Ludwig Uhland (1787–1862), Schriftsteller und Politiker                                                                              | 1899                | Sie liegt zwischen der Straße Zingergraben und der Dietzgenstraße und kreuzt die Friedrich-Engels-Straße. Das Wasserwerk im Haus Nr. 20 ist ein Baudenkmal. | Baudenkmal Wasserwerk · Uhlandstraße nach Ost von Waldstraße |
| Vereinssteg (Lage)                 | 0170                                    | Verein, hier Gemeinschaft der Siedler | nach 1938           | Anfangs amtlich als Straße 84 benannt ist es der fünfte Weg der Siedlung ab Straße 79 ostwärts gezählt geht er direkt von der Straße vor Schönholz ab. Die unbefestigte Straße gehört zur Siedlung „Kleingartenkolonie Schönholz“ zwischen Sowjetischem Ehrenmal und S-Bahn und liegt südlich quer zum Mittelsteg am östlichen Rand der Siedlung. Im Adressbuch 1941 ist der Vereinsweg mit den Zusätzen „Amtl. Benennung Straße 84“ und „Post Bln.=Reinickendorf O.“ aufgenommen, die Grundstücke 1 zwischen Wald- und Mittelsteg und 2–7 zwischen Mittelweg und Straße vor Schönholz sind bebaut. Der Verekrhsweg Vereinsteg beginnt zwischen Grundstück Waldsteg 1 und 2, es folgen links (nördlich) die Siedlungshäuser Vereinssteg 1, 1a, 2 und rechts 5, 6, 7 durchgehend. Der Weg führt am Mittelweg (Grundstück 56) vorbei nach Südost auf das Gelände der Berliner Mauer, die einst auf einem 100 Meter breiten Streifen bis zum Bahndamm der Nordbahn mit ihren Grenzeinrichtungen stand. Die Ortsteilgrenze zwischen Niederschönhausen und Reinickendorf liegt am Ostrand des Bahndamms, nach dem Zweiten Weltkrieg war es die Grenze zwischen den Westsektoren und dem sowjetischen Sektor, inzwischen als Berliner Mauerweg genutzt. | Vereinssteg Ecke Mittelsteg Blickrichtung Süd |
| Wackenbergstraße (Lage)            | 1420 (im Ortsteil)                      | Wackenberg, Ortsteil von Saarbrücken | 11. März 1937       | Von den Nationalsozialisten wurde die Hermannstraße in Erinnerung an die Kundgebungen auf dem Wackenberg benannt, als das Saargebiet nach der Abstimmung von 1935 wieder zu Deutschland kam. Die Wackenbergstraße liegt zwischen der Dietzgen- und der Grumbkowstraße und führt ab Straße 199 in den Ortsteil Französisch Buchholz weiter. Die Wohn- und Gewerbestraße ist mit Ein- und Mehrfamilienhäusern bebaut, am nordwestlichen Ende grenzt die Straße an den Brosepark. Im mittleren Bereich stehen einige ungenutzte Gewerbebauten aus DDR-Zeiten, die auf Abriss oder Verschönerung warten. Die Änderung von einer Wohnstraße (im alten Teil) zu einer Gewerbestraße verläuft sichtbar von West nach Ost, wobei dann im Buchholzer Abschnitt auch die Straße zum unbefestigten Fahrweg wird. Bereits vor 1900 wurden hier Straßen östlich vom Zentrum des Vororts um Brosepark und Herthaplatz angelegt, so auch die nach dem männlichen Vornamen benannte Hermannstraße, bei deren Benennung auch Hermann der Cherusker für die um 1900 angelegte Straße die Namenswahl beeinflusst haben kann. Im Adressbuch von 1903 ist auf einem Grundstück zwischen Hertha=Platz und Charlottenstraße das Wohnhaus des R. Schäfer mit einer Schmalzsiederei eingetragen. | Wackenbergstraße nach West ab Grumbkowstraße · Wackenbergstraße in Höhe Nr. 88 nach West |
| Waldemarstraße (Lage)              | 0390                                    | Waldemar von Brandenburg (1280–1319), Markgraf                                                                                              | 1899                | Die Straße liegt zwischen dem Rosenthaler Grenzweg und dem Herthaplatz / Buchholzer Straße mit einer Unterbrechung an der Fritz-Reuter-Straße. | Waldemarstraße vom Herthaplatz nach Nord · Waldemarstraße nach Nord ab Schillerstraße |
| Waldowstraße (Lage)                | 0740                                    | Wilhelm von Waldow (1856–1937), Königlich preußischer Staatsminister, Landrat des Kreises Niederbarnim                                      | 1894                | Die ruhige Wohnstraße mit Ein- und Mehrfamilienhäusern liegt zwischen Schillerstraße und Herthaplatz, und hier zum Eingang des Friedhofs Pankow IV. In der Denkmalsliste ist das Wohnhaus von Max Skladanowsky in der Waldowstraße 28 aus den Jahren 1896 bis 1899 aufgenommen. | Waldowstraße vom Herthaplatz nach Nord |
| Waldsteg (Lage)                    | 0820                                    | Nordwärts der Wald der Schönholzer Heide | nach 1935           | Die unbefestigte Straße an der Schönhauser Heide entlang wurde um 1938 angelegt, jedoch erst später benannt. Im Adressbuch 1940 ist der Waldsteg unter diesem Namen als „keine amtl. Bezeichnung“ genannt, zudem ist die Angabe „Post Bln.=Reinickendorf O.“ aufgenommen. Die rechte Seite ist mit dem Volkspark bis Gemarkung Rosenthal (Wilhelmsruh) und die rechte Seite mit den Grundstücken 1–43 (fortlaufend) zwischen Straße vor Schönholz und Straße 79 vermerkt. Bis zur Straße 78 (1–12, samt 11a) sind die Grundstücke bebaut, danach bis Straße 79 folgen elf Wohnhäuser, unbebaute Baustellen (12a, 13, 17, 18, 31, 37, 38, 41) und unvergebene Parzellen (32–34 und 44–51), 21–30 existieren nicht. Inzwischen bestehen die bebauten Grundstücke 1–18 (teilweise mit Zusatz a geteilte), 20, 21, 23 und weiter 35 bis 50 (ohne 48, 49). Grundstück 60 mit der KGA Am Bahnhof Wilhelmsruh gehört zu Wilhelmsruh, es folgen auf der Parkseite 62 (Tennisplatz), 64 (zum Ehrenmal), 65 (Restaurant-Café Bild von der historischen Waldschänke im Waldsteg 20). Der Weg gehört zur Siedlung zwischen Sowjetischem Ehrenmal und S-Bahn und liegt zwischen der Straße vor Schönholz und der Ortsteilsgrenze zu Wilhelmsruh, es ist der Zugang zu diesem Siedlungsgebiet dessen nördliche Begrenzung zur Schönholzer Heide sie bildet. Nach 1961 führte er zur Siedlung die nahe der Berliner Mauer lag. Das anliegende Ehrenmal der sowjetischen Gefallenen im Volkspark Schönholzer Heide und der Volkspark Schönholzer Heide sind als Gartendenkmal verzeichnet. Die Straße gehört zur „Kleingartenkolonie Schönholz“, die bis zur Neugliederung der Verwaltungsbezirke 1938 zu Reinickendorf gehörte, noch 1940 ist für die angrenzenden 80er Straßen „Post Bln.=Reinickendorf O.“ zugefügt. | Waldsteg Ecke Genossenschaftssteg (östlicher Anschluss) Blickrichtung West |
| Waldstraße (Lage)                  | 1100                                    | Hiesige Reste des königlichen Forstes | vor 1900            | Die Straße liegt zwischen der Nordend- und der Hermann-Hesse-Straße, parallel zur östlicheren Dietzgenstraße. An der Waldstraße 83 steht eine mehr als hundert Jahre alte Eiche, die 2003 altersgerecht zurechtgestutzt wurde, um den im Absterben befindliche Baum noch einige Jahre zu erhalten. Die Waldstraße parallel zur Dietzgenstraße nach dem Wald der Schönhauser Fichten benannt. Auf der Karte von 1905 sind Teile der vormaligen Waldgebiete an der Straße noch vorhanden, allerdings wurde die ursprüngliche Straßenplanung nicht vollständig realisiert. | Waldstraße von Ecke Fritz-Erpenbeck-Ring nach Norden |
| Walhallastraße (Lage)              | 0520                                    | Walhalla, Ort der altnordischen Sage | vor 1912            | Zwischen der Einrichtung der Straße im Jahr 1904 und ihrer Umbenennung hieß sie zunächst Donarstraße nach dem germanischen Gott Donar. Sie liegt zwischen der Germanenstraße und verläuft über die Hundingstraße bis zu An den Zingerwiesen. | Walhallastraße Ecke Germanenstraße Blickrichtung Ost · Walhallastraße nach Südwest nahe Wodanstraße |
| Wilhelm-Wolff-Straße (Lage)        | 0750                                    | Wilhelm Wolff (1809–1864), Publizist | 31. Mai 1951        | Die Straße liegt zwischen Treskowstraße und Zingergraben über die Friedrich-Engels-Straße hinweg. Sie endet im Westen am Zingergraben vor der ‚KGA Zingertal‘. In der Trasse war seit 1899 die Moltkestraße nach Helmuth Karl Bernhard von Moltke, Chef des Großen Generalstabs Preußens, benannt. Auf der Karte von 1915 ist sie zwischen Friesen- und Treskowstraße eingezeichnet, wobei im Süden westlich vom Kaiserweg (seit 1951 Friedrich-Engels-Straße) Forst besteht die Nordseite ist unbebaut. In den Forst setzt sich die Straße 26 über die Blumenthalstraße hinweg fort. Am 4. Juni 2002 wurde die Straße 73 teilweise als Stichstraße einbezogen und ist seither die Stichstraße in Richtung KGA „Alte Baumschule“. Die Straße 73 ist schon im Adressbuch 1932 als unbebaute eigenständige Straße genannt, damals von der Moltkestraße abzweigend. Das Landhaus Nr. 8 aus den Jahren 1903–1909 ist als Baudenkmal in der Liste aufgenommen. In der Wilhelm-Wolff-Straße 39 „war bis 1953 das einzige jüdische Kinderheim in der DDR.“, seit den 1990er Jahren befindet sich darin das „Hospiz Sonnenhof für unheilbar kranke Kinder“. In der NS-Zeit 1925 sind auf der Nordseite von den fortlaufend nummerierten 49 Grundstücken die Grundstücke 1–4, 6 bebaut (4 und 6 mit Mehrparteienhäusern), auf dem Grundstück 8/9 befindet sich das Jüdische Säuglingsheim. Auf der Südseite steht auf 35 ein Mehrparteienhaus mit 18 Mietern an der Blumenthalstraße und östlich vom Kaiserweg sind 46–48 mit Einfamilienwohnhäusern und 49 mit einem Mehrparteienhaus. | |
| Wodanstraße (Lage)                 | 0700                                    | Wodan, germanischer Gott des Sturmes | vor 1911            | Nachdem Bebauungsplan als Straße 35 trassiert wurde sie unter diesem Namen anfangs auch geführt. Die Straße liegt parallel zur Germanenstraße zwischen dem Ende der Nordend- und der Kuckhoffstraße. | Wodanstraßen nach Westen nahe Am Iderfenngraben · Wodanstraße nach Westen nahe Platanenstraße |
| Woglindestraße (Lage)              | 0100                                    | Woglinde aus der Nibelungensage | 23. Feb. 1925       | Vorher als Straße 95 des Bebauungsplans trassiert wurde sie 1925 angelegt und benannt. Die Woglindestraße mit den Grundstücken 1–10 (fortlaufend) ist eine südliche Stichstraße von der Walhallastraße abgehend. Im Adressbuch 1935 sind zehn Grundstücke verzeichnet zwischen Walhalla- und Platanenstraße, allerdings ist an der Platanenstraße eine Baustelle angegeben, ohne dass dafür Grundstücksnummern genannt sind. Inzwischen endet die Woglindestraße an der Rückseite der Grundstück Platanenstraße 53, 52 durch die der Iderfenngraben offen verläuft. | Woglindestraße nach Südost ab Ecke Walhallastraße |
| Zingergraben (Lage)                | 0520                                    | Straßenverlauf am Zingergraben entlang | 9. Nov. 1926        | Vorher als Straße 69 bezeichnet. Die insgesamt 30 Meter breite Straßenfläche liegt am Wasserlauf des Zingergrabens zwischen dem unbefestigten Teil der Uhlandstraße etwas nördlicher von der Platanenstraße am LSG Zingerwiesen und der KGA ‚Am Anger‘ und der Wilhelm-Wolff-Straße im Süden, hier weicht der Wasserlauf zur Kolonie Zingertal dann vom Straßenlauf. Die Straße besteht aus zwei Pflasterstraßen östlich und westlich vom Zingergraben, der überbrückt wird von Platanenstraße, Am Iderfenngraben und Kuckhoffstraße. Zur Straße gehören die fortlaufend nummerierten Grundstücke 18–30 auf der Ostseite und 62–65, 76–78 gegenüber, Eckgrundstücke sind vorwiegend den Querstraßen zugeordnet. Diese Grundstücke sind laut Adressbuch 1943 schon bebaut. Zum projektierten und trassierten Verlauf vergleiche Straße 69 | Zingergraben nach Süden von Platanenstraße über den Graben |
| Zollbrücker Straße (Lage)          | 0120                                    | Zollbrücke, Wohnplatz im Ortsteil Zäckericker Loose der amtsangehörigen Gemeinde Oderaue im Landkreis Märkisch-Oderland                     | 26. Nov. 1925       | Vorher als Straße 80 bezeichnet. Sie bildet mit der Uhland- und der Dehmelstraße ein Dreieck, das an das LSG Zingerwiesen angrenzt. Im Adressbuch 1943 zwischen Gneisenau- und Uhlandstraße ist sie bereits auf 10 Grundstücken mit Einfamilienhäusern bebaut, auf 1 ist ein Garten und 8–11 und gegenüber auf 7 sind Baustellen notiert. Die Uhlandstraße ist hier eine unbefestigte Wegeführung am LSG Zingerwiesen. Derzeit sind die Grundstücke 1–6 (fortlaufend Ostseite) und 12–16 bebaut, an der Dehmelstraße ist ein Platz von 25 × 35 m² gebildet. | Zollbrücker Straße von Ecke UlandstraßeNiederschönhausen. |

## Geplante und einstige Straßen
Die Nummern-Straßen sind und waren teilweise doppelt vorhanden. Ursache dafür ist es, dass ein Teil des heutigen Pankower Ortsteils zu Reinickendorf Ost gehörte und so Straßen nach Reinickendorfer Bebauungsplan andere von Niederschönhausen aus projektiert, trassiert und angelegt wurden. Die amtlichen Namen der 80er-Straßen in der Lauben- und Schrebergartenkolonie Schönholz wurden letztlich mit den (zunächst) inoffiziellen Wegenamen (Endung „-steg“) in die amtliche Liste aufgenommen, sie liegen westlich der Germanenstraße. Die im Norden zu Rosenthal / Wilhelmsruh liegenden Straßen mit 80er-Zahlen in den Adressbüchern befanden sich in dem erst später genau trassierten Gebiet der Zollbrücker Straße und westlich davon. Von diesem Gebiet verblieben die unbenannte Straße 89 – eine südliche Stichstraße der Nordendstraße – und die Straße 90 – als verlängerte Sachsenstraße zwischen Wodan- und über die Frickastraße hinaus, die vormals als Straße 88 verzeichnet war. Für die verzögerte Ausbildung der Struktur am Nordrand des Ortsteils zu Nordend hin stehen auch die Straße 97 und Straße 101, und die erst 1990 erfolgte Benennung der Straße 98. Die Trassenlagen auf der nebenstehenden Karte von 1915 geben ein Bild der Besiedlungsfolge.
Niederschönhausen mit Schönholz ist vom „Adressbuch für Berlin und seine Vororte 1898“ an unter den Vororten, später als Ortsteil des Verwaltungsbezirks Pankow aufgenommen. 1898 werden die folgenden Straßen namentlich ausgewiesen: Beuth-, Bismarck-, Blankenburgerstraße, Buchholzerstraße, Friedrich Wilhelmstraße, Kaiserin Augustastraße, Kaiser Wilhelmstraße, Kronprinzen-, Lindenstraße, Prinz Heinrichstraße (unbebaut), eine Privatstraße (von der Kaiserin Augustastraße abgehend mit dem Haus des Malermeisters J. Scheffel), der Rosenthaler Grenzweg (westlich der Kaiser Wilhelmstraße), das Königl. Schloss (verwaltet vom Kastellan A. Sauer und bewohnt von Parkwächter, Gärtner, Schlosswächter und Schlossdiener), Schloß=Allee (mit 23 Häusern von der Blankenburgerstraße abgehend), Victoriastraße, Waldstraße und Waldowstraße. 1901 sind zusätzlich Eichen-, Hermann- und Idastraße aufgenommen.
| Vormaliger Straßenname            | von           | bis           | umbenannt                               | Anmerkungen und aktueller Name |
| --------------------------------- | ------------- | ------------- | --------------------------------------- | --- |
| Altenbergstraße                   | 9. Nov. 1926  | 15. Mai 1938  | → Altenberger Weg                       | Die Straße wurde nach der Stadt Altenberg benannt und im weiteren an die üblichen Rechtschreibregeln nach Duden angepasst. Diese anfängliche Beschreibung findet sich auch bei anderen Straßen, wie der zu Karower Straße gewandelte Name anfänglich und wohl auch alternativ Karowstraße hieß. |
| Bahnsteg                          | nach 1935     | nach 1960     | aufgehoben                              | Die unbefestigte Straße verlief in der „Kleingartenkolonie Schönholz“ parallel zum Bahndamm der bereits zum Ortsteil Reinickendorf gehört. Für 1943 ist der Bahnsteg zwischen Felseneckstraße über die 80er Straßen bis Straße 79, Laubengelände an die Gemarkung Rosenthal (Wilhelmsruh) verzeichnet. Spätestens mit dem Bau der Berliner Mauer kam der Verlauf in den Grenzbereich zwischen West- und Ost-Berlin und wurde mit Vor- und Hauptmauer und Postenweg überbaut, seit den späten 1990er als Berliner Mauerweg genutzt. Die entfernten Grenzbefestigungen ließen Platz für das „Birkenwäldchen auf dem ehemaligen Todesstreifen“. |
| Bahnhofstraße                     | nach 1905     | 9. Nov. 1994  | → Am Bürgerpark                         | Sie lag entlang vom Bahnhof Schönholz am Gelände des Güterbahnhofs zwischen Schützenstraße und der Spandauer Straße in der Landgemeinde Pankow. Im Jahr 1877 wurde die Nordbahn ausgebaut und die Bahnhöfe Pankow-Nordbahn (Prinzenallee) und Schönholz eingerichtet. |
| Bismarckplatz                     | 1899          | 23. Mai 1951  | Kurt-Fischer-Platz                      | Vor 1900 wurde der Platz an der Kreuzung Bismarckstraße mit Kaiserweg/Lindenstraße nach dem ersten Reichskanzler Otto von Bismarck benannt. Der Platz an der Kreuzung von Hermann-Hesse-Straße und Friedrich-Engels-Straße/Grabbeallee wurde 1951 nach dem Widerstandskämpfer gegen das NS-Regime, den sächsischen Innenminister und Leiter der Deutschen Zentralverwaltung für Inneres in der SBZ Kurt Fischer benannt. Der Platz im Straßenzug der Hermann-Hesse-Straße wurde 1992 als Pastor-Niemöller-Platz benannt. |
| Bismarckstraße                    | 1899          | 23. Mai 1951  | Kurt-Fischer-Straße                     | Die Straße zwischen Wilhelmstraße (nunmehr Seitenast der Dietzgenstraße zum Schloss) und der Harligstraße (inzwischen vom Friedhof belegt) wurde nach dem ersten Reichskanzler Otto von Bismarck benannt und setzte sich in der Schützenstraße fort. 1951 wurde die Straße nach dem Widerstandskämpfer gegen das NS-Regime, sächsischen Innenminister und Leiter der Deutschen Zentralverwaltung für Inneres in der SBZ Kurt Fischer benannt. 1992 wurde der Straßenzug, verlängert um ein Stück der Schützenstraße, in Hermann-Hesse-Straße benannt. |
| Blücherstraße                     | 1899          | 23. Mai 1951  | → Kuckhoffstraße                        | Die Straße ist zwischen der Wilhelmstraße (seit 1950 Dietzgenstraße) über den Kaiserweg (seit 1951 Friedrich-Engels-Straße) bis an den Zingergraben trassiert worden und nach dem bekannten „General Vorwärts“ aus den Napoleonischen Kriegen Gebhard Leberecht von Blücher, Fürst von Wahlstatt benannt. 1951 wurde sie umbenannt, wobei der Abschnitt bis Friesenstraße hinzukam. |
| Charlottenburger Straße           | vor 1900      | vor 1915      | → Rosenthaler Grenzweg                  | Die Straße lag am Nordrand der Ortsgrenze und führte von der Blankenburger Straße nach Westen zur Grenze zum Vorort Buchholz, der bis dahin durchgehende Verlauf ist nicht vollendet und die Straße ist nicht bebaut. Es ist die nördliche Parallelstraße zur Schillerstraße, die ebenfalls nur an der Ecke Kaiserstraße bebaut war. Mit dem Bau des Straßenbahnhofs Nordend wurde der Anschluss zur Blankenburger Straße unterbrochen. 1925 ist die Fortsetzung westlich (vorher: Rosenthaler Grenzweg) bereits als Nordendstraße aufgenommen, die Charlottenburger Straße für Niederschönhausen nicht mehr aufgenommen. In fünf anderen Berliner Ortsteilen gibt es diesen Straßennamen jedoch noch. Der (ursprüngliche) Rosenthaler Grenzweg ist 1925 entfallen. Auf der Karte von 1915 liegt die (bereits benannte) Nordendstraße in Nordend (Gemeinde Rosenthal) und die Charlottenburger ist im Verlauf entfallen. Im Nachweiser für Berlin und Umgebung 1925 ist die Straße als Rosenthaler Grenzweg verzeichnet. |
| Charlottenburger Weg              | 1789          | vor 1900      | Kaiserin-Augusta-Straße                 | Der Weg vom Schloss Schönhausen an Schönholz vorbei war zum Schloss Charlottenburg gerichtet. Die Trasse trägt seit 1950 den Namen Tschaikowskistraße nach dem russischen Komponisten. |
| Cheruskerstraße                   | vor 1908      | nach 1927     | aufgegeben                              | Die Straße benannt nach dem germanischen Stammesverband der Cherusker war zwischen Friesen- und Germanenstraße an der damaligen Gemarkungsgrenze projektiert. Sie hätte am Nordrand des Friedhofs Schönholz gelegen. Da sie durch den Nordteil der Schönholzer Heide geführt hätte wurde sie nach einem Bürgerprotest nicht angelegt. |
| Danckelmannstraße                 | vor 1908      | 10. März 1937 | Wahnschaffestraße                       | Die Straße wurde 1908 im Berliner Adressbuch genannt. Die Namenswahl nach dem Leiter der Forstakademie Eberswalde Bernhard Danckelmann wurde gewählt, da die Straße zu dem um die Jahrhundertwende in der Schönholzer Heide projektierten „Forstviertel“ gehörte. 1910 noch unbebaut. 1937 erfolgte die Umbenennung nach dem Geologen Wahnschaffe, der sich durch die geologischen Kartierung des norddeutschen Flachlands und die Eiszeitforschung verdient gemacht hatte. Die weitere Umbenennung von 1951 als Leonhard-Frank-Straße wurde an die nahe gelegene Erich-Weinert-Siedlung angepasst. |
| Dohnastraße                       | nach 1908     | nach 1961     | überbaut                                | Die Straße östlich parallel zur Grumbkowstraße zwischen Blankenburger und Pankower Straße gelegen wurde im Berliner Adressbuch 1910 genannt und nach 1961 überbaut. Auf dem Stadtplan von 1954 ist die Dohnastraße noch eingetragen. Sie wurde nach Sophie Theodore Gräfin von Dohna benannt, die 1664 auf dem Gut Niederschönhausen ihren Sitz nahm und das Gebiet um die Panke entwässern ließ. Nach dem Tode wurde das Gut an Grumbkow verkauft. Die Namenswahl dieser Straße am östlichen Gemarkungsrand als lokale Persönlichkeit erfolgte passend zu den Nebenstraßen. Im Adressbuch 1930 ist die Straße zwischen Schloßallee und Blankenburger Straße über die Rolandstraße kreuzend angegeben. In Hufeisennummerierung von der Schlossallee rechts beginnend sind die Grundstücke 29, 31, 36, 37 mit Wohnhäusern bebaut. |
| Donarstraße                       | nach 1904     | vor 1912      | → Walhallastraße                        | Mit der Trassierung wurde die von der Germanenstraße abgehende Straße (wohl) zunächst nach dem germanischen Donnergott Donar benannt, passend zu den umgebenden Straßen an der Grenze zu Rosenthal. Sie wird im Adressbuch von 1907 nicht aufgeführt, die Lage der Straße ist auf der Karte (ohne Namen) eingezeichnet. 1915 noch unbebaut heißt sie bereits Walhallastraße und liegt zwischen Germanenstraße über die Wodanstraße hinweg bis zum Zingergraben und geht unmittelbar in die Eichenstraße über. Die Walhallastraße wurde später verkürzt und endet vor dem LSG Zingerwiesen. |
| Dorfstraße                        | nach 1790     | um 1892       | Kaiser-Wilhelm-Straße                   | Diese älteste und zentrale Straße des Dorfes Niederschönhausen, auch als Hauptstraße, hatte nach Süd Anschluss zum Schloss Schönhausen. Mit dem zunehmenden städtischen Charakter der Bebauung wurde sie nach dem residierenden Deutschen Kaiser als Kaiser-Wilhelm-Straße benannt. 1951 folgte die Umbenennung in Dietzgenstraße |
| Dorfstraße nach Niederschönhausen | nach 1600     | um 1892       | Schloßstraße                            | Die Verbindung zwischen den Dörfern Pankow und Niederschönhausen führte am Schloss Schönhausen vorbei, südlich vom Schloss war dieser Name üblich. Am Ende des 19. Jahrhunderts wurde für diese Verbindung am Schloss vorbei die Schloßstraße bis nach Niederschönhausen hinein. Im Mai 1948 erfolgte die Benennung als Ossietzkystraße von Pankow her, nördlich der Pankebrücke erfolgte im Bezirk Pankow die durchgehende Namensvergabe. |
| Eisenmengerweg                    | 3. Dez. 1937  | 6. Nov. 1951  | Majakowskiweg                           | Die Mittelstraße im heutigen Majakowskiring (vormals: Kronprinzen-/Victoriastraße) bestand schon vorher als Prinz-Heinrich-Straße und wurde 1937 nach dem Hebraisten und Wegbereiter des neuzeitlichen Antisemitismus Johann Andreas Eisenmenger benannt. Sodann geschah die Umbenennung nach der NS-Zeit als Majakowskiweg. Der 1994 nach dem Klarnamen des Schriftstellers Hans Fallada als Rudolf-Ditzen-Weg benannt wurde, der sein Grab in Pankow gefunden hatte. |
| Felseneckstraße                   | 20. Mai 1937  | 31. Juli 1947 | → Klemkestraße                          | Der Schönholzer Weg wurde in der NS-Zeit 1937 nach der Kolonie Felseneck in Reinickendorf benannt. Mitte 1932 überfiel ein Sturmtrupp der SA die Reinickendorfer Kolonie Felseneck, die vorwiegend von Arbeitern besiedelt war, bei diesem Überfall wurde der Kommunist Fritz Klemke erschossen. Der ungesünde Mord führte 1947 zur Ehrung des Opfers, indem die Straße nach ihm benannt wurde. |
| Frankenstraße                     | vor 1908      | nach 1927     | aufgegeben                              | Die Straße benannt nach dem germanischen Volksstamm der Franken war zwischen Friesen- und Germanenstraße an der damaligen Gemarkungsgrenze projektiert. Da sie durch den Nordteil der Schönholzer Heide geführt hätte wurde sie nach einem Bürgerprotest nicht angelegt. Im Adressbuch 1910 ist sie quer zur Straße 35 unbebaut genannt. |
| Friedrich-Wilhelm-Straße          | nach 1895     | 3. Mai 1950   | → Stille Straße                         | Die parallel zur Schloßstraße liegende Verbindung von Kronprinzenstraße zur Kaiserin-Augusta-Straße wurde nach Kaiser Friedrich III. benannt. Im Jahre 1950 wurde die unbedeutende, aber mit Stadtvillen bebaute Straße unter Verzicht auf die Hohenzollern-Tradition umbenannt. |
| Genossenschaftsweg                | um 1935       | nach 1961     | → Genossenschaftssteg                   | Der Name des Zentralwegs der in Ende der 1920er Jahre auf Reinickendorfer Gebiet angelegten Genossenschafts-Siedlung „Kleingartenkolonie Schönholz“ wurde unter Namensanpassung an die umgebenden Zugangswege im Straßennamen als ‚-steg‘ angepasst. |
| Georgstraße                       | vor 1900      | nach 1903     | → Buddestraße                           | Die Georgstraße wurde am Rand von Reinickendorf Ost bei der Besiedlung um die Provinzstraße trassiert und erhielt einen Namen nach dem als 1619 in Brandenburg regierenden Kurfürst Georg Wilhelm. Bald wurde der Name der kurzen Straße zwischen Provinzstraße und Einfahrt zum Güterbahnhof nach dem Chef der Eisenbahnabteilung des Generalstabs Hermann Budde benannt, er war Staatsminister und Minister für öffentliche Arbeiten und Generaldirektor der Deutschen Waffen- und Munitionsfabrik in Berlin. Für 1910 ist als einziger Bau auf Grundstück 8 ein Fabrikgebäude der Maschinen- und Mühlenbaugesellsch. m.b.H. von Ingenieur Bollenbach in Reinickendorf Ost verzeichnet. |
| Gneisenaustraße                   | vor 1910      | 30. Mai 1951  | → Dehmelstraße                          | Die Straße ist auf der Karte im Adressbuch 1909 als verzeichnet und nach August Neidhardt von Gneisenau benannt. Im 1911er Adressbuch ist sie auch im Adressteil, aber unbebaut, aufgenommen. Sie wurde neu angelegt. Sie liegt parallel zu weiteren nach preußischen Militärs benannten Straßen zwischen Blumenthalstraße und der (damals) unbenannten westlichen Parallelstraße (1915: Straße 33, seit 1926 Zingergraben) |
| Hartigstraße                      | vor 1908      | nach 1931     | aufgehoben                              | Die Straße wurde für das projektierte Forstviertel vorgesehen und zwischen Schützenstraße und Danckelmann-/Cottastraße angelegt. Benannt wurde sie nach dem Forstwissenschaftler Georg Ludwig Hartig, der an der Berliner Universität den Lehrstuhl Forstwirtschaft in Eberswalde einrichtete. Als dieses geplante Villenprojekt nicht umgesetzt wurde, blieb die Straße unbebaut. Vorher wurde der Friedhof am Nordrand von der Hartigstraße begrenzt. Nach der Aufhebung der Hartigstraße verblieb die Fläche als Städtisches Grundstück wurde aber noch nicht als Friedhof genutzt. Um 1940 wurde dieser nach Norden auch über die Reußstraße bis Podbielskistraße erweitert. An die Lage der Hartigstraße erinnert ein Hauptweg im Friedhof. Die Hartigstraße ist 1931 noch im Adressbuch verzeichnet, 1932 nicht mehr. |
| Hohenzollernplatz                 | vor 1908      | 10. März 1937 | Seckendorffplatz                        | Der Platz ist 1907 noch unbenannt aber schon als zentraler Platz für das projektierte Forstviertel vorgesehen, ein runder Schmuckplatz an der Kreuzung von Danckelmann- und Podbielskistraße. Die Bedeutung des Platzes in der Planung wurde durch die Benennung nach den Hohenzollern, dem Herrschergeschlecht der preußischen Könige und Deutschen Kaiser zu benennen. Im Adressbuch 1908 ist er für den Vorort Niederschönhausen aufgeführt mit dem Vermerk „geh.z.Postbez.Pankow“. Bebaut ist er mit dem Bock’schen Haus und rundum sind Baustellen genannt. 1937 wurde nach dem Forstwissenschaftler Seckendorff umbenannt, wobei an andere Personen, wie den Reichsgerichtspräsidenten Seckendorff-Gutend angelehnt sein. Die Umbenennung des Platzes erfolgte zusammen mit der durchführenden Straße. Der Platz wurde 1951 an der Erich-Weinert-Siedlung liegend zusammen mit der kreuzenden Straße nach dem Schriftsteller Heinrich Mann benannt → Heinrich-Mann-Platz. |
| Kaiserin-Augusta-Straße           | um 1893       | 3. Mai 1950   | → Tschaikowskistraße                    | Die vom Schloss (das der Kaiserfamilie gehörte) nach Westen führende Straße wurde nach der Augusta von Sachsen-Weimar-Eisenach Ehefrau Kaiser Wilhelms I. benannt. 1897 ist sie zwischen Schloßpark und Bismarckstraße über die Lindenstraße hinweg notiert. |
| Kaiserweg                         | nach 1900     | 24. Mai 1951  | → Friedrich-Engels-Straße               | Die in Richtung zur Villenkolonie Rosenthal-Nordend gerichtete Straße parallel zur Treskowstraße führt vom Bismarckplatz nach Nordost über die Uhlandstraße führende Straße wurde nach dem Deutschen Kaiser benannt. Parallel zur Treskowstraße führt sie vom Bismarckplatz nach Nordost über Moltke-, Wrangel-, Blücher-, Zieten-, Platanen-, Eichen- und noch über die Uhlandstraße. hinaus. 1905 sind nahe der Moltkestraße die Grundstücke 6, 65, 66 (fortlaufend) bebaut, die anderen Grundstücke (wohl) der Terrain-Gesellschaft Niederschönhausen m.b.H. gehörend sind unbebaut. Insbesondere ist der Verlauf nach Norden zunächst offen wird jedoch nach Nordend weitergeführt. |
| Kaiser-Wilhelm-Straße             | um 1893       | 11. Apr. 1951 | → Dietzgenstraße                        | Die vom Schloss (das der Kaiserfamilie gehörte) nach Norden (ins Ortszentrum) führende Straße wurde nach dem Kaiser Wilhelm I. benannt. Im Adressbuch 1897 ist sie für den Vorort Niederschönhausen vom Königl. Schloß über Blankenburger Straße und Beuthstraße bis Bismarckstraße notiert. |
| Keplerstraße                      | um 1904       | 28. Jan. 1936 | → Heegermühler Weg                      | Im Adressbuch für 1905 ist die zwischen Rosenthaler Feldmark und Germanenstraße aufgenommene Kepplerstraße mit zwei Mehrparteienhäusern bebaut ist aber nach Karte über diese hinaus trassiert. Im Adressbuch zu 1903 fehlt sie noch. Die anfängliche Schreibung der nach dem Astronomen Johannes Kepler benannten Straße geht (wohl) auf die alternative Namensschreibweise zurück. |
| Kronprinzenstraße                 | vor 1900      | 4. Mai 1950   | → Majakowskiring (nördlicher Abschnitt) | Wilhelm von Preußen war zur Benennung der Straße um 1900 der Kronprinz als Nachfolger des Deutschen Kaisers. Sie liegt 1903 mit sechs Villen bebaut zwischen Schloßpark/Schloßstraße über Friedrich-Wilhelm- sowie Prinz-Heinrich-Straße zur Victoriastraße, als nördlicher Ringabschnitt. |
| Kurt-Fischer-Platz                | 24. Mai 1951  | 26. Aug. 1992 | → Pastor-Niemöller-Platz                | Der in Berlin viermal vorhandene Bismarckplatz wurde durch den (Ost-)Berliner Magistrat in einer umfangreichen Benennungsaktion nach dem Widerstandskämpfer gegen das NS-Regime Kurt Fischer umbenannt, dieser war von 1949 bis zum Tod 1950 Chef der Deutschen Volkspolizei. 1992 wurde der Platz nach dem 1984 verstorbenen Theologen und Widerstandskämpfer gegen den Nationalsozialismus Martin Niemöller benannt. |
| Kurt-Fischer-Straße               | 24. Mai 1951  | 26. Aug. 1992 | → Hermann-Hesse-Straße                  | Die in Berlin fünfzehnmal Alphabetisches Verzeichnis der Straßen und Plätze Berlins nannte Bismarckstraße wurde durch den (Ost-)Berliner Magistrat in einer umfangreichen Benennungsaktion nach dem Widerstandskämpfer gegen das NS-Regime Kurt Fischer umbenannt, der als Kommunist (SED-Mitglied) bis zum Tod 1950 in Sachsen und der DDR-Regierung tätig war. Bei der Umbenennung wurde der als Hauptstraße genutzte Teil dr Schützenstraße südlich der Hohmeyer-/Tschaikowskistraße einbezogen. 1992 wurde diese Niederschönhausener Hauptstraße, die südwestwärts in das „Dichter-Viertel“ führt nach dem Schriftsteller Hermann Hesse benannt. |
| Lindenstraße                      | vor 1900      | 10. Sep. 1936 | → Grabbeallee                           | Die (wohl) mit Linden bestandene Verbindung zwischen den neuen Teilen Pankows an der Florastraße und Niederschönhausen im westlich vom Schloß Schönhausen mündet im Süden in die Kreuzstraße. Sie liegt nach dem 1898er Adressbuch zwischen der Schönholzer Heide und der Bismarckstraße, auf den meisten Grundstücken (insbesondere zur Bismarckstraße hin) mit vorwiegend Mehrparteienhäusern bebaut. |
| Majakowskiweg                     | 6. Mai 1951   | 9. Nov. 1994  | → Rudolf-Ditzen-Weg                     | Die Prinz-Heinrich-Straße als mittlere Verbindung innerhalb des nahe dem Schloss gelegenen Villenrings wurde 1951 zusammen mit dem Majakowskiring als Weg nach dem russischen Dichter Majakowski benannt. 1994 erfolgte dann die Umbenennung dieser kurzen Verbindungsstraße. |
| Moltkestraße                      | 1899          | 31. Mai 1951  | → Wilhelm-Wolff-Straße                  | Die nach dem preußischen Generalfeldmarschall Moltke benannte Straße ist die südlichste der „Generalsstraßen“ und war zwischen Friesenstraße und über den Kaiserweg zur Treskowstraße trassiert. Letztlich wurde sie aber nur bis zum Zingergraben angelegt und ist 1943 nahezu komplett bebaut, Treskowstraße, Kaiserweg, Blumenthalstraße, Zingergraben. Die Umbenennung im Mai 1951 erfolgte in einer Benennungsaktion des Magistrats bei der (auch) Straßen nach preußischen Militärs neue Namen erhielten, zudem gab es durch die Bildung von Groß-Berlin diesen Straßennamen zwölfmal in der Stadt. |
| Normannenstraße                   | vor 1908      | vor 1934      | Zietenstraße (tw.)                      | Die nach dem germanischen Volksstamm der Normannen benannte Straße war zwischen Wodanstraße und Germanenstraße an der damaligen Gemarkungsgrenze projektiert. Da sie durch den Nordteil der Schönholzer Heide geführt hätte wurde sie nach einem Bürgerprotest nicht angelegt. Der Abschnitt östlich der Friesenstraße zusammen mit der Straße 34a kam zur Zietenstraße (seit 1951 Am Iderfenngraben) hinzu. |
| Podbielskistraße                  | vor 1907      | 11. März 1937 | Seckendorffstraße                       | Die Straße zwischen Schützen- und Lindenstraße, über den Hohenzollernplatz hinweg wurde nach dem Ersten Kurator der Artillerie- und Ingenieur-Schule zu Berlin, Theophil von Podbielski, benannt. Sie war in dieser Lage für das mit Stadtvillen zu bebauende „Forstviertel“ im Bereich der „Schönhauser Fichten“ im Südwesten des Ortsteils vorgesehen. Das Forstviertel wurde nicht in der projektierten Form ausgebaut, so kam es in der NS-Zeit 1937 zur Umbenennung. Und 1951 mit der Umbenennungsaktion des Magistrats von Groß-Berlin wurde die Straße, nahe der Erich-Weinert-Siedlung nach dem Schriftsteller als Heinrich-Mann-Straße benannt. 1932 ist in der Podbielskistraße 29–34 am Hohenzollernplatz das Altersheim Schönholz der Stadt Berlin und auf 35 ein Garten benannt. Im 21. Jahrhundert sind hier das Evangelische Seniorenzentrum und die Stiftung Schönholzer Heide beheimatet. Ecke Cottastraße befinden sich Parkanlagen und eine Erfrischungshalle, an die sich die Panke und die Gemarkung Pankow anschließen. |
| Reußstraße                        | vor 1908      | nach 1931     | aufgehoben                              | Die Straße lag parallel zur Podbielskistraße (heute: Heinrich-Mann-Straße) zwischen Bismarckstraße (heute: Hermann-Hesse-Straße) und Danckelmannstraße. Sie blieb unbebaut als das Villenprojekt des Forstviertels im Gebiet der Schönhauser Fichten nicht realisiert wurde, wurden Hartig- und Reußstraße aufgegeben und entwidmet. Die unbebaute Reußstraße ist 1931 noch im Adressbuch verzeichnet, 1932 nicht mehr. Die später für den Städtischen Friedhof in Pankow genutzte Fläche nach Norden über die Hartig- und Reußstraße hinweg wurde zunächst der Städtischen Betriebsgesellschaft „Natur“ übergeben. Erst aus dem Adressbuch ergibt sich die Nutzung als Friedhof, während die südlichere Hartigstraße sich im Hauptweg des Friedhofs wiederfindet wurde der nördliche Teil als Parkfriedhof mit einem schräg liegenden ovalen Wegesystem angelegt. Die Reußstraße fand den Namen nach dem des preußischen Oberlandforstmeisters Karl August von Reuß (1793–1874). |
| Schloßstraße                      | nach 1850     | 25. Mai 1948  | → Ossietzkystraße                       | Die von Süden aus Pankow zum Schloß Schönhausen führende zunächst als Dorfstraße nach Niederschönhausen geführte südliche Zufahrt zum Schloss wurde bald als Schloßstraße bezeichnet und lag nördlich der Panke in der Gemarkung Niederschönhausen. 1951 erfolgte dann auf Magistratsbeschluss die Umbenennung von Pankow her auch für diesen Teil. |
| Schönholzer Weg                   | um 1904       | 20. Mai 1937  | Felseneckstraße                         | Der Weg von Reinickendorf nach Schönholz lag bis 1938 auf Reinickendorfer Flur. Der Schönholzer Weg lag (1935) in Reinickendorf Ost zwischen Kopenhagener/Residenzstraße durch das „Schützenviertel“ bis durch die Nordbahn-Brücke an die Germanenstraße, wo die Bezirksgrenze zu Pankow lag. Die Straße wurde in der NS-Zeit nach dem Überfall auf die Arbeiterkolonie Felseneck und danach 1947 nach dem Opfer von 1932 als Klemkestraße benannt. |
| Schulweg                          | vor 1929      | 4. Feb. 1931  | → Tuchmacherweg                         | Der Schulweg wurde zunächst inoffiziell nach der an der Straße nach Schönholz liegende Schule so benannt. Diese wurde nach dem ersten Schulmeister Johann Friedrich Ritter scherzhaft auch „Ritterakademie“ genannt. Tuchmacherweg war die erste offizielle Benennung dieses am Südrand des Schönholzer Friedhofs in die Schönholzer Heide führenden Wegs. 1930 ist der Schulweg getrennt unter Schönholz im Adressbuch mit dem Vermerk „Post Berlin=Reinickendorf=Ost“ in Orientierungsnummerierung genannt, auch noch 1931. Linksseitig (Friedhofsseite) sind die Grundstücke 1 und 3 der Straße vor Schönholz zugehörig bebaut und 5–17 (ungerade) als Baustellen aufgenommen, auf der Südseite gehört 2 zur Straße vor Schönholz 2a, aber 8, 10, 12, 16 bis zur Gemarkung Niederschönhausen sind mit Wohnhäusern bebaut. Ein als Privatweg bezeichneter Weg am Grundstück führt zur Straße vor Schönholz 2. |
| Seckendorffplatz                  | 11. März 1937 | 21. Apr. 1951 | → Heinrich-Mann-Platz                   | In der NS-Zeit wurde der für das Forstviertel projektierte zentrale Hohenzollernplatz zusammen mit der durchführenden Straße nach dem Militär Friedrich Heinrich von Seckendorff benannt. 1951 erfolgt mit einer Umbenennungsaktion des Magistrats von Berlin unter Bezug auf die nahegelegene Erich-Weinert-Siedlung die Umbenennung nach Heinrich Mann. |
| Seckendorffstraße                 | 11. März 1937 | 21. Apr. 1951 | → Heinrich-Mann-Straße                  | In der NS-Zeit wurde die für das „Forstviertel“ vorgesehene wurde die Podbielskistraße nach dem Militär Friedrich Heinrich von Seckendorff benannt. 1951 erfolgt mit einer Umbenennungsaktion des Magistrats von Berlin die Umbenennung nach Heinrich Mann. |
| Straße 4                          | vor 1925      | 26. Juli 1927 | aufgegeben                              | Die Straße 4 ist im Adressbuch 1925 zwischen Wald- und Kaiser-Wilhelm-Straße aufgenommen. Auf der linken Seite zur Waldstraße hin sind die Grundstücke 6, 9 und 10 bebaut. Die rechte unbebaute Seite mit den Grundstücken 13–23 führt zwischen 14 und 15 in die Straße 57 und zwischen 19 und 20 in die Straße 58. 1927 ist im Adressbuch auch die unbebaute Straße 3 von der Nordendstraße nach Süd verzeichnet. Für 1915 liegt eine Straße 2 parallel zur Nordendstraße, die zu diesem Zeitpunkt zwischen Eichenallee und Schönhauser Straße zu Rosenthal-Nordend gehört. |
| Straße 7                          | vor 1928      | 19. Feb. 1938 | → Homeyerstraße                         | Als Straße 7 wurde der Teil der Friesenstraße südöstlich der Bismarckstraße zur Grabeallee südlich vom Zingergraben ausgegliedert und 1938 benannt. Auf der nördlichen rechten Straßenseite (2–40) lag zu dieser Zeit eine Laubenkolonie. Als Straße 7 ist sie bereits im Adressbuch 1928 aufgeführt unbebaut und von Bismarckstraße abgehend. |
| Straße 8                          | nach 1905     | 9. Nov. 1926  | → Kreuzgraben                           | Im Adressbuch 1905, 1907 und 1910 ist Straße 8 quer zur Beuthstraße mit zwei bebauten Grundstücken verzeichnet. Auf der Karte 1915 ist der Verlauf zwischen Schiller- und Beuthstraße verzeichnet. |
| Straße 16                         | nach 1935     | 9. Feb. 1938  | → Güllweg                               | Die Straße 16 ist im Adressbuch 1938 zwischen Kaiserin-Augusta- und Bismarckstraße links (1–27) unbebaut und rechts mit neun Häusern (davon ein Sommerhaus) auf den Grundstücken 2–28 genannt. |
| Straße 23                         | nach 1907     | nach 1912     | → Karower Straße                        | Im Adressbuch 1910 ist sie zwischen Straße 19 und Dohnastraße in Hufeisennummerierung aufgenommen, die linksseitigen Grundstücke 1–23 unbebaut, rechts mit sechs Wohnhäusern bebaut. 1907 fehlt sie noch im Adressbuch, auf der Karte sind unbenannte Trassen aufgenommen. 1912 wird sie nicht mehr erwähnt. |
| Straße 83                         | nach 1910     | vor 1925      | Trasse geändert                         | Auf der Karte im Adressbuch 1915 ist sie zwischen Platanen- und Blücherstraße/Straße 36 westlich am Zingergraben entlang eingezeichnet. Die Straße 83 ist im Adressteil nicht aufgenommen. Die Trasse dieser Straße reicht zudem von Friesenstraße bis über die Gemarkungsgrenze nach Rosenthal. 1912 ist sie in der Trasse von 1915 noch unbenannt. Aus Vergleich der alten und heutigen Karten folgt das Straße 83 wohl nicht wie projektiert angelegt worden ist. Die Straße ist nach dem Bebauungsplans von Niederschönhausen nummeriert und nicht identisch mit der (1938 bei Bezirksaustausch) von Reinickendorf Ost zugeordneten Straße 83 |
| Straße 35                         | nach 1905     | vor 1911      | → Wodanstraße                           | Im Adressbuch 1910 zwischen sie zwischen Franken- und Sachsenstraßen mit zwei Neubauten aufgenommen. und 1912 ist schon der Name Wodanstraße aufgenommen. |
| Straße 57                         | vor 1925      | 26. Juli 1927 | → Büchnerweg                            | Die Straße 57 ist im Adressbuch 1925 zwischen Straße 4 und Nordendstraße ohne bebaute Grundstücke aber schon trassiert und mit den Grundstücken 1–10 und 11–20 parzelliert aufgenommen. Auch im Adressbuch 1927 ist sie benannt. |
| Straße 58                         | nach 1935     | 9. Nov. 1926  | → Schreckenbachstraße                   | Die Straße 58 ist im Adressbuch 1925 zwischen Straße 4 und Nordendstraße mit vier bebauten Grundstücken aufgenommen. Auch im Adressbuch 1927 ist sie benannt. |
| Straße 69                         | nach 1935     | 9. Nov. 1926  | → Zingergraben                          | Im Adressbuch 1926 ist die Straße 69 ausführlich beschrieben und gibt einen Anhaltspunkt zum Projekt der hier vorgesehenen Siedlung an der Straße zwischen Bismarck- und Nordendstraße. Die Lage der Grundstücke ist in der Folge Bismarck-/Kaiserin-Augusta-Straße, daran Baustellen auf 1–11, Blumenthalstraße und Platz G, 12–17 Baustellen, 18 und 19 bebaut, Moltkestraße, 20–22 Baustellen, 23 bebaut, Blücherstraße, 24–27 Baustellen, Zietenstraße, 28 und 29 bebaut, Platanenstraße, 30 Baustelle, Gneisenaustraße, 31–37 Baustellen, Uhlandstraße, 38 und 39 Baustellen, Zingergraben, 40 und 41 Baustellen, Straße 82, 42–44 Baustellen, Nordendstraße. Auf der rechten Seite von der Nordendstraße südwärts folgen in Hufeisennummerierung jeweils Baustellen auf 45, Straße 84, 46–52, Straße 90, 53–56, Straße 91, 57–61, Platanenstraße, 62–64, Straße 63, 65–69, Straße 64, 69–76, Straße 65, 77 und 78 bebaut, 79–85 (Baustellen), Platz G, 86–96, Bismarck-/Kaiserin-Augusta-Straße. Im Adressbuch 1927 ist dann bereits der Name Am Zingergraben vorhanden. Ein Vergleich mit der heutigen Karte zeigt, dass die Abschnitte nördlich der Uhlandstraße und südlich über die Moltkestraße (heute: Wilhelm-Wolff-Straße) in die Kleingartenanlage Alte Baumschule und im Norden in das LSG Zingerwiesen aufgingen. |
| Straße 88                         | nach 1910     | 9. Nov. 1926  | → Frickastraße                          | Sie ist noch im Adressbuch 1927 zwischen Sachsen- und Keplerstraße bis Gemarkung Wilhelmsruh mit den bebauten Grundstücke 2, 3 und 4 aufgenommen. |
| Teutonenstraße                    | 1903          | 31. Mai 1951  | → Eisenblätterstraße                    | Die Straße wurde, wie die anderen Querstraßen der Germanenstraße nach einem germanischen Volk, hier den Teutonen benannt. Die Germanenstraße zwischen Schönholz und Rosenthal war der Zugang zur Besiedlung der Waldflächen, die Teutonenstraße lag zwischen dieser und der Wodanstraße. 1905 sind im Adressbuch schon drei Wohnhäuser an der Germanenstraße genannt. 1925 sind in Hufeisennummerierung 1 und 26 an der Wodanstraße, die Grundstücke 1 und 23 mit Einfamiliensiedlungshäusern und 13, 16–20 mit Mietshäusern bebaut. Der Name wurde dann bei der Umbenennungsaktion des Magistrats nach der Widerstandskämpferin gegen das NS-Regime Charlotte Eisenblätter benannt. |
| Viktoriastraße                    | vor 1898      | 4. Mai 1950   | → Majakowskiring                        | Die Straße ist bereits im Adressbuch von 1898 verzeichnet, sie geht vom Schloßpark ab und ist auf den sechs nummerierten und zugeordneten Grundstücken bebaut. Der Name wurde zu Ehren von Kaiserin Viktoria, der Gemahlin von Friedrichs III. gewählt. Die Straße bildet mit der nördlicher gelegenen Kronprinzenstraße einen ovalen 410 Meter langen und 120 Meter breiten Ring, der dann 1950 mit der Bildung des „Städtchens“ zur DDR-Regierungsresidenz als Majakowskiring benannt wurde. |
| Wahnschaffestraße                 | 10. März 1937 | 10. Aug. 1962 | → Leonhard-Frank-Straße                 | Die nach dem Geologen Felix Wahnschaffe benannte Straße liegt 1937 zwischen Bahnhofstraße (heute: Am Bürgerpark) und Friesenstraße (heute: Hohmeyerstraße) und ist noch nach dem Forstmann Danckelmann benannt. Auf den 38 nummerierten Grundstücken stehen zu diesem Zeitpunkt drei Wohngebäude und drei Neubauten. 1–3 ist eine Parkanlage an der Bahnhofstraße, zwischen Bahnhof- und Cottastraße befindet sich Forst und eine Städtische Spielwiese. Später wird der Friedhof Niederschönhausen bis an die linke Straßenseite zwischen Bahnhofstraße und Hohenzollernplatz erweitert. 1962 wird die Wahnschaffestraße zum ersten Todestag von Leonhard Frank nach diesem benannt, ohne Änderung des Straßenverlaufs, der jedoch mittlerweile im Süden an der Berliner Mauer endet. |
| Wettiner Platz                    | nach 1908     | nach 1932     | aufgegeben                              | Der Platz lag am südlichen Abschluss der Danckelmannstraße (heute: Leonhard-Frank-Straße) zur Bahnhofstraße hin. Die Cottastraße mündet hier von Ost. Es war einer der Schmuckplätze in dem als Villenprojekt vorgesehenen „Forstviertel“, dessen Umsetzung auf dem ortsnahen Teil der Schönhauser Fichten jedoch nicht erfolgte. Heute liegt das Gelände des Platzes teilweise am Ostrand von Friedhof Pankow III und dem Spielplatz am südlichen Bürgerpark. Es ist Grün- und Erholungsfläche nördlich der Straße Am Bürgerpark, die nach der Wende und der Beseitigung der Berliner Mauer für Reinickendorfer Bedeutung erlangte. Namensgebend waren die Wettiner ein sächsisch-thüringisches Uradelsgeschlecht (Albertiner und Ernestiner). |
| Wrangelstraße                     | 1899          | 31. Mai 1951  | → Skladanowskystraße                    | Die Straße ist bereits frühzeitig im Adressbuch verzeichnet, in der Reihenfolge der Generalsstraßen Moltke-, Wrangel-, Blücher-, Zietenstraße zwischen Treskow- und Blumenthalstraße, über den Kaiserweg hinweg und westwärts bis an die Schönhölzer Heide. 1905 sind für die Wrangelstraße bereits vier Vierfamilienhäuser aufgeführt: Noack’sches, Pohle’sches, Gleißer’sches, sowie das Goetz’sche Haus. 1915 sind es zwölf Siedlungs- und Mietshäuser. Die Umbenennung bei der Magistratsaktion von 1951 erfolgte auch, da gleichnamige Straße in bebauteren Umgebungen vorhanden waren, wohl aber teilweise auch um die preußisch-militärische Namensgebung zu beseitigen. Namensgebend war der preußische General Friedrich Heinrich Ernst Graf von Wrangel der als „Papa Wrangel“ Popularität in Berlin besaß. |
| Zietenstraße                      | vor 1904      | 31. Mai 1951  | → Am Iderfenngraben                     | Die Zietenstraße ist nach dem im Zweiten Schlesischen und im Siebenjährigen Krieg erfolgreichen preußischen Husarengeneral Hans Joachim von Zieten (Ziethen) benannt und lag nördlich von Moltke-, Wrangel-, Blücherstraße (wobei dann noch die Gneisenaustraße folgte). Im Jahr 1905 sind die beiden Grundstücke Ecke Kaiserweg bebaut, ansonsten ist diese nördliche Straße noch unbebaut. 1925 finden sich zwischen Straße 83 und Treskowstraße auf den 37 nummerierten Grundstücken sieben Wohnhäuser für eine Partei und sechs Mehrparteienhäuser. |

## Weitere Örtlichkeiten von Niederschönhausen

### Kleingartenanlagen

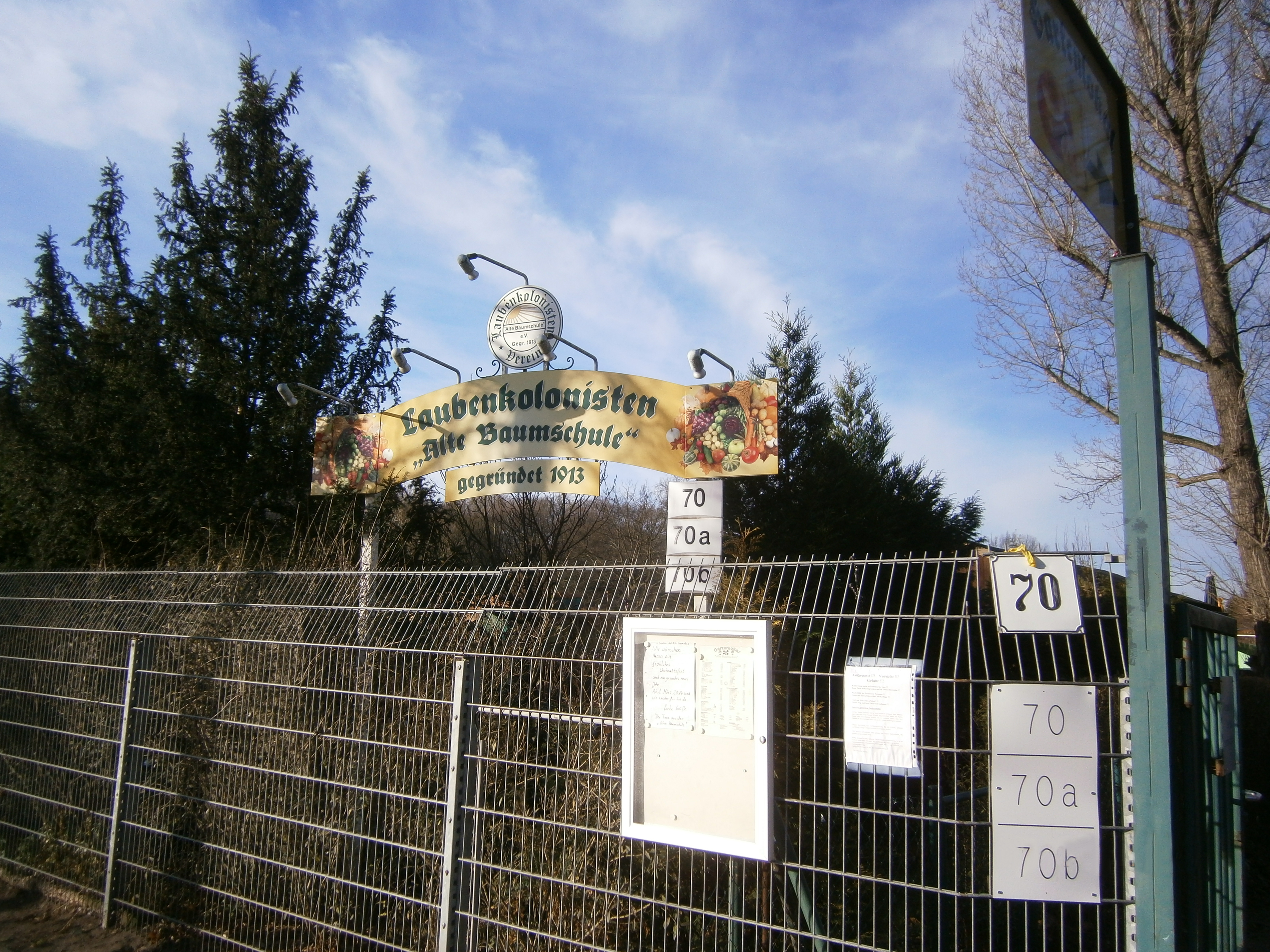
Eingang zur KGA Alte Baumschule an der Hermann-Hesse-Straße / Zingergraben

Die früher Kolonien genannten Gartenanlagen heißen amtlicherseits inzwischen ‚Kleingartenanlagen‘ (KGA).
- Laubenkolonistenverein „Alte Baumschule“ (Hermann-Hesse Straße 70, Lage), eine 1913 gegründete[202] Dauerkleingartenanlage[Anm. 5] mit 35 Parzellen auf 7.790 m² landeseigenem und 279 dauergesicherten Parzellen auf 121.112 m² auf privatem Pachtland.[Anm. 6] Im Kleingartenentwicklungsplan als 03037 liegt er am Nordrand der Schönholzer Heide südlich vom Zingergraben begrenzt. Durch den Mauerbau war die Anlage vom Verlust von Pächtern betroffen.[203] Durch Schulbau, das John-Hartfield-Archiv und anliegende Tennisplätze an der Kurt-Fischer-Straße (heute: Hermann-Hesse-Straße) ging Fläche verloren.

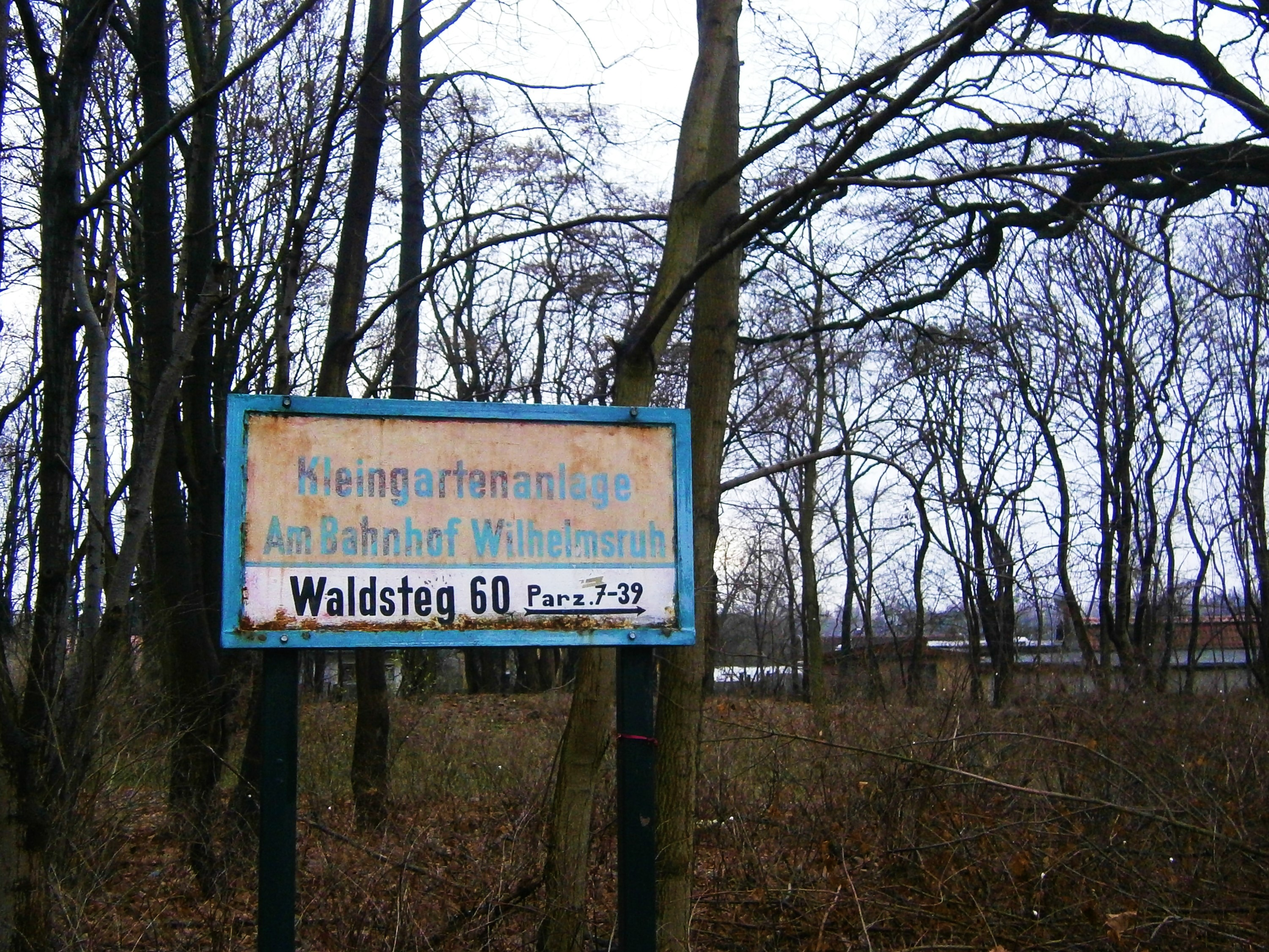
Eingang am Waldsteg 60

- Eingang am Waldsteg 60 KGA „Am Bahnhof Wilhelmsruh“, KGEP 03040 (Waldsteg 60, Lage) liegt über die hier nicht mehr vorhandene Straße 33 nach beiden Seiten, westlich von Straße 78 am nordwestlichen Ende der Siedlung Schönholz und der Ortsgrenze zu Wilhelmsruh mit 27 Parzellen auf einer Fläche von 10.027 m² Privatland. Es sind ungesicherte Kleingärten, deren Land nach Flächennutzungsplan für eine andere Nutzung vorgesehen ist.[Anm. 7] Im Kleingartenentwicklungsplan als 03040 bezeichnet, wurde die Ortsteilgrenze zu Wilhelmsruh an der Westseite der KGA gelegt. Das fehlende Südende der Anlage lag im Bereich des ehemaligen Mauerstreifens, ein Bereich der heute zu Wilhelmsruh gehört.

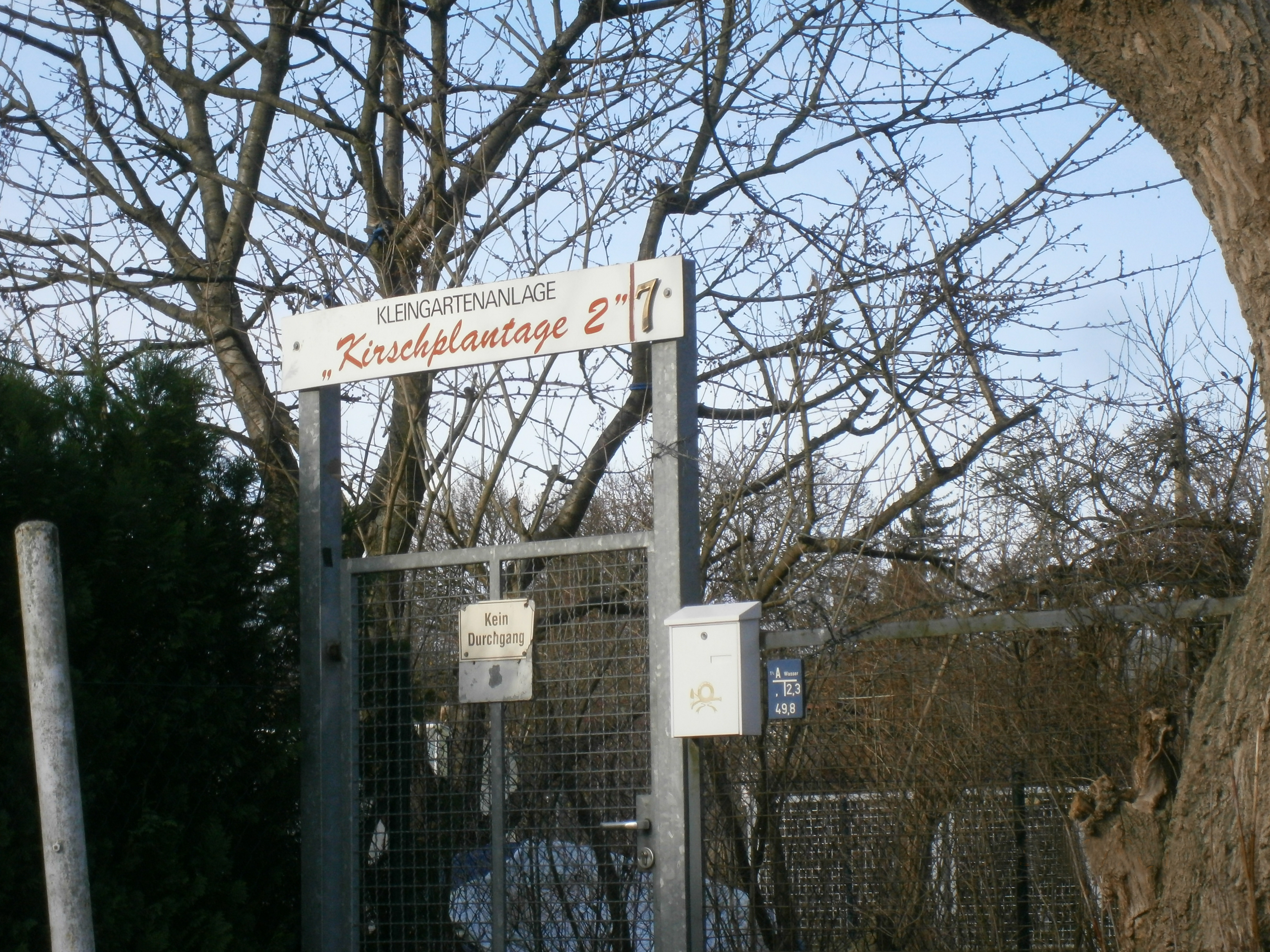
Kirschplantage an der Waldemarstraße Ecke Rosenthaler Grenzweg

- Kirschplantage an der Waldemarstraße Ecke Rosenthaler Grenzweg KGA „Kirschplantage“ (RBS: 08909), Waldemarstraße 66. Die 30 Parzellen auf 8.193 m² landeseigener Pachtfläche sind nach dem Flächennutzungsplan für eine andere Nutzung[Anm. 8] vorgesehen. Die Anlage liegt in unmittelbarer Nähe der Rosenthaler Kleingartenanlagen entlang der Straße 52a, allerdings südlich der Ortsteilgrenze. Im Kleingartenentwicklungsplan als 03077.
- KGA „Pankeglück“ (Im Schlosspark 37, Lage) ist eine Dauerkleingartenanlage[Anm. 5] mit 14 Parzellen auf 6.042 m² landeseigenem Pachtland. Im Kleingartenentwicklungsplan als KGEP 03091.
- KGA „Parkfriede“ (Lage) sie liegt am Pankebogen im Schlosspark Niederschönhausen zwischen Schlossparkbrücke II und III westlich der KGA Pankeglück. Am 22. August 2003 wurde die KGA Am Schlosspark 31 in „Parkfriede“ umbenannt (RBS: 09088). Im Kleingartenentwicklungsplan ist diese KGA nicht gesondert ausgewiesen. Der Name ist Gartengemeinschaft Parkfriede e. V. Berlin-Pankow und besitzt 91 Parzellen auf 31.858 m² Fläche. Mit den Gartenwegen (von Ost nach West, quer zur Panke) Amsel-, Dahlien-, Finken-, Liguster-, Tulpen- und Rosenweg.[37] Die Kleingartenanlage wurde im Jahr 1915 als Gartengemeinschaft gegründet und liegt innerhalb des Schlossparks Niederschönhausen. Seit dem Jahr 1931 ist das Grundstück Gemeinschaftseigentum der Mitglieder.[204]
- KGA „Zingertal“ (Friesenstraße 54, Lage), eine hochgesicherte Anlage nach Flächennutzungsplan[Anm. 6] mit 94 Parzellen auf 47.300 m² Privatpachtland. Im Kleingartenentwicklungsplan als 03114.
- KGA „Gartenbau Nordend“ (Charlottenstraße 31G) (Lage), die Anlage mit 50 Parzellen auf 26.017 m² privatem Land ist nach Flächennutzungsplan nur zeitweilig gesichert[Anm. 7], da hier eine andere Nutzung vorgesehen ist. Im Kleingartenentwicklungsplan als 03065.
- KGA „Straße vor Schönholz“ (Straße vor Schönholz 29 Lage), die Anlage mit 32 Parzellen auf 5.703 m² privatem Land ist nach dem Stadtentwicklungsplan Wohnen nach 2015 zur Bebauung mit Wohnhäusern vorgesehen.[Anm. 7] Zudem befinden sich 21 Parzellen auf 11.008 m² landeseigenem Pachtland,[Anm. 8] das ebenfalls nach Flächennutzungsplan für eine andere Nutzung ausgewiesen ist. Im Kleingartenentwicklungsplan als 03109.

### Aufgehobene Gartenflächen
Kleingärten sind bei entsprechender Lage als Stadtgrün geschützt und im Flächennutzungsplan verankert. Einige Kleingartenflächen wurden auf Wunsch der Anlieger nicht nach Bundeskleingartengesetz eingeordnet und damit zur Bebauung als Wohnsiedlung freigegeben oder durch ihre Lage zur Erweiterung von Gewerbeflächen nutzbar. Mitunter sind Flächen auch entwidmet und an Immobiliengesellschaften verkauft worden.
- KGA „Einsame Eiche“ (Lage), die Kleingartenanlage Buchholzer Straße 67 (44177) wurde am 12. November 2007 in KGA Einsame Eiche (RBS-Straßenschlüssel: 09449) umbenannt ist allerdings nicht mehr als Kleingartenanlage ausgewiesen.
- KGA „Hessen“ (Nordendstraße 33, Lage), liegt an der nördlichen Ortsteilgrenze südwestlich von Nordendstraße und Straße 89 und ist nicht mehr als Kleingartenanlage ausgewiesen, sondern teilweise als Wohngrundstücke der Nordendstraße bebaut. Ein anderer Teil ist in die „KGA Am Anger“ aufgegangen, deren größerer Teil in Rosenthal liegt.

### Parks, sonstige Freiflächen und Friedhöfe

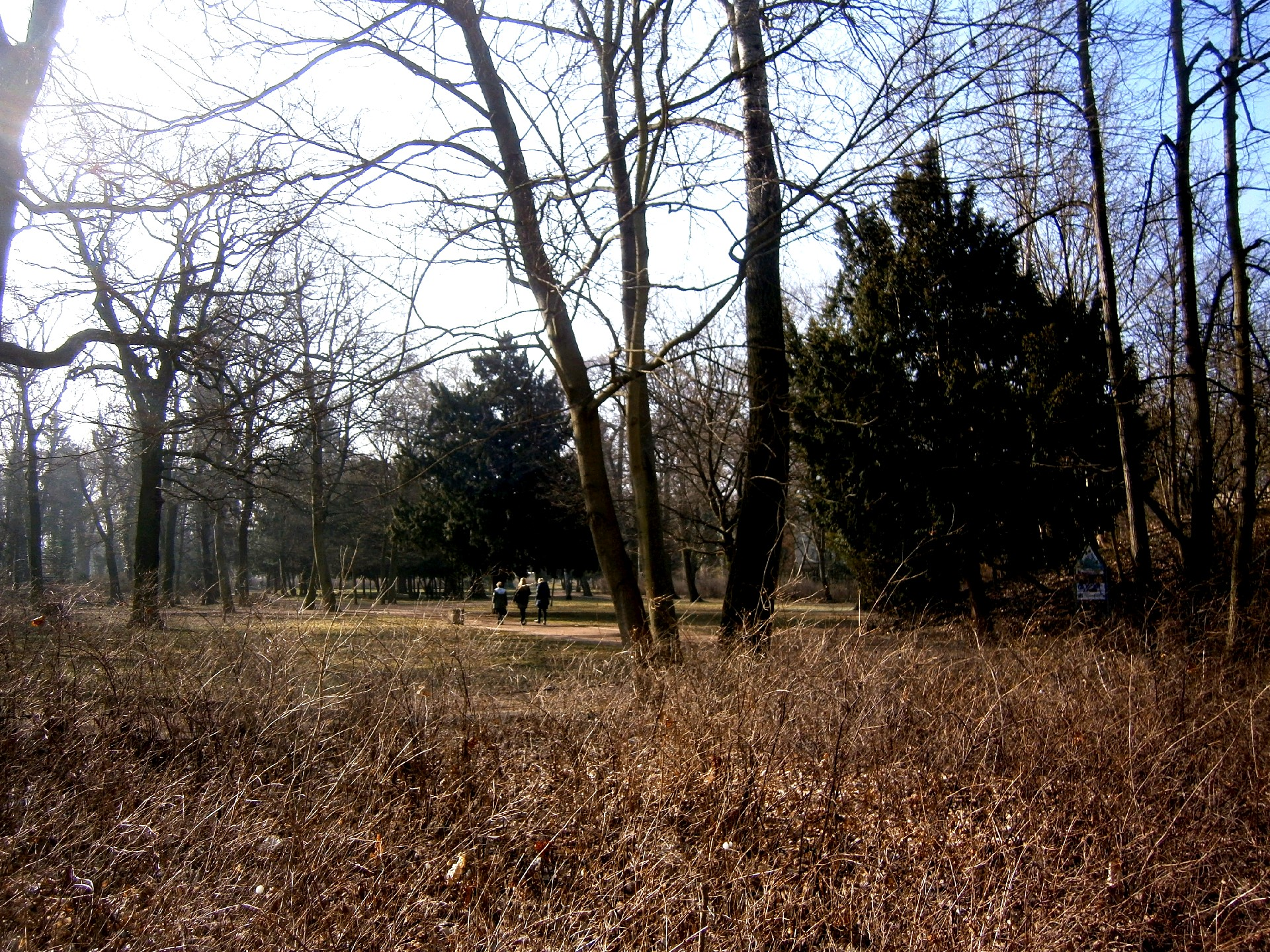
Brosepark von der Beuthstraße aus

- Brosepark (Lage), an Wackenbergstraße, Dietzgenstraße und Beuthstraße[205]
- Schlosspark Niederschönhausen am Schloss Schönhausen (Lage).[24][206] Baudenkmal: Schloss Niederschönhausen von 1662 nach dem Entwurf von Eosander von Göthe und Johann Friedrich Nilsson, zuletzt umgebaut 1935–1936, 1950 Präsidentensitz und später Gästehaus der DDR-Regierung[134]
- Schlossgarten (Lage) der Bereich westlich der Ossietzky-/Dietzgenstraße am Schloss.
- Bürgerpark (Lage) zwischen Wilhelm-Kuhr-, Cotta-, Heinrich-Mann-, Kreuz- und Schönholzer Straße. Gartendenkmal: Der Park als Gesamtanlage aus dem Jahre 1854 nach Entwürfen von Wilhelm Perring und Erwin Stein und ergänzt 1964 ist denkmalgeschützt,[207] mit dem Baudenkmal Kastellanshaus, Toranlage und Pavillon (um 1855, Bauherr Hermann Killisch-Horn), sowie der Meierei von 1868.
- Volkspark Schönholzer Heide (Lage) ist ein Gartendenkmal[71] begrenzt durch die Straße vor Schönholz, Friesen-, Germanen-, Hermann-Hesse-Straße und Waldsteg. Die Parkanlage datiert aus dem Jahr 1753 und wurde in den 1920er (als Vergnügungspark) und nochmals in den 1930er Jahren (als Zwangsarbeiterlager) umgebaut.
- Ehrenmal der sowjetischen Gefallenen im Volkspark Schönholzer Heide (Lage): die Gedenkstätte mit Obelisk ist als Gartendenkmal ausgewiesen, 1947–1949[182]
- Landschaftsschutzgebiet Zingerwiesen[26][208] (Lage). Das LSG-26 (Landschaftsschutzgebiet Zingerwiesen), 10,53 Hektar, Schutzgrundlage ist die Verordnung zum Schutz der Landschaft Zingerwiesen im Bezirk Pankow von Berlin.[209] Das LSG „Zingerwiesen“ befindet sich auf einem verlandeten Flachsee, der zum Niedermoor wurde, hier befinden sich 50 Vogelarten, neben Kohlmeisen auch Sumpfrohrsänger.[210]
- Park an der Kirche St. Maria Magdalena (Lage): Baudenkmal: Grundstück 20/21 katholische Kirche St. Maria Magdalena von Felix Sturm[139]
- Landeseigener Friedhof Pankow III (Lage) mit dem Baudenkmal der Gesamtanlage aus Feierhalle, Friedhofsverwaltung und Wartehalle für Trauergäste begrenzt von Hermann-Hesse-, Heinrich-Mann- und Leonhard-Frank-Straße und Am Bürgerpark,[211] sowie hiesige Ehrengräber des Landes Berlin.
- Landeseigener Friedhof Pankow IV (Lage)
- Landeseigener Friedhof Pankow V (2007 geschlossen) (Lage), der 5. städtische Friedhof (Niederschönhausen) in der Germanenstraße entstand für die Kolonisten der vormaligen Maulbeerplantage in Schönholz. Baudenkmal sind die Feierhalle (um 1910) und die Leichenhalle (um 1895)[79]
- Landeseigener Friedhof Pankow VI (stillgelegt und ab 2021 aufgehoben) mit der verbleibenden auf ewig gewidmeten Kriegsgräberstätte im Volkspark Schönholzer Heide (Lage)